# Deggendorf

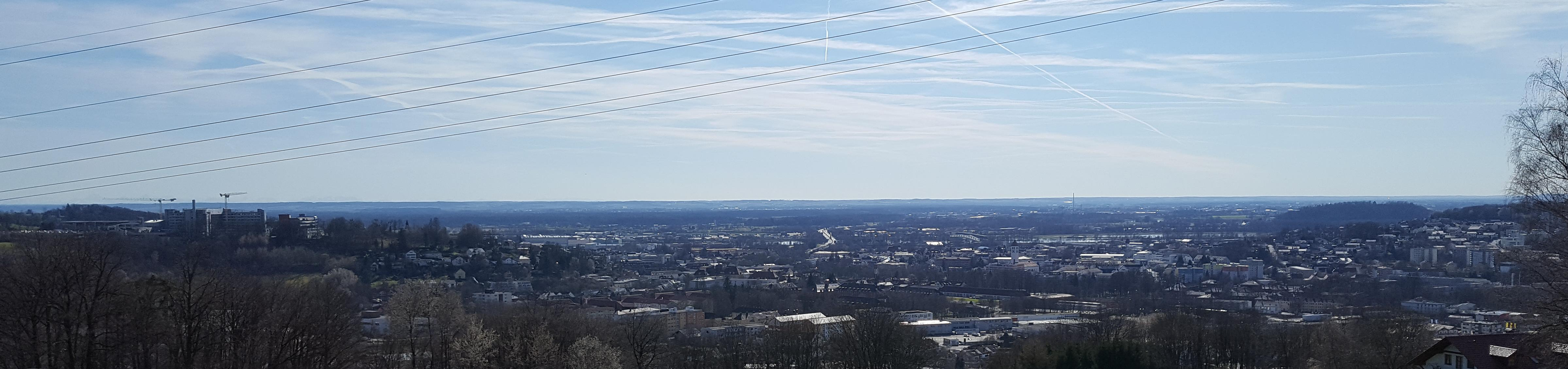
Panorama Richtung Donau auf Teile Deggendorfs

Deggendorf ist eine Große Kreisstadt im niederbayerischen Landkreis Deggendorf. Sie hat 35.044 Einwohner (Stand: 31. Dezember 2024) und seit 1994 eine Fachhochschule. Sie wird auch „Donaustadt“ und „Tor zum Bayerischen Wald“ genannt. Die Städte Deggendorf, Plattling und Osterhofen bilden das Oberzentrum Deggendorf. Deggendorf und Plattling sind an zwei Stellen miteinander verwachsen (ein Verflechtungsraum).

## Geographie
Das Stadtgebiet liegt teilweise im flachen Donautal und erstreckt sich links der Donau auch in Ausläufer des Bayerischen Waldes. Deggendorf liegt mit seinen Stadtteilen rechts der Donau in der Region Gäuboden und den Stadtteilen links der Donau im Naturpark Bayerischer Wald. Die Stadt wird von der Donau durchflossen. Im Gemeindeteil Fischerdorf mündet die Isar an der Stadtgrenze zwischen Deggendorf und der Nachbargemeinde Moos im Stadtgebiet in die Donau. Fischerdorf liegt am rechten Donauufer an der alten Bundesstraße 11. Zwischen Fischerdorf und dem Stadtzentrum Deggendorfs gibt es seit den 1920er Jahren eine Brücke. Die erste Brücke wurde 1999 durch die Maximiliansbrücke ersetzt.
In Deggendorf war der südwestliche Startpunkt des Böhmwegs, eines bedeutenden alten Handelswegs, der die bayerische Donau durch den Bayerischen Wald mit Böhmen verband. Außerdem lag Deggendorf an der römischen Militärgrenze Donaulimes entlang der bayerischen Donau. Das heutige Stadtzentrum liegt nordöstlich der Donau. Der Höhenunterschied im Gemeindegebiet beträgt 806 Meter vom niedrigsten Punkt an der Donau beim Stadtteil Seebach (310 m ü. NHN) bis zum Gipfel des Hausbergs „Breitenauriegel“ nahe dem Gemeindeteil Greising mit (1116 m ü. NHN). Das führt zu erheblichen klimatischen Unterschieden; während in den niedrigen Lagen oft schon der Frühling eingekehrt ist, herrscht in den bewohnten Höhenlagen wie Greising auf 780 m ü. NHN noch Winter. Ein weiterer Hausberg Deggendorfs ist der auf dem Gemeindegebiet von Grafling befindliche Dreitannenriegel (1090,2 m ü. NHN).

### Nachbargemeinden
Folgende neun Gemeinden grenzen im Uhrzeigersinn an das Stadtgebiet von Deggendorf: Metten, Grafling, Bischofsmais (Landkreis Regen), Schaufling, Hengersberg, Niederalteich, Moos, Plattling und Stephansposching.

### Stadtgliederung

#### Gemeindeteile
Es gibt 103 Gemeindeteile:
- Aletsberg
- Baumgarten
- Breitenbach
- Breitenberg
- Bruck
- Bruckhof
- Bucha
- Burgstall
- Deggenau
- Deggendorf
- Eiberg
- Eichberg
- Einkind
- Elmering
- Fischerdorf
- Frohnreut
- Gailberg
- Goldberg
- Görgen
- Graben
- Greising
- Greisingerhochwald
- Grillenberg
- Grimming
- Großfilling
- Großwalding
- Gschnaidt
- Hackermühle
- Haidhäusl
- Haidhof
- Hain
- Halbmeile
- Haslach
- Helming
- Hintertausch
- Hochreut
- Hochstraß
- Hofstetten
- Hub
- Irlmoos
- Itzling
- Kleineichberg
- Kleinfilling
- Kleinwalding
- Klotzing
- Kobelsberg
- Kohlberg
- Kohlhof
- Konseehof
- Kreut
- Krösbach
- Ledersberg
- Lehmberg
- Leoprechtstein
- Mainkofen
- Marienthal
- Maxhofen
- Mettenufer
- Mietraching
- Mietzing
- Mühlberg
- Natternberg
- Nest
- Neumühle
- Niederkandelbach
- Oberdippling
- Oberdorf
- Oberer Mühlbogen
- Oberfrohnreut
- Oberglasschleife
- Obergrub
- Oberkandelbach
- Oberperlasberg
- Parst
- Paußing
- Pumpenberg
- Reinprechting
- Rettenbach
- Ringelswies
- Sandweg
- Schalterbach
- Scheidham
- Schellenberg
- Scheuering
- Schleiberg
- Schluttenhof
- Schwemmberg
- Seebach
- Simmling
- Stauffendorf
- Steinriesl
- Tattenberg
- Thanhof
- Thannberg
- Ucking
- Ufersbach
- Unterdippling
- Untergrub
- Vordertausch
- Waldschaid
- Weiher
- Weinberg
- Zwieslerbruck

#### Gemarkungen
Es gibt acht Gemarkungen: 1
| Gemarkung                      | Fläche in Hektar | Gemeindeteil |
| ------------------------------ | ---------------- | --- |
| Deggenau                       | 657,06           | Breitenberg, Deggenau, Elmering, Gailberg, Görgen, Goldberg, Gschnaidt, Hub, Leoprechtstein, Mietzing, Reinprechting, Sandweg, Steinriesl, Thanhof, Ucking, Ufersbach, Waldschaid, Weinberg                                                      |
| Deggendorf                     | 450,07           | Deggendorf |
| Fischerdorf                    | 825,49           | Fischerdorf |
| Greising                       | 1233,89          | Frohnreut, Greising, Greisingerhochwald, Hackermühle, Haidhäusl, Irlmoos, Kreut, Mühlberg, Nest, Oberfrohnreut, Oberglasschleife, Parst, Ringelswies, Schellenberg, Tattenberg, Zwieslerbruck                                                    |
| Mietraching                    | 953,76           | Baumgarten, Breitenbach, Bruck, Eiberg, Einkind, Großfilling, Großwalding, Hain, Haslach, Hofstetten, Itzling, Kleinfilling, Kleinwalding, Klotzing, Marienthal, Maxhofen, Mietraching, Obergrub, Paußing, Schwemmberg, Untergrub, Weiher        |
| Natternberg                    | 1317,65          | Haidhof, Mainkofen, Mettenufer, Natternberg, Rettenbach, Stauffendorf |
| Schaching                      | 1170,29          | Aletsberg, Bruckhof, Kobelsberg, Kohlberg, Kohlhof, Lehmberg, Neumühle, Niederkandelbach, Oberdippling, Oberer Mühlbogen, Oberkandelbach, Oberperlasberg, Schalterbach, Scheuering, Schleiberg, Schluttenhof, Simmling, Thannberg, Unterdippling |
| Seebach (nur Gemarkungsteil 0) |                  | Bucha, Burgstall, Eichberg, Graben, Grillenberg, Grimming, Halbmeile, Helming, Hintertausch, Hochreut, Kleineichberg, Konseehof, Krösbach, Ledersberg, Oberdorf, Pumpenberg, Scheidham, Seebach, Vordertausch                                    |

### Klima
Durch ihre Lage in Mitteleuropa befindet sich die Stadt Deggendorf in der kühlgemäßigten Klimazone mit Winterhärte 6–7. Dabei liegt die Stadt im Übergangsbereich zwischen feuchtem atlantischen und trockenem Kontinentalklima.
|                       | Jan  | Feb  | Mär  | Apr  | Mai  | Jun  | Jul  | Aug  | Sep  | Okt  | Nov  | Dez  |   |       |
| Mittl. Tagesmax. (°C) | 1    | 4    | 9    | 14   | 20   | 22   | 24   | 24   | 19   | 13   | 6    | 2    | ⌀ | 13,2  |
| Mittl. Tagesmin. (°C) | −4   | −3   | 0    | 4    | 8    | 11   | 13   | 13   | 9    | 5    | 1    | −2   | ⌀ | 4,6   |
|                       |      |      |      |      |      |      |      |      |      |      |      |      |   |       |
| Niederschlag (mm)     | 44,8 | 45,8 | 54,4 | 38,2 | 71,8 | 72,8 | 81,8 | 63,6 | 65,1 | 54,0 | 55,3 | 48,0 | Σ | 695,6 |

| −4 |

| −3 |

| 0 |

| 4 |

| 8 |

| 11 |

| 13 |

| 13 |

| 9 |

| 5 |

| 1 |

| −2 |

| −4 |

| −3 |

| 0 |

| 4 |

| 8 |

| 11 |

| 13 |

| 13 |

| 9 |

| 5 |

| 1 |

| −2 |

| N i e d e r s c h l a g | 44,8 | 45,8 | 54,4 | 38,2 | 71,8 | 72,8 | 81,8 | 63,6 | 65,1 | 54,0 | 55,3 | 48,0 |
|                         | Jan  | Feb  | Mär  | Apr  | Mai  | Jun  | Jul  | Aug  | Sep  | Okt  | Nov  | Dez  |

## Geschichte

### Frühgeschichtliche Spuren
Die ältesten nachgewiesenen Funde im Raum Deggendorf stammen von alt- und mittelsteinzeitlichen Jägern und Sammlern und sind mindestens 50.000 Jahre alt. Archäologen gehen davon aus, dass auf und um den Natternberg im heutigen gleichnamigen Stadtteil bereits vor 5000 v. Chr. eine jungsteinzeitliche Siedlung der Linearbandkeramik  bestand, ähnlich wie sie auch in vielen weiteren Teilen Niederbayerns und besonders im Gäuboden durch Luftbildarchäologie und Bestattungsplätze nachgewiesen werden konnte. Im mittleren und jüngeren Abschnitt der Urnenfelderzeit zwischen dem 10. und 8. Jahrhundert v. Chr. war auf dem rund 70 Meter hohen Natternberg ein dauerhafter Siedlungsschwerpunkt einer Höhensiedlung, dies konnte durch Ausgrabungen von Siedlungsüberresten beim Bau der Bundesautobahn 3 belegt werden. Archäologische Ausgrabungen belegten Siedlungen der Jungsteinzeit (mind. 5. Jahrhundert v. Chr.), der älteren Urnenfelderzeit (10. Jahrhundert v. Chr.) und der späten Hallstattzeit (6.–5. Jahrhundert v. Chr.). Auch im heutigen Stadtteil Fischerdorf wurden ca. 6000 Jahre alte Siedlungsspuren nachgewiesen. Am Ort des heutigen Stadtzentrums wurden Anfang der 1980er Jahre bei Ausgrabungen in der Stadtpfarrkirche keltische Siedlungsreste entdeckt, welche auf die Spätlatènezeit im 2. bis 1. Jahrhundert v. Chr. datiert werden konnten. Es wird angenommen, dass die Kelten die damals für eine Überquerung der Donau günstige Lage nutzten, um den 1029 erstmals urkundlich erwähnten (Altweg) Handelsweg von Süden nach Böhmen zu kontrollieren.
Seit dem 9. Jahrhundert gab es die Goldwäscherei u. a. im späteren Stadtgebiet Deggendorf an der Donau, wo bereits sehr früh an Sand- und Kiesbänken nach Waschgold gesucht wurde. Später kamen auch Suchorte an der Isar im Raum Deggendorf hinzu. Heute wird dies noch als Hobby von Goldwäschern fortgeführt.

### Gründung Deggendorfs
In einer am 20. November 1002 ausgestellten Urkunde König Heinrichs II. für das Kloster Niedermünster in Regensburg wird Deggendorf erstmals urkundlich erwähnt.
Deggendorf wurde an einem natürlichen Donauübergang gegründet, der die Straße entlang der Isar nach Norden fortsetzte. Für die in Bayern herrschenden Geschlechter war das immer ein Grund, hier präsent zu sein. Im 11. Jahrhundert Techindorf genannt, erschien es um 1212 bereits als Stadt.

### Mittelalter
Mit dem Aussterben der Babenberger und der Grafen von Bogen (1242) setzten sich die Wittelsbacher in den Besitz der ehemaligen Grafschaft Deggendorf. Die Stadt wurde neu geordnet und geplant angelegt. Im Jahr 1280 wird erstmals eine hölzerne Brücke bei Deggendorf über die Donau erwähnt, sie gehört damit zu einer der ersten Brücken über die Donau. Mit Privilegien und Vergünstigungen wurde Deggendorf gefördert, bis es 1316 und 1320 mit dem Stadtrecht ausgestattet und damit der Prozess der Stadtwerdung auch verfassungsmäßig abgeschlossen wurde. Damit war Deggendorf für das Umland zu einem Anziehungspunkt für Markt und Handel geworden. Unter Herzog Heinrich XV. war Deggendorf kurzzeitig Residenzstadt des selbständigen Herzogtums Niederbayern-Deggendorf (1331–1332), das außer der Hauptstadt die Orte Cham, Dingolfing, Landau und Vilshofen umfasste. Er erhielt den Beinamen „der Natternberger“, da er sich vorzugsweise in Natternberg bei Deggendorf auf der gleichnamigen Burg aufhielt.
Im Jahr 1429 kam Deggendorf zum Herzogtum Bayern-München, 1496 eröffnete die erste Apotheke der Stadt.
Im 16. Jahrhundert befand sich in Deggendorf eine der 16 Mautstellen des bayerischen Herzogs an der Donau zwischen Neuburg und Passau.
Ab dem 13. Jahrhundert war der heutige Stadtteil Deggenau eines von vielen Weinanbaugebieten im Donautal. Auf dem Weinberg, dem Mühlberg und dem Geiersberg wurde für annähernd 400 Jahre an den Berghängen Wein angebaut. Hierbei handelte es sich um den „Baierwein“. Der erste urkundliche Beleg für einen Weinberg im heutigen Stadtgebiet stammt von 1149 und belegt einen Weinberg auf dem Mühlberg in Deggendorf.

### Judenpogrom und Deggendorfer Gnad

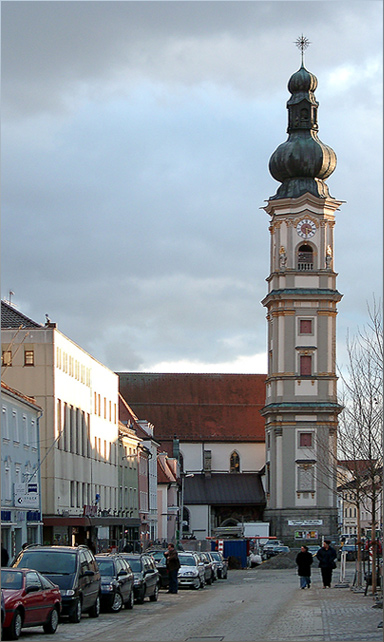
Grabkirche Deggendorf

Die Geschichte der Stadt Deggendorf vom Mittelalter bis in die Neuzeit ist auch geprägt von der von Mitte des 14. Jahrhunderts bis Ende des 20. Jahrhunderts gefeierten Deggendorfer Gnad. Ausgangspunkt dieser Tradition war das Judenpogrom von 1338, in dessen Verlauf die jüdische Gemeinde Deggendorfs komplett vernichtet wurde. Den Juden war vorgeworfen worden, Hostien gemartert und in den Stadtbrunnen geworfen zu haben. Hintergrund des Pogroms waren Schuldbriefe und eine übergroße Verschuldung der Deggendorfer bei ihren jüdischen Mitbürgern. Der in Landshut regierende Herzog Heinrich erließ den Bürgern nach dem Pogrom alle ihre Schulden, die sie bei Juden gemacht hatten. Um die den angeblichen Frevel der Juden schadlos überstandenen „Mirakelhostien“ entstand gegen Ende des 14. Jahrhunderts die Legende vom „Hostienwunder“, wohl um das Judenpogrom nachträglich zu legitimieren. Zur Sühne, wohlgemerkt nicht des Pogroms, sondern der erfundenen frevelhaften Untaten der Juden, und zum Gedächtnis an die wunderbare Errettung der Hostien errichteten die Deggendorfer die Wallfahrtskirche zum Heiligen Grab, die Heilig-Grabkirche St. Peter und St. Paul.
Ab 1960 gab es von mehreren Seiten Kritik an der Wallfahrt und der Deggendorfer Gnad, unter anderem veröffentlicht in der antiklerikalen Zeitschrift Werkhefte katholischer Laien. Die Deggendorfer Prozessionen und Veranstaltungen, die den einstigen Judenmord verherrlichten, fanden bis 1968 statt. Die Kritik an der fortbestehenden Wallfahrt ebbte trotz einer inhaltlichen Neuausrichtung nicht ab. Im Herbst 1991 wurde die Hostienfrevellegende, die der Deggendorfer Gnad zugrunde liegt, im Rundbrief der Regensburger Gesellschaft für Christlich-Jüdische Zusammenarbeit  als „handfeste religiöse und politische Lüge, die Antijudaismus produzierte“ bezeichnet.
Der damalige Bischof Manfred Müller ließ die Wallfahrt im März 1992 einstellen – nach Abschluss der einschlägigen Doktorarbeit des Kirchenhistorikers Manfred Eder an der katholischen Fakultät der Universität Regensburg.

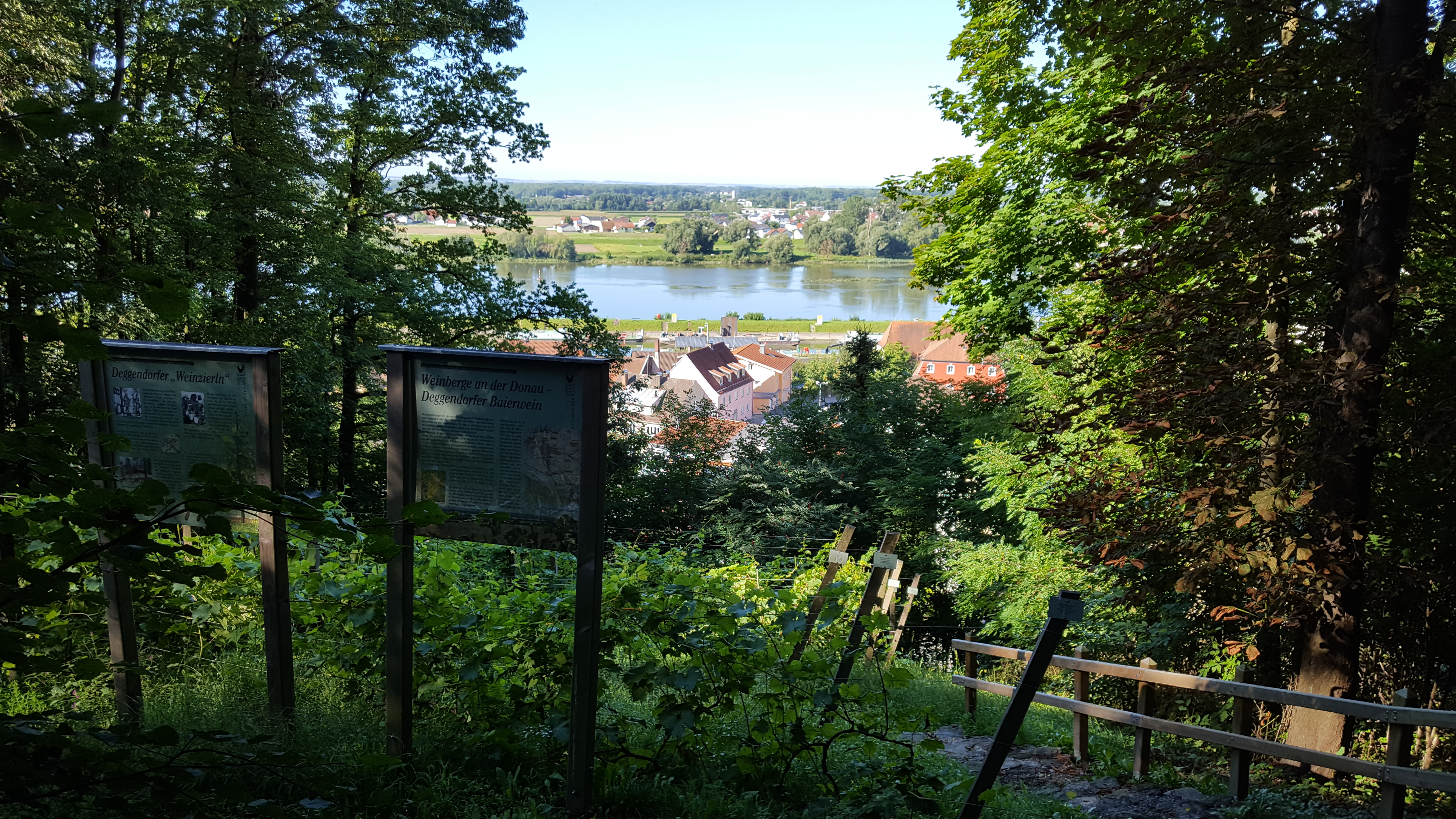
Kleiner Musterweinberg im Stadtwald zur Baierwein-Geschichte

### Frühe Neuzeit
Der Dreißigjährige Krieg brachte schwere Bevölkerungsverluste. Zwei Drittel der Einwohner starben 1633/34 an der Pest. Während des Spanischen Erbfolgekriegs wurden Teile der Stadt in Brand gelegt und zerstört. Obwohl diese Ereignisse für Jahrzehnte ihre Spuren hinterließen, erstand Deggendorf als funktionierende Stadt mit Hilfe der Ressourcen des Umlandes schnell wieder. Ein barockes Zeichen des daraus erwachsenen städtischen Selbstbewusstseins wurde mit dem Bau des Grabkirchenturmes 1722 gesetzt, der von Kunsthistorikern als einer der schönsten Türme in Bayern beschrieben wird und dem Stadtplatz seinen unverwechselbaren Charakter gibt. Während des Österreichischen Erbfolgekrieges brannte 1743 fast die gesamte Stadt nieder.

### 19. Jahrhundert
Im 19. Jahrhundert wurden mehrere neue Verkehrsverbindungen wie die Ruselstraße (1818) und die Bahnstrecke über die Donau in den Bayerischen Wald hinein (1877) gebaut und in Betrieb genommen. Die hölzerne Donaubrücke wurde 1863 durch einen stabilen eisernen Übergang ersetzt und Straßen zur Erschließung des Umlandes wurden gebaut. Das mittelalterliche Stadtbild verschwand durch das Auffüllen der Stadtgräben; die Stadttore und Stadtmauern wurden abgerissen. Der über 500 Jahre alte Stadtkern wurde verändert und aufgeweicht. Heute ist nur noch die Anlage der Stadt erkennbar; ein 27 m langes Stück der Stadtmauer ist erhalten geblieben. Von 1898 bis 1908 wurde der erste Frachthafen (heutiger Winter- und Schutzhafen) gebaut.

### 20. Jahrhundert
Erst im 20. Jahrhundert erfuhr Deggendorf durch Eingemeindung der benachbarten Ortschaften einen entscheidenden Gebiets- und Bevölkerungszuwachs. Die Nachbargemeinde Schaching wurde 1935 eingemeindet, in den Jahren 1972 bis 1978 folgten Deggenau, Fischerdorf, Mietraching mit Greising sowie Seebach und Natternberg. Von 1948 bis 1972 war Deggendorf eine kreisfreie Stadt.
Das Bezirksklinikum Mainkofen, damals als Heil- und Pflegeanstalt in Mainkofen, wurde 1911 im heutigen Stadtteil Natternberg eröffnet. Heute ist es mit rund 720 Betten eine von zwei großen Kliniken in der Stadt und eine der größten Bezirkskliniken in Bayern.
In der NS-Zeit erhielt die Stadt eine Garnison, ab 1935 wurde die Riga-Kaserne für das Infanterieregiment 85 der Wehrmacht errichtet.
Am 5. Februar 1945 fielen die ersten alliierten Bomben auf Deggendorf, nach nur rund 5 Wochen bis 14. März wurden bereits insgesamt 300 Fliegeralarme gezählt. Nach zahlreichen schweren Luftangriffen auf den großen benachbarten Eisenbahnknotenbahnhof in Plattling, wurden am 20. und 24. April 1945 auch der Hafen Deggendorf und die Sirius-Werke in 2 Bombenangriffen auf die Öl-Depots zu großen Teilen zerstört.
Nach dem Ende des Zweiten Weltkriegs wurde 1945 in Deggendorf ein DP-Lager für jüdische so genannte „Displaced Persons“ eingerichtet. Es beherbergte bis zu 2000 Bewohner und wurde im Juni 1949 aufgelöst. Die in dieser Zeit in Deggendorf verstorbenen Mitglieder dieser jüdischen Gemeinde ruhen auf einem kleinen, nichtöffentlichen jüdischen Friedhof auf dem Gelände des größten Deggendorfer Friedhofs.
Die letzte der insgesamt drei nach dem Krieg im Stadtgebiet eingerichteten US-Militäreinrichtungen wurde 1957 aufgelöst.
Deggendorf war ab 1. Juli 1972 wieder Kreisstadt. Nachdem Deggendorf bereits für 8 Jahre von 1940 bis 1948 seine Kreisfreiheit verloren hatte, war es nach dem Zweiten Weltkrieg von 1948 bis 1972 wieder kreisfreie Stadt.
Zum Gedenken an diejenigen Opfer des Nationalsozialismus, die in Deggendorf wohnten, verlegte der deutsche Künstler Gunter Demnig am 2. Oktober 2012 Stolpersteine am Pferdemarkt und Oberen Stadtplatz. Drei Straßen sind nach jüdische Familien benannt: Die Lauchheimer-, Roederer- und Scharfstraße.
In den Jahren seit dem Zweiten Weltkrieg dehnte sich die Siedlungsfläche Deggendorfs erheblich aus. Die altstadtnahen Hügel wurden dabei fast vollständig bebaut. Als eine Art neues Wahrzeichen der Stadt entstand seit 1976 das weithin sichtbare Klinikum Deggendorf mit heute 502 Betten.

### 21. Jahrhundert
Von 1985 bis 2013 gedachte die Stadt auf dem Geiersberg der Opfer der Weltkriege. Nachdem im Frühjahr 2013 bekannt geworden war, dass sich auf dem als Heldenhain bezeichneten Areal auch Gedenktafeln für Angehörige der SS befanden, ließ die Stadt diese entfernen. Seitdem wird die Stätte an Gedenktagen unter dem Namen „Gefallenenhain“ genutzt.
Anfang Juni 2013 wurde Deggendorf von einem verheerenden Hochwasser heimgesucht. Mehr als 6000 Menschen mussten evakuiert werden oder wurden aufgefordert, ihre Häuser zu verlassen, da die errichteten Dämme den Wassermassen nicht mehr standhalten könnten. Tiefliegende Ortsteile wie Fischerdorf und Natternberg wurden nach einem Bruch des Isardamms komplett überflutet.

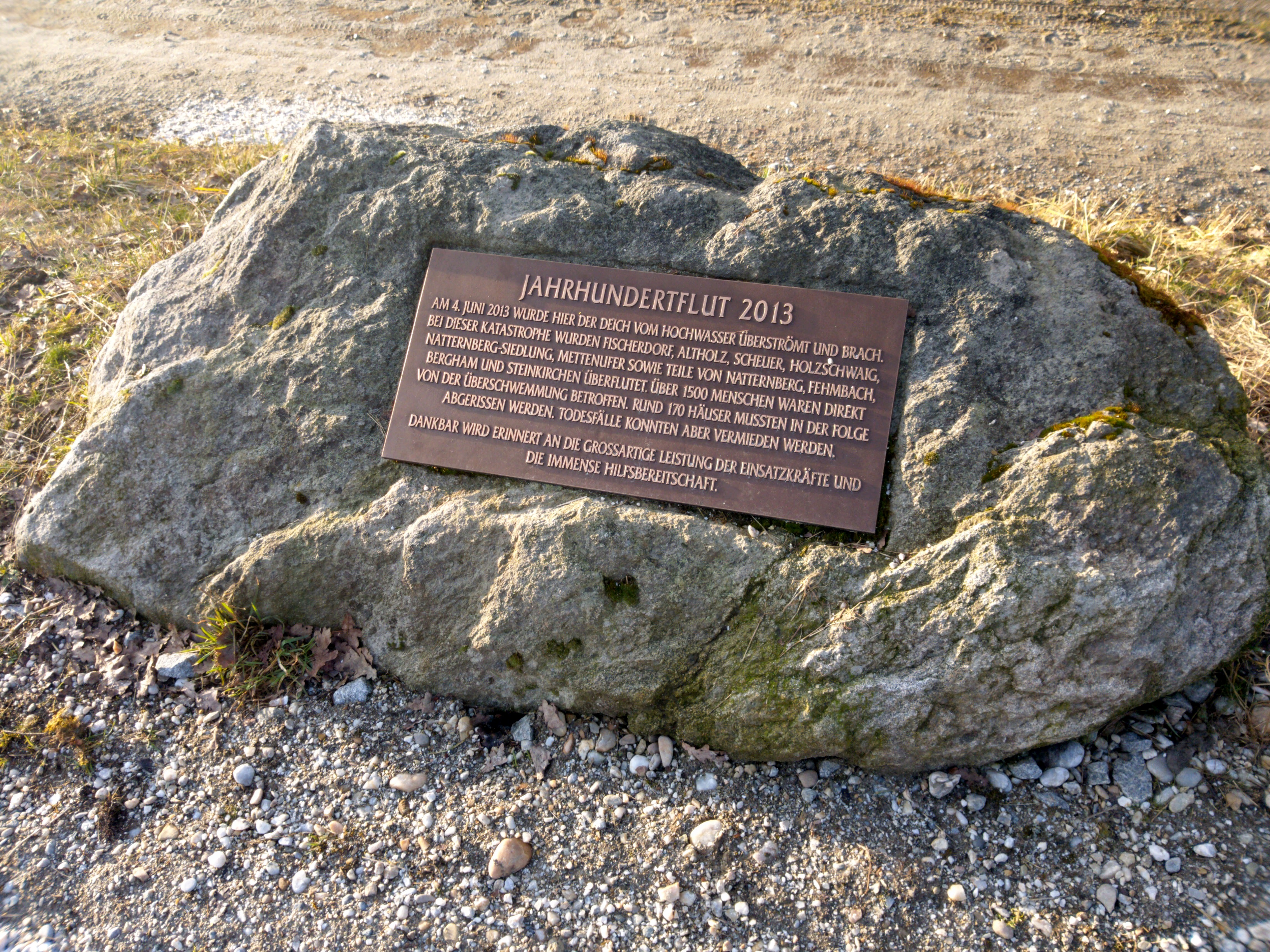
Gedenkstein am Isardamm

An der Stelle des Dammbruchs wurde ein Gedenkstein aufgestellt. Weitere starke Überschwemmungen im Deggendorfer Raum waren 1787, 1816, 1845, 1876, 1920, 1924, 1926 und 1954 in der alten Chronik der Stadt verzeichnet.
Nach dem Hochwasser 2013 wurde der Hochwasserschutz auch in der Stadt und im Raum Deggendorf an Isar und Donau komplett überarbeitet und erneuert, um jetzt sogar einem hundertjährlichen Hochwasser standzuhalten.

### Schiffsbaugeschichte und Schifffahrt

#### Flusstransporte seit dem 1. Jahrhundert
- Römische Zeit

In den rund 400 Jahren des Rätischen Donaulimes vom 1. bis zum 5. Jahrhundert waren vor allem Römische Schiffe in Deggendorf auf der Donau unterwegs und verbanden Truppenstandorte wie u. a. Regensburg und Straubing mit den anderen Städten und Legionslagern entlang der Donau bis zum schwarzen Meer. Die Schiffstypen an der oberen Donau unterschieden sich im Laufe der Zeit, je nachdem welche Anforderungen sie erfüllen mussten. Es gab kleine wendige 18 Meter lange Ruder-Kriegsschiffe vom Typ Navis Lusoria, aber auch größere Kriegs- und Frachtschiffe mit einer Länge von bis zu 40 Metern sollen auf dem Rhein und der Donau unterwegs gewesen sein, welche ebenfalls mit Rudermannschaften betrieben wurden. Auch eine kleine Kriegsschiffversion vom Typ Liburne (Classis Germanica) wurde in unterschiedlichen Längen in dieser Zeit auf der Donau eingesetzt und verfügte ebenso wie der Schiffstyp Navis Lusoria ergänzend zum Antrieb durch eine Rudermannschaft auch über ein Segel.
- Nutzung von Flößen

Vom 13. bis zum 19. Jahrhundert kamen auch Flöße von der Isar zum Waren- und Personentransport aus München und Landshut hinzu, welche entweder bis Deggendorf oder über Deggendorf weiter auf der Donau Richtung Österreich und Ungarn fuhren.

#### Deggendorfer Werften
Seit 1885 wurden in Deggendorf bereits in einer Werft Raddampfschiffe und später Motorschiffe für die Donau gebaut. Von 1946 bis in die 70er Jahre bestanden zwei Werften und eine Reederei in der Stadt, wobei die älteste und letzte verbliebene Werft ihren Werftbetrieb 2001 aufgegeben hat.
- Von Übigau über Hitzler bis DWE

Bereits 1885 fertigte die Maschinenfabrik und Schiffswerft Übigau aus Dresden Schiffe für die Donau per Endmontage ausschließlich in Deggendorf, bis die Montage 1913 größtenteils nach Regensburg verlagert wurde. Um die deutschen Donaureedereien aufzustocken, kaufte die reichseigene Zentral-Einkaufs-GmbH 1915 eine größere Anzahl Schraubendampfer und ließ diese (ursprünglich in Regensburg geplant), letztendlich ab Februar 1916 durch die beauftragte Hamburger Hitzler-Werft in Deggendorf zusammenbauen. Neben dem Montageplatz erwarb die Hitzler-Werft einige angrenzende Grundstücke und errichtete dort eine provisorische Werft, welche im späteren Verlauf zur DWE Deggendorfer Werft und Eisenbau Gesellschaft wurde. Im November 1918 beendete der Ausgang des Ersten Weltkriegs vorübergehend die Schiffsproduktion und Hitzler verkaufte Ende 1918 seine Deggendorfer Werft an die Bayerische Lloyd Schifffahrts AG und diese verkaufte sie letztlich 1924 an die Gutehoffnungshütte AG. Ebenfalls im Jahr 1924 nahm die Werft als Tochtergesellschaft der Gutehoffnungshütte AG ihren Produktionsbetrieb unter dem Namen DWE Deggendorfer Werft und Eisenbau Gesellschaft wieder auf.
Ein weiterer Schiffsbauplatz (Montageplatz) wurde 1892 von der Süddeutschen Donaudampfschifffahrtsgesellschaft unterhalb der Eisenbahnbrücke angelegt. Hier wurden in den Folgejahren Bagger- und Kranschiffe sowie Schlepper und Dampfer zusammengebaut.
- Neue Entwicklungen im Schiffsbau

1930 wurde mit dem Stoßtreidler UHU in Deggendorf eines der ersten Motorschubschiffe in Europa mit einem Voith-Schneider-Antrieb gebaut. Nachdem in den 40er Jahren der Produktionsschwerpunkt auf Tankkähne gelegt wurde, entstand 1951 in Deggendorf der erste seetaugliche Hopperbagger (Schwimmbagger), wonach diese in die Produktpalette integriert wurden. Der Betriebsablauf bei einem Baggerschiff führte zu Überlegungen der vereinfachten Verklappung und 1958 zum Bau der ersten Klappschute. In den 60er und 70er Jahren war der Bau von Baggerschiffen und Klappschuten ein weltbekanntes Spezialgebiet der Deggendorfer Werft und diese wurden in die ganze Welt geliefert. Eine weitere Neuheit waren die beiden teilbaren Binnen-RoRo-Semikatamarane Han Asparuh und Han Tervel. Nachdem die Werft 1987 das damals größte Flusskreuzfahrtschiff der Welt mit dem Namen Mozart als Semikatamaran gebaut hatte, fertigte sie 1998 mit der Delphin Queen den ersten und einzigen Flusskreuzfahrtkatamaran der Welt. Zu den Hunderten von Schiffen, die in Deggendorf über mehr als ein Jahrhundert gebaut wurden, gehören neben alten Dampfschiffen auch Tankkähne, Fracht- und Schubschiffe unterschiedlicher Bauart, Passagier- und Ausflugsschiffe für Flüsse und Seen, kleine Fährschiffe, Baggerschiffe, Behördenboote, Schuten und Klappschuten. Viele dieser Schiffe sind noch heute im Einsatz oder dienen vereinzelt auch als Museumsschiff.
Seit der Übernahme der Gutehoffnungshütte AG durch MAN 1969 gehörte die Werft bereits zu MAN. Seit 2001 wurde der Werftbetrieb und somit der Schiffbau aufgegeben. Seit dem 1. Januar 2010 trägt die ehemalige Werft den Namen MAN Diesel & Turbo SE, später MAN Energy Solutions.
- 1946 bis 70er Jahre zwei Werften

1946 wurde die Wallner-Werft in Deggendorf eröffnet. Sie war Teil der 1920 gegründeten bayerischen Wallner Hafenbetriebe in Deggendorf mit eigener Reederei und begann ihren Betrieb nach dem Zweiten Weltkrieg mit der Komponentenzerlegung von Donauschiffen und deren Transport zum Rhein. Die Wallner Hafenbetriebe lagen auf dem 1923 gepachteten und 1938 selbst erworbenen Gebiet des heutigen Frachthafens und waren dessen Anfänge. Im späteren Verlauf wurden von der Wallner-Werft auch eigene Motorschleppschiffe wie beispielsweise 1951 die MZS Helene gebaut.

#### Deggendorfer Reeder
Der Schiffsverkehr auf der Donau spielte seit dem Mittelalter eine wichtige Rolle in Deggendorf. In noch existierenden Passauer Mautbüchern aus der Zeit um 1400, sind bereits viele Einträge von Deggendorfer Kaufleuten und Schiffseignern verzeichnet. Die in der Neuzeit bekannteste und größte Deggendorfer Fluss-Reederei war die Reederei Wallner von Josef Wallner.
- Reederei Wallner

Ab 1927 begann die Ära der Wallner-Reederei durch eine Zusammenarbeit mit der rumänischen Firma Creditul Minier und einem langjährigen Frachtvertrag. Das erste Schiff der (DRMT) Deutsch-Rumänische Tankschifffahrts GmbH erhielt den Namen Deggendorf. 1971 zog sich das Familienunternehmen aus der Donauschifffahrt zurück. Eine geschichtliche Besonderheit ist das am 11. April 1942 in der Deggendorfer Werft fertiggestellte Motorzugschiff Anna Wallner der ebenfalls zur Wallner Hafenbetriebe gehörenden Reederei Wallner, es gehörte zum Typ „N“ des Sofortprogramms des Reichsverkehrsministeriums für Schiffsneubauten und wurde am 29. Dezember 1943 beschlagnahmt. Nach dem Umbau in der Marine-Ausrüstungsstelle Linz wurde das Schiff unter dem Namen Balmung am 7. April 1944 als eines von nur insgesamt 4 bewaffneten Wachschiffen für die untere Donau und das Eiserne Tor erneut in Dienst gestellt. Am 22. Juni 1946 wurde die durch eine britische Grundmine am 11. September 1944 schwer beschädigte und nicht einsatzfähige Balmung von der US-Armee in Deggendorf an den Bayerischen Lloyd zur weiteren Verwertung übergeben. Viele Schiffe der Reederei wurden in Deggendorf, Korneuburg und Linz gebaut und umfassten eine große Anzahl an Tankkähnen, Motorfrachtschiffen und Schleppern.

### Eingemeindungen
| Ehemalige Gemeinde | Einwohner (1970) | Datum          | Anmerkung                                                                                  |
| ------------------ | ---------------- | -------------- | ------------------------------------------------------------------------------------------ |
| Schaching          | –                | 31. März 1935  |                                                                                            |
| Greising           | 497              | 1. Januar 1972 | Eingemeindung nach Mietraching                                                             |
| Deggenau           | 1708             | 1. Juli 1972   |                                                                                            |
| Fischerdorf        | 844              | 1. Juli 1972   |                                                                                            |
| Mietraching        | 1771             | 1. Januar 1974 |                                                                                            |
| Seebach            | 1067             | 1. April 1976  | Eingliederung von 831 der 1067 Einwohner, Umgliederung von 236 Einwohnern nach Hengersberg |
| Natternberg        | 2998             | 1. Mai 1978    |                                                                                            |

### Bevölkerungsstatistik
Im Zeitraum 1988 bis 2018 wuchs die Stadt von 28.680 auf 33.585 um 4.905 Einwohner bzw. um 17,1 %.

Einwohnerentwicklung von Deggendorf von 1840 bis 2017

| Datum          | Einwohner |
| -------------- | --------- |
| 1. Dez. 1840   | 7612      |
| 1. Dez. 1871   | 9726      |
| 1. Dez. 1900   | 11.922    |
| 16. Juni 1925  | 14.125    |
| 17. Mai 1939   | 17.606    |
| 13. Sept. 1950 | 23.555    |
| 6. Juni 1961   | 24.755    |
| 27. Mai 1970   | 27.892    |
| 25. Mai 1987   | 28.560    |

| Datum         | Einwohner |
| ------------- | --------- |
| 31. Dez. 1991 | 30.445    |
| 31. Dez. 1995 | 31.113    |
| 31. Dez. 2001 | 31.558    |
| 31. Dez. 2005 | 34.154    |
| 31. Dez. 2010 | 31.661    |
| 31. Dez. 2015 | 32.189    |
| 31. Dez. 2017 | 33.373    |
| 31. Dez. 2020 | 33.750    |

### Konfessionsstatistik
Gemäß dem Zensus 2011 waren in diesem Jahr 63,7 % der Einwohner römisch-katholisch 14,2 % evangelisch und 22,1 % waren konfessionslos, gehörten einer anderen Glaubensgemeinschaft an oder machten keine Angabe. Der Anteil der (evangelischen und katholischen) Kirchenmitglieder an der Gesamtbevölkerung ist seitdem gesunken. Anfang Januar 2025 waren von den 38.905 Einwohnern 44,4 % katholisch, 9,6 % evangelisch und 46,0 % konfessionslos oder gehörten einer anderen Glaubensgemeinschaft an.

## Politik

### Stadtrat
Sitzverteilung nach den Kommunalwahlen in Bayern 2020, im Vergleich dazu frühere Jahre:
|      | CSU | GRÜNE | FW | SPD | AfD | JL | WAN * | FDP | REP | Gesamt |
| 2020 | 18  | 6     | 5  | 3   | 3   | 2  | 2     | 1   | —   | 40     |
| 2014 | 19  | 3     | 5  | 6   | —   | 2  | 3     | 1   | 1   | 40     |
| 2008 | 17  | 3     | 6  | 7   | —   | 2  | 2     | 1   | 2   | 40     |
| 2002 | 23  | 2     | 5  | 7   | —   | —  | 2     | —   | 1   | 40     |

### Bürgermeister
Seit 1. August 2012 ist Christian Moser (CSU) Oberbürgermeister. Er wurde bei vier Gegenkandidaten mit 56,73 Prozent der abgegebenen Stimmen zum Oberbürgermeister gewählt, nachdem Anna Eder aus Altersgründen nicht mehr kandidiert hatte. Bei den Kommunalwahlen 2020 wurde Moser mit 66,37 Prozent wiedergewählt.
Deggendorf wurde von 2000 bis 2012 von Anna Eder (CSU) regiert. Damals wurde außer der Reihe eine Oberbürgermeisterwahl nötig, weil ihr Vorgänger Dieter Görlitz (ebenfalls CSU) aus gesundheitlichen Gründen zurückgetreten war.

### Wappen
| Wappen von Deggendorf | Blasonierung: „Unter Schildhaupt mit den bayerischen Rauten in Rot über silbernen Wellen ein zinnenbekröntes silbernes Tor mit goldenen Torflügeln.“ |
| Wappen von Deggendorf | Wappenbegründung: Die bayerischen Rauten im Schildhaupt verweisen auf die Wittelsbacher-Herzöge als Gründer der befestigten Deggendorfer Neustadt auf der Au zwischen den älteren Stadtteilen Propstei und Altstadt im 13. Jahrhundert. Die silbernen Wellen im Schildfuß stehen für die Lage der Stadt an der Donau. Das zinnenbekrönte offene Stadttor symbolisiert sowohl die Befestigung als auch den Stadtstatus des Gemeinwesens seit dem 14. Jahrhundert. Das älteste Stadtrecht stammt aus dem Jahr 1316. Auf diese Zeit wird auch das älteste Siegel datiert, das in Abdrucken seit 1371 überliefert ist. Es zeigt bereits ein stilisiertes Stadttor über den Wellen der Donau und darüber schwebend ein Rautenschildchen mit der Umschrift S[IGILLVM] VNIVERSITATIS CIVIVM TEKKENDORF. Seit Ende des 15. Jahrhunderts ist das Wappen im Siegel überliefert. Es befand sich auch auf verloren gegangenen gotischen Wehrschilden. Verschiedene willkürliche Abweichungen seit etwa 1480 wie der Wegfall der Wellen, die Hinzufügung von zwei kleinen Seitentürmchen (Aventin 1523) oder allein die Rauten in Verbindung mit einem Tatzenkreuz (St. Gallener Wappenbuch 1468/88) führten zu Unsicherheiten in der Gestaltung. Deshalb wurde das Wappen 1939 in Anlehnung an das älteste Siegelbild in der bis heute gültigen Form neu festgelegt. |

### Partnerstädte und Patenschaften
Partnerstadt von Deggendorf ist seit 1978 Neusiedl am See in Österreich.
Am 24. November 2008 wurde mit Písek in Tschechien ein Freundschaftsvertrag geschlossen. Seit 10. Juni 2012 ist Písek ebenfalls Partnerstadt Deggendorfs.
Weiterhin besteht seit 2003 eine Patenschaft zum abgesetzten Technischen Zug 133 (Spezialeinheit der Luftwaffe, die die Radaranlage am Großen Arber betreut).
Zum Tender Donau übernahm Deggendorf die Patenschaft von 1964 bis zu seiner Außerdienststellung am 1. Dezember 1994.

#### Namensträger
Ein Airbus A320-200 der Lufthansa mit dem Kennzeichen D-AIPF trug von 1990 bis 2020 den Namen Deggendorf.
In der Geschichte trugen bereits mehrere Schiffe unterschiedlicher Typen den Namen der Stadt und wurden teilweise sogar vor Ort hergestellt. Aktuell ist noch das in Österreich registrierte Binnen-Schubschiff Deggendorf als Namensträger der Stadt vorwiegend auf der unteren Donau unterwegs.
Die heute vollständig restaurierte und im Lokalbahnmuseum Bayerisch Eisenstein befindliche Dampflok Deggendorf von 1927 ist ebenfalls Namensträger der Stadt und wurde in ihren letzten Jahren bis 1975 auf der 1991 stillgelegten Kurzstrecke Deggendorf-Metten eingesetzt.

### Politischer Aschermittwoch
Die Freien Wähler halten seit 2009 jedes Jahr ihren Politischen Aschermittwoch mit bis zu 1500 Besuchern in der Stadthalle ab.

### Bürgerbegehren
- Initiative zum Erhalt des Freibades im Stadtpark:
Der erste Bürgerentscheid fand am 26. März 2000 statt. Dabei forderte die Bürgerinitiative den Erhalt des zentrumsnahen Freibades im Deggendorfer Stadtpark. Dagegen bot die Stadt Deggendorf in ihrem Ratsbegehren die Schließung des bisherigen Freibades und den Neubau eines Ganzjahresbades mit Hallen- und Freibad sowie diversen Erlebniseinrichtungen im Ortsteil Natternberg auf. Bei der Abstimmung erhielt das Begehren der Initiative 18,61 %, das Ratsbegehren 16,92 % der Stimmen aller Wahlberechtigten. Beide Begehren verfehlten somit das notwendige Quorum von 20 % der Stimmen aller Wahlberechtigten. Am 18. April 2000 beschloss der Deggendorfer Stadtrat die Auflösung des bisherigen Freibades und den Neubau des Ganzjahresbades.[59]
- Initiative zur Höhenbegrenzung im Bebauungsplan „Die Bogen“:
Das zweite Bürgerbegehren in der Stadt Deggendorf wendete sich gegen ein Bürohochhaus (Karl-Turm) der Unternehmensgruppe Karl mit 36 m Höhe nahe dem südlichen Rand der historischen Altstadt. Durch das Bürgerbegehren sollte die zulässige Wandhöhe laut Initiative auf maximal 22 m beschränkt werden. Am 20. Oktober 2014 stimmte nahezu der gesamte Stadtrat im Rahmen eines Bebauungsplanes für das Hochhaus. Ab 3. Dezember 2014 wurde von drei Stadträten der Freien Wähler eine Unterschriftensammlung für ein Bürgerbegehren zur Verhinderung des Hochhauses begonnen. Am 13. Januar 2015 konnte die Initiative 2217 Unterschriften im Rathaus Deggendorf übergeben, mindestens 1800 gültige Unterschriften waren erforderlich. Der Deggendorfer Stadtrat (einmütig bis auf die drei Stadträte, die das Bürgerbegehren initiierten, und einen Stadtrat der Grünen) stellte dem Bürgerbegehren mit Ratsbeschluss vom 9. Februar 2015 ein Ratsbegehren entgegen. In dem Ratsbegehren wurde wie im Stadtratsbeschluss eine Gebäudehöhe von maximal 36 Metern den Wahlberechtigten zur Abstimmung angeboten. Der Bürgerentscheid fand am 22. März 2015 statt. Dabei erreichte das Ratsbegehren 68 %, das Bürgerbegehren 51 %. Die Stichfrage wurde mit 60 % für das Ratsbegehren entschieden. Beide Begehren konnten jedoch das notwendige Quorum von 20 % nicht erreichen (Stadtrat: 19 %, Bürger: 12 %; bei einer Wahlbeteiligung von 32 %) und es blieb bei der Vorgabe von 36 m Höhe für das geplante Gebäude.[60][61][62][63][64][65]

## Wirtschaft und Infrastruktur

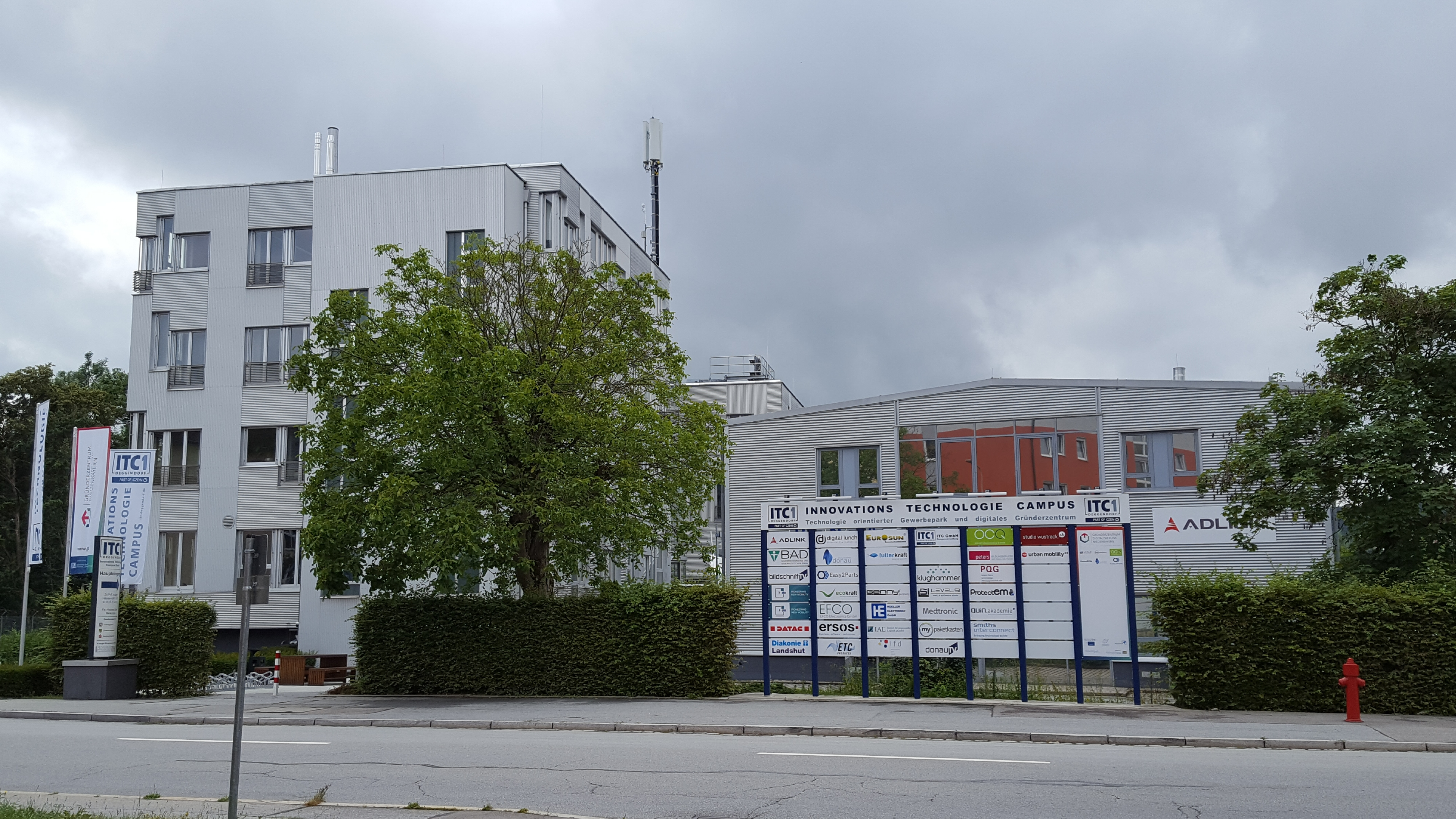
ITC 1 Deggendorf

Die Stadt gilt durch ihre enge Zusammenarbeit mit der Technischen Hochschule Deggendorf als Gründerzentrum und ist sowohl Teil der Wirtschaftsregion der Donaustädte als auch der Europaregion Donau-Moldau und liegt im Zentrum der bayerischen Planungsregion Donau-Wald.
Seit 1996 gilt die Kreisstadt Deggendorf mit der Nachbarstadt Plattling in einem Teilraumgutachten des Bundesministeriums für Raumordnung, Bauwesen und Städtebau als gemeinsamer Verflechtungsraum mit Teilraumindustriegebiet, sie wurden 1998 als eine von 26 Regionen der Zukunft ausgezeichnet. Seit Juli 2015 gehört Deggendorf gemeinsam mit der Stadt Plattling und vier weiteren Gemeinden der 2015 gegründeten Arbeitsgemeinschaft ILE Donau-Isar für regionale Entwicklung an.

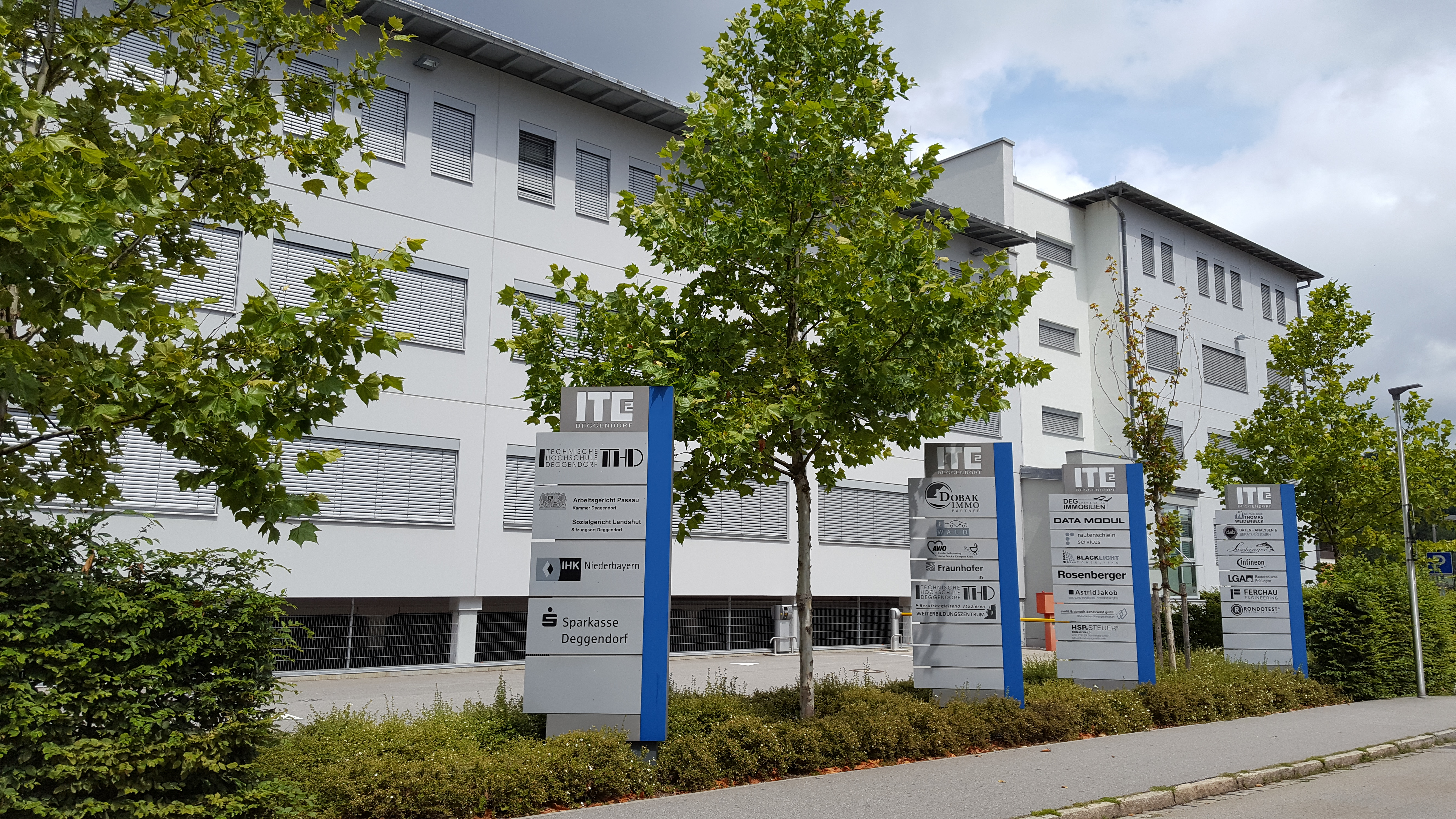
ITC 2 Deggendorf

Es gibt drei Einrichtungen der „Innovations Technologie Campus GmbH“ ITC1, ITC2 und ITC3, das Gründerzentrum befindet sich neben anderen Firmen und dem Sitz des Regionalfernsehsenders Donau TV am Standort des ITC1. Das gegenüber der Hochschule angesiedelte ITC2 wird teilweise von der THD, aber auch von anderen Unternehmen genutzt.
Die Arbeitslosenquote lag 2018 im Bezirk der Agentur für Arbeit in Deggendorf im Jahresdurchschnitt identisch mit der bayerischen Quote als beste Bundeslandquote bei 2,9 Prozent und damit sehr deutlich unter dem bundesweiten Jahresdurchschnitt 2018 von 5,2 Prozent. Der Bezirk der Hauptagentur für Arbeit in Deggendorf umfasst die Landkreise Deggendorf, Straubing-Bogen und Regen sowie die Kreisfreie Stadt Straubing. Das durchschnittlich verfügbare Pro-Kopf-Einkommen in Deggendorf beträgt 2019 rund 21.700 Euro pro Jahr (Tendenz steigend) und ist somit regional bei der Netto-Einkommenshöhe vergleichbar mit der Stadt Regensburg. Nach dem Beschluss der Bayerischen Staatsregierung von 2019 ist Deggendorf durch einen überdurchschnittlichen Anstieg der Mietpreise eine von 162 bayerischen Städten, welche vorerst bis 31. Juli 2020 mit einer Mietpreisbremse für Neuverträge belegt wurden.

### Unternehmen
Hauptindustriezweige sind Textilindustrie (z. B. TWD Fibres), Leichtmetallbau, Reaktorbau (z. B. MAN Energy Solutions), Eisen-, Gummi-, Kunststoff- und Holzverarbeitung, Hoch- und Tiefbau sowie Wachswarenfabrikation. Die Streicher Unternehmensgruppe und die ERL Immobiliengruppe haben ihren Sitz in Deggendorf. 2012 verlagerte die Laschinger Seafood ihren Sitz nach Deggendorf. Auch die Sparkasse Deggendorf (Geschäftsbereich ist der Landkreis Deggendorf) hat ihren Sitz in Deggendorf. Seit 2016 fertigt Liebherr Mikropräzisionsteile für verschiedene Anwendungen der Firmengruppe in Deggendorf. Einige weitere größere namhafte Firmen mit Sitz oder Niederlassung in Deggendorf sind die Rile Group, Congatec, Innstolz Frischdienst, DBV, Unternehmensgruppe Karl, Kies-Hacker, Kerzenfabrik Wiedemann, Caverion, Medtronic, Semperit, Kontron, Huntsman, Dobler Metallbau, Saint-Gobain Deutsche Glas GmbH, die Nerlich & Lesser KG und die Stadtwerke Deggendorf GmbH.

### Auszeichnungen
Im Jahr 2015 ist Deggendorf wegen seiner Wirtschaftsfreundlichkeit mit dem Bayerischen Qualitätspreis 2015 ausgezeichnet worden. Ein Jahr zuvor war die Stadt bereits als Bayerns Kommune des Jahres beim „Großen Preis des Mittelstands“ prämiert worden.

### Behörden und Öffentliche Einrichtungen
Neben den regulären Ämtern im Rathaus und Landratsamt gibt es ein Gesundheitsamt, ein Veterinäramt und eine Außenstelle des Amtes für Digitalisierung. Des Weiteren besitzt die Stadt einen Baubetriebshof, eine Stadtgärtnerei, ein Amt für Ernährung, Landwirtschaft und Forsten, eine große Bundespolizeiabteilung der Bundesbereitschaftspolizei, eine Außenstelle des Bundesamtes für Migration und Flüchtlinge, ein Amtsgericht, eine Kammer des Arbeitsgerichts Passau, ein Finanzamt, ein Schulamt, ein Jobcenter, eine Arbeitsagentur, eine Karriere-Beratungsstelle der Bundeswehr, ein Landgericht, eine Staatsanwaltschaft, eine Servicestelle des Bauamts Passau, eine Straßenmeisterei, sowie eine Dienststelle der Autobahndirektion Südbayern. Es gibt ergänzend zu der Polizeiinspektion Deggendorf auch eine Verkehrspolizeiinspektion und eine Kriminalpolizeistation.
Für die regionalen Gewässer verfügt die Stadt über eine Wasserschutzpolizeigruppe (mit einer Zuständigkeit für 88,5 Flusskilometer an der Donau und 19,4 Flusskilometer an der Isar) und über eine Wasser- und Schifffahrtsverwaltungsstelle WSV, Außenbezirk Deggendorf (mit einer Zuständigkeit für 45 Flusskilometer an der Donau). Das Wasserwirtschaftsamt Deggendorf ist seit 1. Januar 2006 zuständig für wasserwirtschaftliche Fachfragen in den Landkreisen Straubing-Bogen, Regen, Deggendorf, Freyung-Grafenau, Passau und Rottal-Inn, sowie in den kreisfreien Städten Straubing und Passau. Neben den größeren Schiffen der Wasser- und Schifffahrtsverwaltung und Wasserschutzpolizei besteht für Behörden und Rettungsdienste mit weiteren kleinen Einsatzbooten, wie (Bundespolizei, Wasserschutzpolizei, Wasserwacht, THW, DLRG und Feuerwehr) eine zusätzliche (nicht öffentliche) Slipanlage auf dem Gelände der Schifffahrtsverwaltung. Die Flussmeisterstelle Deggendorf, größte Flussmeisterstelle Bayerns, besteht in einem zwischen 2018 und 2022 errichteten Neubau direkt an der Donau. Zukünftig soll diese auch als Kommandozentrale im Fall von extremen Hochwassersituationen in der Region genutzt werden. Das zentrale Baubüro der Münchner RMD Wasserstrassen GmbH zur Koordination der regionalen Bauprojekte an der bayerischen Donau in den Bereichen Donauausbau und Hochwasserschutz befindet sich im Hafen Deggendorf.
Die Stadt besaß während der Flüchtlingskrise eine Erstaufnahmeeinrichtung für über 500 Asylbewerber. Am 2. Januar 2015 zogen die ersten Flüchtlinge ein. Seit 17. Juli 2017 galt es als ein bayerisches Transitzentrum und seit 1. August 2018 ist es ein Ankerzentrum mit einer Kapazität von 590 Plätzen. In Deggendorf bestand von 1993 bis Ende 2003 bereits eine Aufnahmeeinrichtung mit 500 Plätzen.
Weitere Rettungs- und Hilfsdienste der Stadt sind die Freiwillige Feuerwehr Deggendorf mit einer Hauptwache und sieben zusätzlichen Stadtteilfeuerwachen, ein Ortsverband des Technischen Hilfswerks Deggendorf, eine Kreiswasserwacht, eine Regionalgeschäftsstelle der Bergwacht Bayerwald, der Kreisverband des Bayerischen Roten Kreuzes, eine Kreisgeschäftsstelle des Malteser Hilfsdienstes, der Landkreisverband der Caritas, der Sozialverband des VdK Bayern, eine Geschäftsstelle des ADAC, die Amnesty International – Sektion Deggendorf, ein Kreisverband des Arbeiter-Samariter-Bundes, ein Ortsverband des Deutschen Kinderschutzbundes, der Kreisjugendring Deggendorf des Bayer. Jugendrings, die Lebenshilfe Deggendorf e. V., ein Hilfswerk des Rotary-Clubs Deggendorf e. V., das Lions-Hilfswerk Deggendorf e. V., eine Dienststelle des Studentenwerks Niederb./Oberpf. und eine Außenstelle des Weißen Rings e. V.

### Bildung

#### Technische Hochschule

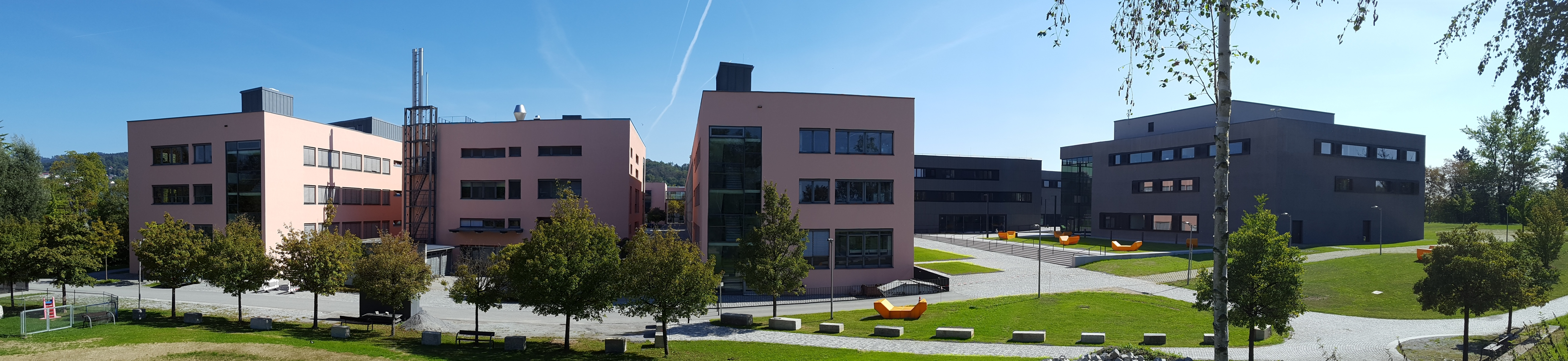
Hauptcampus der Technischen Hochschule Deggendorf 2018

1994 wurde in Deggendorf eine Fachhochschule gegründet. Hauptfachrichtungen sind Betriebswirtschaft (u. a. mit den Spezialisierungen Wirtschaftsinformatik, Internationales Management, Tourismusmanagement, Wirtschaftsingenieurwesen), Bauingenieurwesen, Ressourcen- und Umweltmanagement, Elektro- und Medientechnik sowie Maschinenbau und Mechatronik. 2013 wurde der Name in Technische Hochschule Deggendorf geändert. Die THD verfügt 2022 über 13 Außenstellen, darunter der European Campus in Pfarrkirchen als internationaler Zweigcampus der THD, den Campus Cham, sowie 10 Forschungs- und Technologie Campus und einen Wissenschaftscampus für gesundheitswissenschaftliche Forschung in Bad Kötzting. Das nächstgelegene von 10 Technologiezentren befindet sich als Forschungszentrum für moderne Mobilität (MOMO) in der an Deggendorf grenzenden Stadt Plattling. Als zusätzliche Erweiterung entsteht aktuell der THD-Campus für Gesundheitswissenschaften in Räumlichkeiten des Klosters Metten, im Hauptort der an Deggendorf grenzenden Nachbargemeinde Metten mit einer Maximalkapazität von 1400 Studenten, dieser ist sowohl per ÖPNV als auch über eine kurze Fahrradstraße mit dem Hauptcampus in Deggendorf verbunden. Zum Wintersemester 2022/2023 sind insgesamt rund 8500 Studenten aus 123 Ländern immatrikuliert und werden u. a. von mehr als 165 Professoren (Stand 2019) unterrichtet. Wegen der Corona-Pandemie starteten 2020 die Studierenden überwiegend an den Bildschirmen zuhause. Ende 2022 bestehen 200 Partnerschaften zwischen der THD und anderen Universitäten und Hochschulen in über 60 Ländern weltweit. International wird die Technische Hochschule als (DIT) Deggendorf Institute of Technology bezeichnet.

#### Schulen im Stadtgebiet

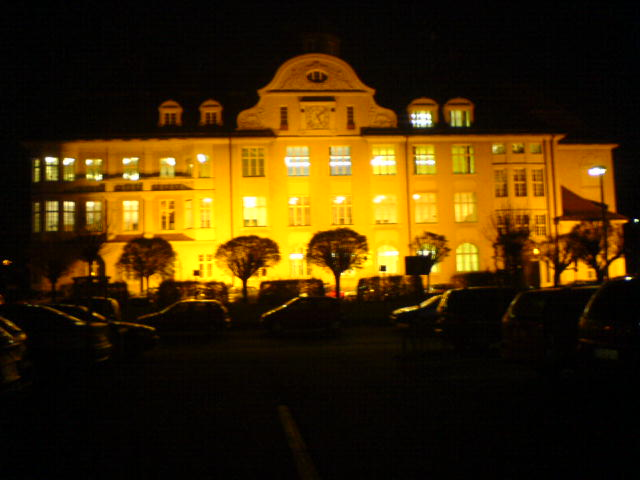
Comenius-Gymnasium bei Nacht

Die Stadt hat zwei Gymnasien (Comenius-Gymnasium, Robert-Koch-Gymnasium), eine Berufsober- und Fachoberschule (Aloys-Fischer-Schule), eine Realschule für Mädchen (Maria-Ward-Schulstiftung), eine Wirtschaftsschule, zwei Berufsschulen (gewerblich-technisch und kaufmännisch), eine staatliche Technikerschule, Berufsfachschulen für Krankenpfleger, Krankengymnastik und Fremdsprachenberufe, eine Landwirtschaftsschule, eine Fachakademie für Sozialpädagogik (seit 2019 in Plattling), ein Berufsbildungs- und Technologiezentrum der Handwerkskammer, sechs Grundschulen, zwei Mittelschulen sowie zwei Förderschulen. Ergänzend gibt es neun Bildungseinrichtungen für Erwachsenenbildung, darunter das Deutsche Erwachsenen Bildungswerk e. V., das Kolping Bildungswerk und die Volkshochschule für den Landkreis Deggendorf e. V.

#### Schulzentrum Deggendorf
Deggendorfer Berufsschulen: 2123 Schüler (2018/2019) werden in 22 gewerblich-technischen Hauptberufsgruppen an der Staatlichen Berufsschule I in Deggendorf über die gesamte Ausbildungszeit unterrichtet. Rund 840 Schüler werden in 7 kaufmännischen Hauptberufsgruppen an der Staatlichen Berufsschule II in Deggendorf über die gesamte Ausbildungszeit unterrichtet. Neben den Berufsschulen befinden sich das Robert Koch Gymnasium, die staatliche Wirtschaftsschule und die staatliche Technikerschule im Schulzentrum. Das Schulzentrum ist auch Veranstaltungsort für regelmäßige Jobmessen. In dem gesamten Schulkomplex werden ca. 4500 Schüler unterrichtet und damit ist es (Stand 2019) das zweitgrößte Bildungszentrum im Stadtgebiet, nach der Technischen Hochschule Deggendorf. Das Schulzentrum wird täglich sowohl zum Schulbeginn, als auch am Nachmittag von jeweils über 65 Schulbussen der VLD (Verkehrsgemeinschaft Landkreis Deggendorf) und zusätzlich weiteren Stadtbussen an separaten Haltestellen angefahren.
Seit September 2015 wird das gesamte Schulzentrum in sechs Bauabschnitten durch Neubauten ersetzt, diese sollen bis September 2022 vollständig fertiggestellt sein. Dabei wird jeweils ein Gebäudebereich fertiggestellt, bezogen, das bisher genutzte Gebäude abgerissen und das so frei werdende Gelände für den nächsten Bauabschnitt genutzt. Dies ermöglicht den Neubau ohne Beeinträchtigung des laufenden Betriebs.

#### Gymnasien
In Deggendorf selbst gibt es zwei Gymnasien (Robert Koch Gymnasium und Comenius Gymnasium). An den beiden staatlichen Stadt-Gymnasien wurden 2019 über 1600 Schüler unterrichtet.
Nachdem das Robert-Koch-Gymnasium 2017 in einen Neubau umgezogen ist, wird seither das Comenius Gymnasium modernisiert und erweitert.
Viele Schüler pendeln zu den beiden nahe gelegenen Klostergymnasien Michaels-Gymnasium in Metten und St.-Gotthard-Gymnasium in Niederalteich. Diese sind per Bus und über Radwege für die Schüler erreichbar.

#### Kinderbetreuung
Die Stadt hat 2019 rund 20 Kinderbetreuungseinrichtungen aller Kategorien (davon 8 mit Krippe) und zusätzlich rund 15 eingetragene Tagesmütter mit rund 60 Betreuungsplätzen. Die Gesamtkapazität umfasst über 1200 Betreuungsplätze, welche in manchen Einrichtungen ab dem 6. Monat (Krippe) genutzt werden können. Seit 2022 wird ergänzend auch ein Waldkindergarten angeboten.

### Medien
- In Deggendorf hat der Regionalfernsehsender Donau TV seinen Sitz und eines von zwei Niederbayern TV – Sendestudios. Das betreute Sendegebiet umfasst die Gebiete, Landkreis und Stadt Deggendorf, Landkreis und Stadt Straubing, Landkreis und Stadt Regen, sowie die Städte Landau, Vilshofen und Bad Kötzting.[109] Übergeordnet ist seit 2018 in Deggendorf auch das gemeinsame Sendezentrum Niederbayern[110] für alle mit Donau TV zusammengeschlossenen Partnersender, wie Isar TV oder TRP1 unter gleicher Geschäftsführung der Donau TV Verwaltungs GmbH als Niederbayern TV angesiedelt. Donau TV ist ebenfalls Partner von TV Bayern in Nürnberg und nutzt zusätzlich auch einen Youtube-Kanal.
- Seit Februar 2019 betreibt der Bayerische Rundfunk sein BR Stern-Studio Niederbayern für die Städte und Landkreise Deggendorf und Straubing sowie für Teile des Bayerischen Waldes in Deggendorf.[111] Hier werden auf zwei Etagen die Onlineseiten „Niederbayern“ für BR24 sowie Audios und Videos für Hörfunk und Fernsehen erstellt, auch die Möglichkeit einer Live-Schalte und ein livefähiges Übertragungsfahrzeug sind vorhanden.
- THD Campus-Media: Die Technische Hochschule Deggendorf besitzt mit doschauher.tv und Radio WebWelle einen eigenen Fernseh- bzw. Rundfunksender sowie einen Youtube-Kanal um die Öffentlichkeitsarbeit zu verbessern und die hochschulinterne Kommunikation effektiver zu gestalten.[112] Von 2018 bis Mitte 2019 drehten Studenten mit der Serie Access all Areas in insgesamt 26 Sendungen eine eigene Präsentation der THD und deren Standorte für andere Studenten.[113]
- Die Funkhaus-Passau GmbH & Co. KG betreibt ein Sendestudio des Radiosenders „unser Radio“ in Deggendorf,[114] wo auch der zweite Radiosender dieser Gruppe (Radio Galaxy UKW 89,9) für das jüngere Publikum im Raum Deggendorf vertreten ist.[115]
- In der Stadt gibt es eine Redaktion der Deggendorfer Zeitung[116] (PNP Passauer Neue Presse) und eine Lokalredaktion des Donau-Anzeiger[117] / Deggendorf aktuell (Mediengruppe Straubinger Tagblatt), dazu erscheint die wöchentliche Lokalausgabe Deggendorfer Wochenblatt[118] (Wochenblatt Verlagsgruppe Landshut) mit einer in die Passauer Redaktion integrierten Lokalredaktion Deggendorf am Standort in Passau.

### Gesundheitswesen
Die Stadt hat mehrere große und kleine Kliniken mit stationären Abteilungen in unterschiedlichen Fachbereichen, darunter zwei Lehrkrankenhäuser.
- Das DONAUISAR Klinikum[119] in Deggendorf mit über 465 Betten, sowie 20 Betten im Palliativ- und Dialysebereich, ist aus dem 1976 eröffneten Krankenhaus Deggendorf hervorgegangen. Ursprünglich Lehrkrankenhaus der Technischen Universität München, ist die Klinik heute ein Lehrkrankenhaus der 2. Versorgungsstufe der Medizinischen Hochschule Hannover mit 19 medizinischen Fachbereichen am Standort Deggendorf.[120] Als Unfallklinik mit überregionalem Traumazentrum, überregionaler Stroke Unit und einem Level 1 Perinatalzentrum ist das Klinikum seit 2018 mit zwei Hubschrauberlandeplätzen für einen 24 Stunden Betrieb ausgestattet. Das Klinikum ist auch Hauptsitz der Donau-Isar-Kliniken Gruppe mit den angeschlossenen Kliniken Dingolfing und Landau, welche insgesamt rund 2000 Beschäftigte hat.[121] Der nächstgelegene für die Region unmittelbar zuständige Rettungshubschrauber ist Christoph 15 der ADAC Luftrettung stationiert am Klinikum in Straubing; häufig angesteuert wird das Klinikum auch von Christophorus Europa 3 der ADAC Luftrettung und Christoph Regensburg der DRF Luftrettung, aber auch von überregionalen Maschinen.[122] Seit einigen Jahren wird das Klinikum in fast allen Bereichen umfangreich modernisiert, erweitert und weiterentwickelt.
- Das Bezirksklinikum Mainkofen in Deggendorf mit aktuell 817 Betten (davon 727 in Deggendorf) wurde 1911 als Heil- und Pflegeanstalt eröffnet, verfügt über einen Hubschrauberlandeplatz und bietet sieben Fachbereiche, sowie eine regionale Stroke-unit Abteilung.[123] Es ist Lehrkrankenhaus der Deutschen Akademie für Gerontopsychiatrie und -Psychotherapie.[124][125]
- Die Klinik Angermühle im Palais im Stadtpark hat 22 stationäre Betten für die Psychosomatische und Psychotherapeutische Abteilung und das Schlafmedizinisches Zentrum.[126] Im nicht-stationären Bereich gibt es noch weitere Fachbereiche.[127]
- Weitere kleine Kliniken mit stationären Möglichkeiten, sind die Klinik Aeskul im Palais im Stadtpark, das KfH Kuratorium für Dialyse und Nierentransplantation, sowie das Niederbayerische Kinderwunschzentrum.[128]

### Verkehr
Deggendorf liegt am Autobahnkreuz der A 3 Emmerich–Köln–Frankfurt a. M.–Passau und A 92 München–Deggendorf mit der Fortsetzung als Bundesstraße 11 nach Bayerisch Eisenstein und Tschechien. Das Autobahnkreuz Deggendorf befindet sich an der BAB 92 bei Autobahnkilometer 132,3 und an der BAB 3 bei Autobahnkilometer 562,8.
Die Stadt besitzt einen Donauhafen und mehrere Schiffsanlegestellen für Fahrgastschiffe. Das beidseitig von der Donau durchflossene Stadtgebiet befindet sich auf einer Länge von sechs Flusskilometer zwischen dem Donaukilometer 2287,7 und der Isarmündung bei Donaukilometer 2281,7. Der uralte Donauübergang in Form einer Furt wurde schon um 1280 durch eine hölzerne Donaubrücke ersetzt, 1863 in eine eiserne Brücke umgewandelt und letztmals 1999 durch eine moderne Donaubrücke zu einem sowohl den Erfordernissen des Straßenverkehrs als auch der Schifffahrt entsprechenden Übergang ausgebaut. Der für jede Art von Schifffahrt wichtige Wasserstand der Donau in Deggendorf, kann immer aktuell über den Hochwassernachrichtendienst Bayern abgerufen werden. Im Jahr 2019 besitzt die Stadt zudem Filialen von sieben verschiedenen Autovermietungen und einem Carsharing-Anbieter.

#### Straßenverkehr
Bundesautobahnen:
- : (A12: Den Haag – Utrecht – Arnheim) – Emmerich – Essen – Duisburg – Düsseldorf – Köln – Frankfurt am Main – Würzburg – Nürnberg – Regensburg – Straubing – Deggendorf – Passau – ( – Wels / Linz – Voralpenkreuz – A9 – Graz – Spielfeld) – (A1 – Maribor – Ljubljana – Koper / A3/H5 Triest)
- : München – Flughafen München – Freising – Landshut – Dingolfing – Deggendorf – ( – Bayerisch Eisenstein)

Bundesstraßen:
- : Deggendorf – Patersdorf (B 85) – Regen – Zwiesel – Bayerisch Eisenstein – Grenzübergang nach Tschechien

Weitere bedeutende Hauptzufahrtsstraßen in den Bayerischen Wald:
- Staatsstraße 2135 (Ruselstrasse): Deggendorf – Regen (B 11) – Langdorf – Einmündung in (St 2132: Bad Kötzting – Bodenmais – Zwiesel – Grafenau)
- Staatsstraße 2133: Deggendorf – Schaufling – Lalling – Einmündung in (B 533: Hengersberg – Auerbach – Schönberg – Grafenau – Freyung)
- Kreisstraße DEG 2 (im weiteren Verlauf als – DEG 3 – REG 11 – REG 14): Deggendorf – Viechtach – Einmündung in (B 85: Viechtach – Cham – Schwandorf – Amberg)

Sowohl die kürzeste Straßenverbindung vom Stadtgebiet Deggendorf (Stadtteil Greising) zum nächsten tschechischen Grenzübergang (Bayerisch Eisenstein), als auch die kürzeste Straßenverbindung vom Stadtgebiet (Stadtteil Seebach) zum nächsten österreichischen Grenzübergang (Passau – Innstadt) beträgt gleichermaßen rund 45 Kilometer. Die kürzeste und schnellste Straßenverbindung zum Stadtgebiet der Landeshauptstadt München, entspricht der Streckenkilometerangabe der BAB 92 am Autobahnkreuz Deggendorf mit (132,3 km), da diese Autobahn am Stadtrand von München (Autobahn-Dreieck München Feldmoching) ihren Ursprung hat, was bei Richtgeschwindigkeit eine Fahrzeit von rund 1 Stunde per Pkw ergibt. Die Entfernungen zu den Stadtgebieten der nächsten 3 Mittelstädte oder größer entlang der Autobahnen ab dem Kreuz Deggendorf, sind Straubing über die B20 ab der BAB3 mit rund 30 km, Passau mit rund 40 km und Regensburg mit rund 60 km, das Stadtgebiet der Niederbayerischen Bezirkshauptstadt Landshut beginnt in rund 65 km.

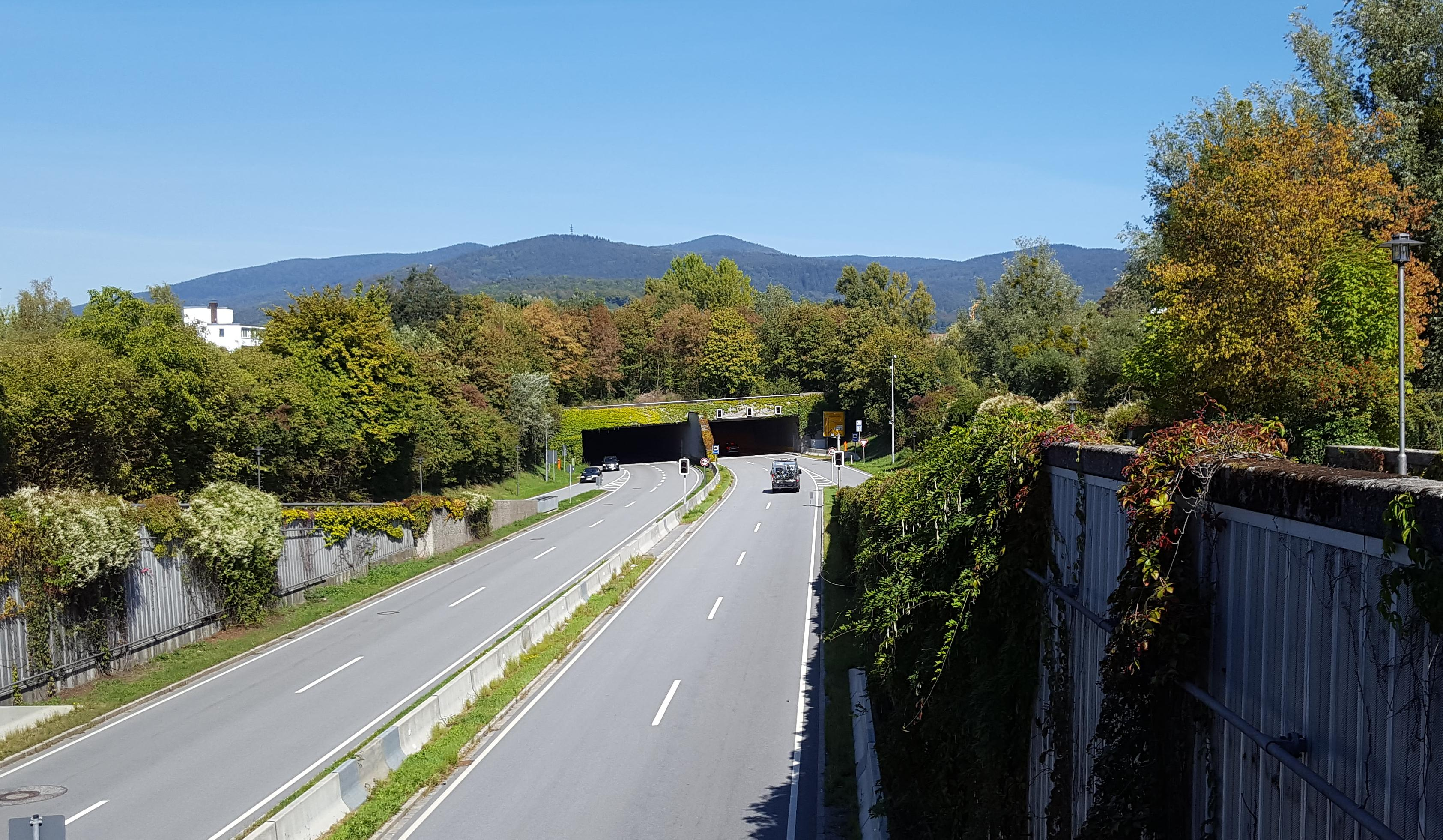
B11-Tunnel Deggendorf

Tunnel/Einhausungen: Die Bundesstraße 11 wurde im Stadtgebiet Deggendorf am Ende der Bundesautobahn 92 zuerst in zwei richtungsgetrennten Röhren (Länge je 310 m) mit jeweils zwei Fahrstreifen und anschließend mit einer weiteren, dreistreifigen Röhre (in Fahrtrichtung bayerischer Wald zwei Fahrstreifen, Länge 480 m) eingehaust.
Sechsspuriger Ausbau der A3:
Im Bundesverkehrswegeplan wurde verankert, dass die Bundesautobahn 3 zwischen Deggendorf und Hengersberg bis 2030 auf sechs Spuren erweitert werden soll.

#### Eisenbahnverkehr
Die nicht elektrifizierte Eisenbahnlinie Plattling–Bayerisch Eisenstein („Bayerische Waldbahn“), verbindet Deggendorf mit dem Bayerischen Wald und Tschechien sowie mit dem deutschen Fernverkehrsnetz im Taktknoten Plattling mit ICE-Verkehr. In Fahrtrichtung Bayerisch Eisenstein bestehen am Regionalbahnknoten Zwiesel Umstiegsmöglichkeiten nach Bodenmais und Grafenau, in Gotteszell besteht eine Umsteigemöglichkeit nach Viechtach. Der Deggendorf Hauptbahnhof ist der aktuell letzte verbliebene Bahnhof im Stadtgebiet der Kreisstadt. Der auf dem Gemeindegebiet liegende Ausweichbahnhof Ulrichsberg an dieser Strecke wurde im Dezember 2003 geschlossen. Die Eisenbahnverkehrszeiten (Abfahrten) ab Deggendorf sind werktags von 05:00 Uhr bis 01.10 Uhr und an den Wochenenden von 06:45 Uhr bis 01:10 Uhr. In den Hauptverkehrszeiten wir die Kurzstrecke zwischen Deggendorf und Plattling im 30-Minuten-Takt per Bahn bedient und von VLD-Bussen verstärkt.
Mit Umstieg am deutschen Endbahnhof in Bayerisch Eisenstein bestehen Anschlussmöglichkeiten per Zug nach Pilsen und Prag. Mit Zu- oder Umstieg am Hauptbahnhof Plattling bestehen stündlich RE-Verbindungen nach München über Landshut und Freising, nach Passau sowie im stündlichen Wechsel nach Neumarkt und Ingolstadt über Regensburg und Straubing. Zudem bestehen ab Plattling u. a. täglich im Zweistundentakt ICE-Verbindungen nach Wien über Linz und nach Norddeutschland.
Von Deggendorf aus zweigt die Bahnstrecke Deggendorf–Hengersberg ab. Über diese 1914 eröffnete und ehemals bis Kalteneck verlaufende Bahnlinie werden heute nur noch Güter von und zum Hafen, sowie zu einem der größten deutschen Sägewerke in Hengersberg transportiert. Mit Deggendorf Hafen, Halbmeile, Seebach und Deggendorf Textilwerke lagen bis zur Einstellung des Personenverkehrs 1972 vier weitere Verkehrshalte auf dem Gemeindegebiet.
2016 schlug die Stadt eine Reaktivierung der Strecke Deggendorf–Hengersberg mit einer Haltestelle für die Donaupromenade und Hochschule für den Personenverkehr vor und versicherte dieses Ziel weiter zu verfolgen.
Die privat errichtete und betriebene Stichstrecke Deggendorf–Metten verband bis 1991 die Stadt mit der Nachbargemeinde.
Mit Inbetriebnahme der Bahnlinie Richtung Hengersberg von 1914 bis 1972, war der Hauptbahnhof Deggendorf durch die Achse Metten-Deggendorf-Hengersberg-Kalteneck und der Achse Plattling-Deggendorf-Bayerisch Eisenstein für 58 Jahre ein Kreuzungsbahnhof. Zur Erinnerung an alte Eisenbahntraditionen veranstaltet der Localbahnverein mehrmals im Jahr in Eigenregie oder zu bestimmten Anlässen Nostalgiefahrten mit alten Zügen und Dampfloks. Da die Waldbahnstrecke eingleisig ist, wird der Bahnhof Deggendorf bei Fahrzeugen aus dem Localbahnmuseum Bayerisch Eisenstein in den meisten Fällen für einen notwendigen Zwischenhalt (Begegnungsverkehr) verwendet oder steht als planmäßiger Halt im Fahrplan von Sonderzugfahrten zwischen Bayerisch Eisenstein und Plattling oder München.

#### Busverkehr
Das Innenstadtgebiet Deggendorf wird seit dem 1. Januar 2014 von vier Stadtbuslinien bedient. An diversen Haltestellen in der Stadt halten auch Busse der 35 von insgesamt 68 VLD Linien (Verkehrsgemeinschaft Landkreis Deggendorf) die Deggendorf mit den Orten im Landkreis und darüber hinaus verbinden. Die Busse der VLD können somit auch je nach Stadtteil und Haltestelle innerorts als Stadtbusergänzung gesehen und genutzt werden. Vom Zentrum entferntere Stadtteile werden vollständig von VLD Linien mitbedient. Innerhalb des Stadtgebietes gibt es zusätzlich zu den Stadtbussen die Möglichkeit das AST (Anrufsammeltaxi) zu nutzen. Der Landkreis bietet seit 2017 im Rahmen der Flexibilität ergänzend zu den regulären Regionalbuslinien, auch sogenannte Rufbusse für Fahrten innerhalb des Landkreises mit eigenem Linienfahrplan an.
Die Stadt hat zwei Busbahnhöfe, einen am Hauptbahnhof mit 10 Haltestellen sowie Parkplätzen für ca. 10 – 13 weitere Busse bei Standardbusgröße und einen bei den Stadthallen in der Innenstadt mit mind. 8 Haltestellen und 4 Parkplätzen bei Standardbusgröße. Der 24h-Fernbusverkehr fährt fast ausschließlich ab dem Hauptbahnhof, während Reisebusse für die große Anzahl an Busreise-Zustiegsmöglichkeiten ab Deggendorf den Busbahnhof in der Innenstadt nutzen. Innenstadtbusse sowie die meisten VLD-Busse halten an beiden Busbahnhöfen. Die meisten Schulbusse halten zusätzlich an einem 3. großen Busbahnhof für Schulbusse am Schulzentrum mit 8 bis 10 Haltemöglichkeiten für Schulbusse und zwei Stadtbushaltestellen.
Städte in folgenden Ländern können per Fernbus zum Stand 2022 ab Deggendorf mit verschiedenen Anbietern regelmäßig in unterschiedlichen Intervallen direkt erreicht und ab Deutschland gebucht werden: Deutschland, Österreich, Ungarn, Rumänien, Bulgarien, Bosnien, Kosovo, Polen. Weitere ausländische Anbieter und kleinere Shuttlebusbetreiber bieten im Charterdienst vereinzelte Möglichkeiten in die Slowakei sowie nach Serbien und Tschechien an.
Des Weiteren hält an den Wochenenden der Casino-Bus von München nach Zelezna Ruda für Zustiege ab Deggendorf in das tschechische Casino nahe der Grenze.

#### Fahrradverkehr

##### Fernfahrradwege
Die Stadt Deggendorf ist an folgende 6 Fahrradfernwege angeschlossen. An den länderübergreifenden Donauradweg entlang der Donau durch 8 Anrainerstaaten auf rund 2850 km, den länderübergreifenden 4450 km langen europäischen Fernradweg EuroVelo 6 Flüsseroute von der französischen Atlantikküste durch ebenfalls 8 Länder bis ans Schwarze Meer und über den Stadtteil Natternberg an den bayerischen 235 km langen viaDanubia Radweg. Auf einigen Abschnitten verlaufen diese drei Radwege deckungsgleich entlang der Donau, unterscheiden sich aber bei der Gesamtlänge, den Anfangs- und Endpunkten, sowie bei der vorgeschlagenen Donauseite auf dem bayerischen Abschnitt je nach Radweg. Des Weiteren ist die Stadt an den rund 300 km langen Isar-Radweg über Landshut und München bis zum Isarursprung in den österreichischen Alpen, an den Waldbahn-Radweg in den Bayerischen Wald und an den 285 km langen Tour de Baroque Radweg angeschlossen. Zusätzlich besteht die Kombinationsmöglichkeit südlich der Stadtgrenze von den Donauradwegen auf dem angrenzenden Gemeindegebiet von Niederalteich direkt auf den Donau-Ilz-Fernradweg in den Bayerischen Wald zu wechseln, oder mit der Fuß- und Radfähre „Altaha“ die Donauseite auf das Gemeindegebiet von Moos zu wechseln.

##### Fahrradstraße Metten Deggendorf
Zwischen Deggendorf und Metten (Alte Mettener Straße) wurde zudem 2019 die erste reine Fahrradstraße Niederbayerns und die erste interkommunale Fahrradstraße Bayerns beschildert, wodurch auch das Pendeln per Fahrrad von und nach Metten auf dieser Kurzstrecke zur angrenzenden Nachbargemeinde bedeutend sicherer wurde. Auch schon davor war die Straße nur für Anwohner zu befahren, jedoch hielten sich viele vor allem zu Stoßzeiten nicht daran. Mit Änderung zur Fahrradstraße wurden gleichzeitig auf halber Strecke Sperrposten errichtet, sodass eine Durchfahrt für Autos unmöglich wurde. Die offizielle Eröffnung fand am 19. Juni 2019 statt.

#### Flugverkehr
Der Flugplatz Deggendorf liegt am Stadtrand westlich vom Ortszentrum Deggendorf auf dem Gebiet der Nachbargemeinde Stephansposching. Er hat eine asphaltierte Start- und Landebahn mit einer Länge von 550 m. Vom Landeplatz dürfen Helikopter, Sportflugzeuge, Motorsegler und Segelflugzeuge starten. Rundflüge können gebucht werden.
Der nächste internationale Flughafen ist der Flughafen München, welcher über die BAB 92 rund 105 Kilometer entfernt ist. Per Bahn ist der Flughafen München ab/über Plattling mit weiterem Umstieg in Landshut erreichbar. Nach Entfernung folgen der Flughafen Linz mit rund 145 Kilometer und der Flughafen Salzburg in rund 150 Kilometer Entfernung. Der Flughafen Nürnberg ist über die BAB 3 rund 170 Kilometer entfernt.

#### Donauhäfen

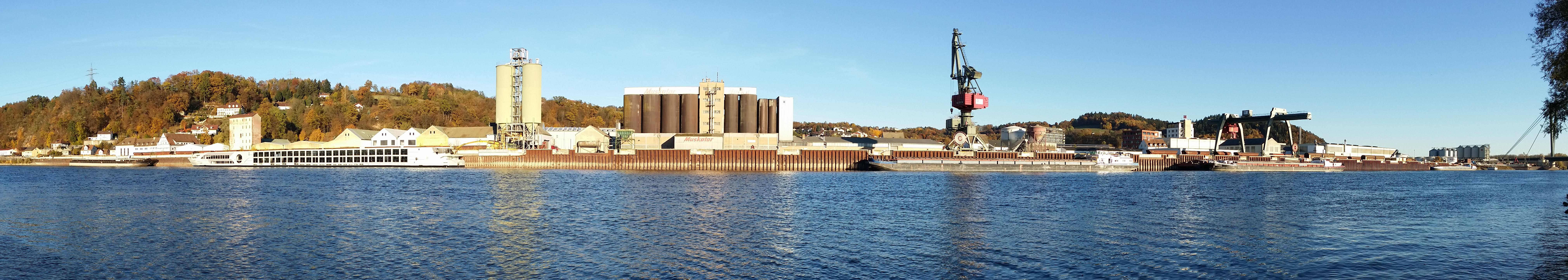
Frachthafen Deggendorf 2015

Der 55 Hektar große Hafen Deggendorf an der Donau ist ein Frachthafen für alle Frachtarten mit 28 regulären Be- und Entladeplätzen für Frachtschiffe und wird durch den Zweckverband Donau-Hafen Deggendorf betrieben. Als einziger Donauhafen in Bayern besaß das Trimodale Güterverkehrszentrum von 1992 bis 2016 einen Freihafen. Außerdem hat der Hafen eine Anlegestelle für Öltanker. Durch den langen schleusenfreien Donauabschnitt, wird die 1500 Meter lange Kaimauer des Hafens auch regelmäßig zusätzlich von Kapitänen für einen Nachtstop ohne Ladevorgang genutzt, so auch von dem seetauglichen Küstenmotorschiff Danube 43, welches hier am 18. Februar 2014 einen Nachtstop auf seinem Weg ins Schwarze Meer eingelegt hat und als Küsten-Seeschiff eher zu den besonderen Gästen auf der oberen schiffbaren Donau zählt. Daneben gibt es im Stadtgebiet noch verschiedene Kurzzeitliegeplätze, sowie Notankerplätze und Ankerplätze im Fluss. Die Firma (MAN Energy Solutions SE) hat eine eigene Kaimauer zur Verladung von Schwerlastprodukten auf dem eigenen Firmengelände. Ein weiterer Hafen ist der Schutzhafen Deggendorf (zwischen Frachthafen und Maximiliansbrücke), welcher von Behörden (Wasserschutzpolizei, Wasser- und Schifffahrtsamt, Wasserwacht) und von Freizeitkapitänen genutzt wird. Durch seine Ausmaße wird der Schutzhafen Deggendorf neben der Marina Saal bei Kelheim, auch gerne für einen Zwischenhalt bei Boots- und Yachtüberführungen, oder einfach als Nachtliegeplatz eingeplant.
Der Frachthafen Deggendorf liegt an der Donau zwischen dem Flusskilometer 2282,4 und dem Flusskilometer 2283,9. Der Hafen ist über den Wasserweg auf der 3504 Kilometer langen Rhein-Main-Donau-Achse rund 1220 Flusskilometer von der Nordsee (Rotterdam) und rund 2282 Donaukilometer (über Sulina-Donaumündung) vom Schwarzen Meer entfernt. Bei einer Nutzung des 64,2 km langen Donau-Schwarzmeer-Kanals verringert sich die Entfernung ins Schwarze Meer (Hafen Konstanza) auf rund 2030 Flusskilometer.

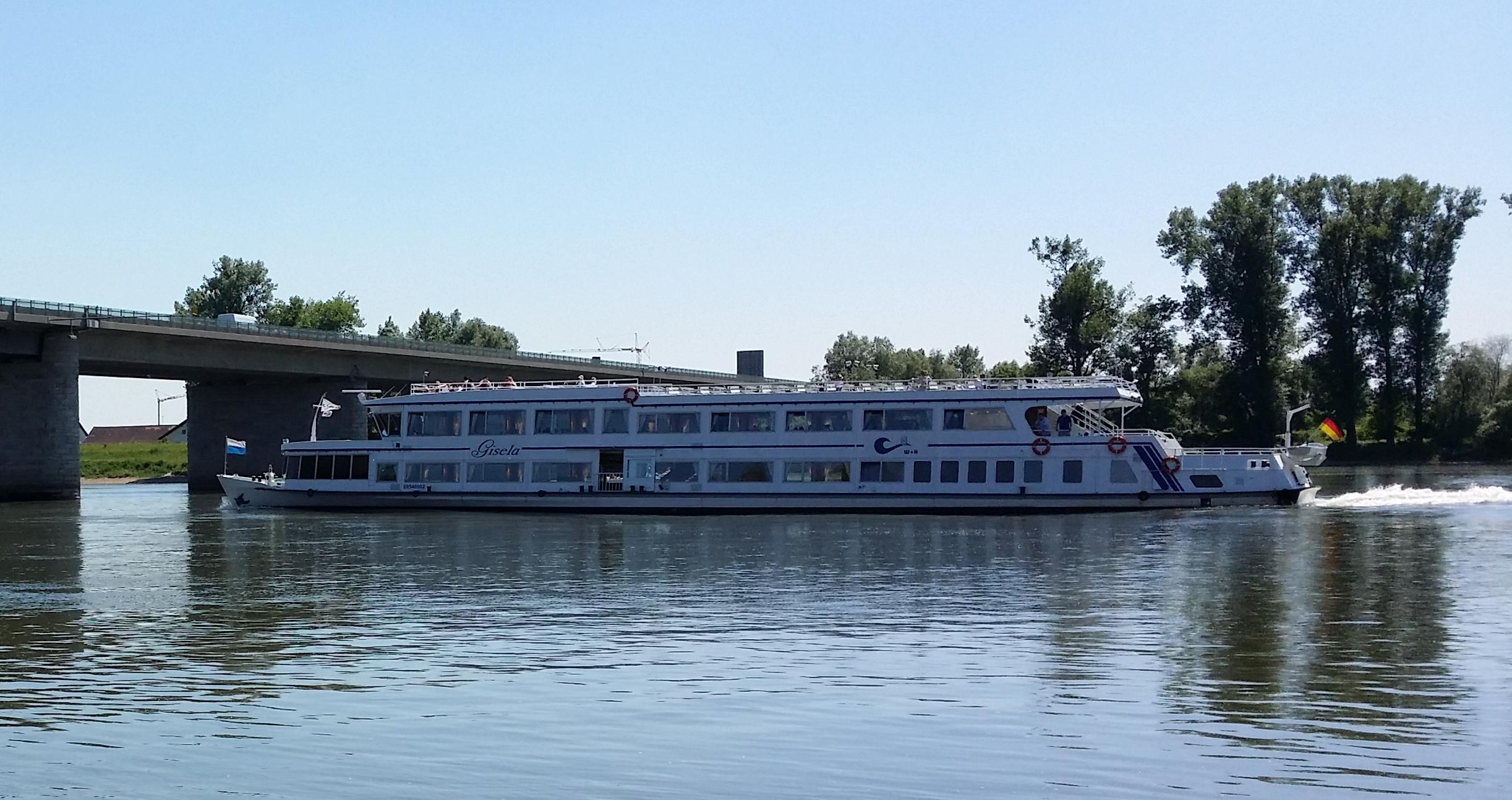
Ausflugsschifffahrt ab der Donaupromenade

Daneben existieren am Fluss zwei Anlegestellen für Personenschiffe. Eine wird hauptsächlich von der Firma Wurm & Noé für die Ausflugsschifffahrt genutzt, eine weitere wird u. a. von Uniworld River Cruises, Avalon Waterways und Viking River Cruises für Flusskreuzfahrten bedient. Viking hat seit 2019 eine eigene zusätzliche Anlegemöglichkeit errichtet.
Die Stadt hat einen Sportboothafen im Schutzhafen Deggendorf. Die vom Schutzhafen nächstgelegene Slipanlage mit Service liegt am Rande der Donaupromenade. Als weitere Bootsclubs haben sich zwei Segelclubs mit Steg und einigen Liegeplätzen am Burgsee in Deggendorf angesiedelt. Es können alle Bootsführerscheine in der Stadt gemacht werden.
2017 wurden Pläne für den Neubau eines Yachthafens an einem zentraleren Standort und die damit verbundene Verlegung des größeren aktuell im Schutzhafen befindlichen Sportboothafens bekannt.

#### Brücken über die Donau

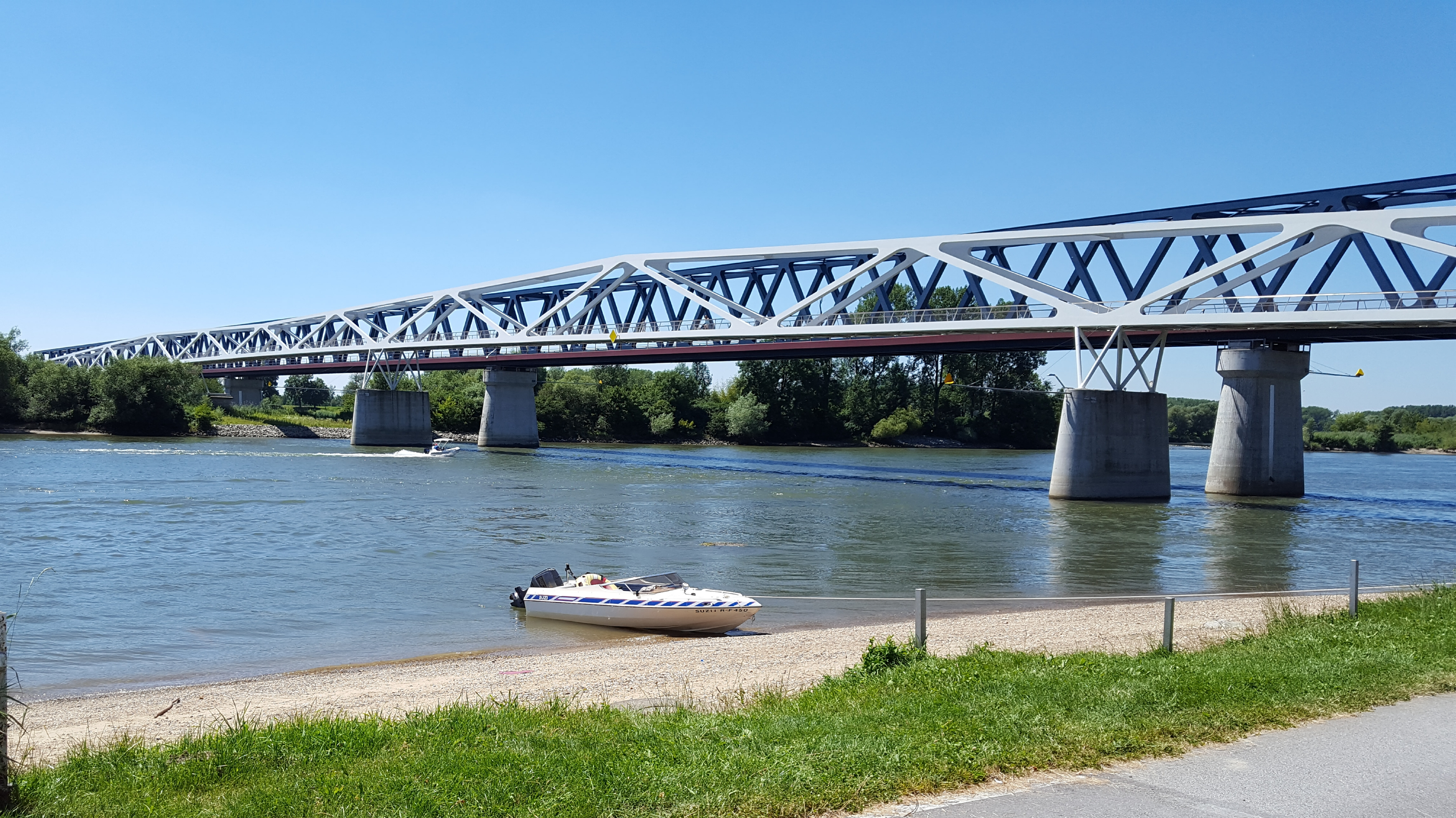
Fußgängerbrücke (Donausteg) 2018

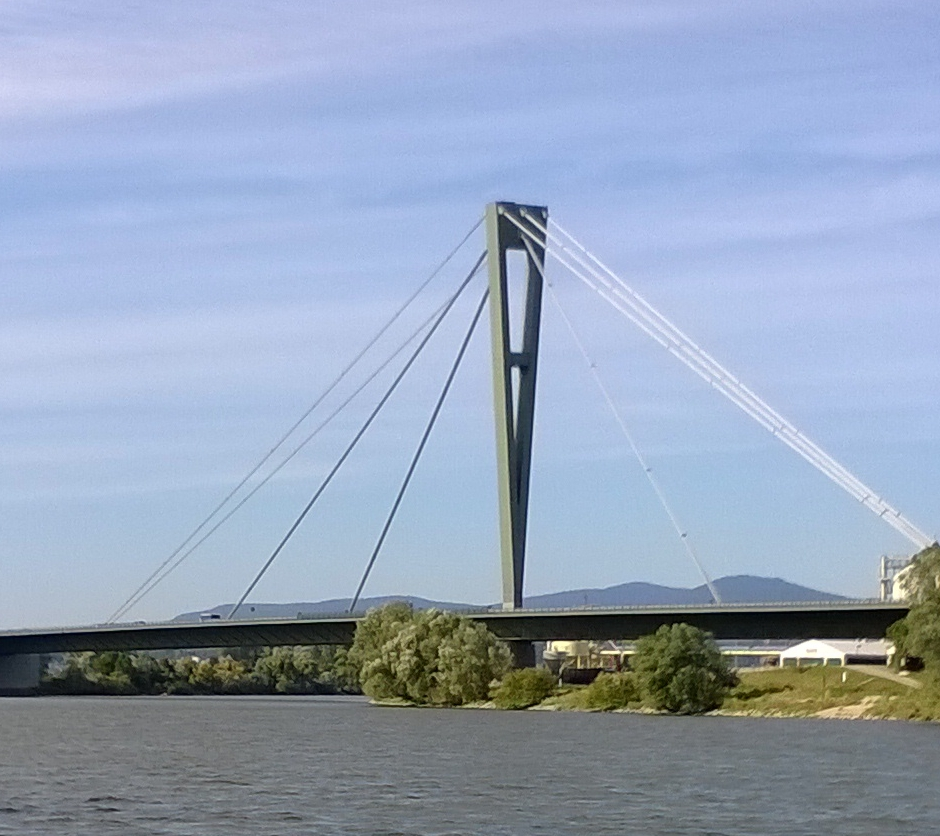
Autobahnbrücke bei Deggenau 1975

In Deggendorf überqueren sechs Brücken die Donau:
- Autobahnbrücke bei Metten: Flusskilometer 2290,12; A3; Baujahr 1981.
- Eisenbahnbrücke: Flusskilometer 2285,89; Bahnstrecke Plattling–Bayerisch Eisenstein; Baujahr 2010.
- Donausteg: Flusskilometer 2285,87; Fuß- und Radweg; Baujahr 2013,
- Autobahnbrücke bei Fischerdorf: Flusskilometer 2285,49; A92; Baujahr 1991,

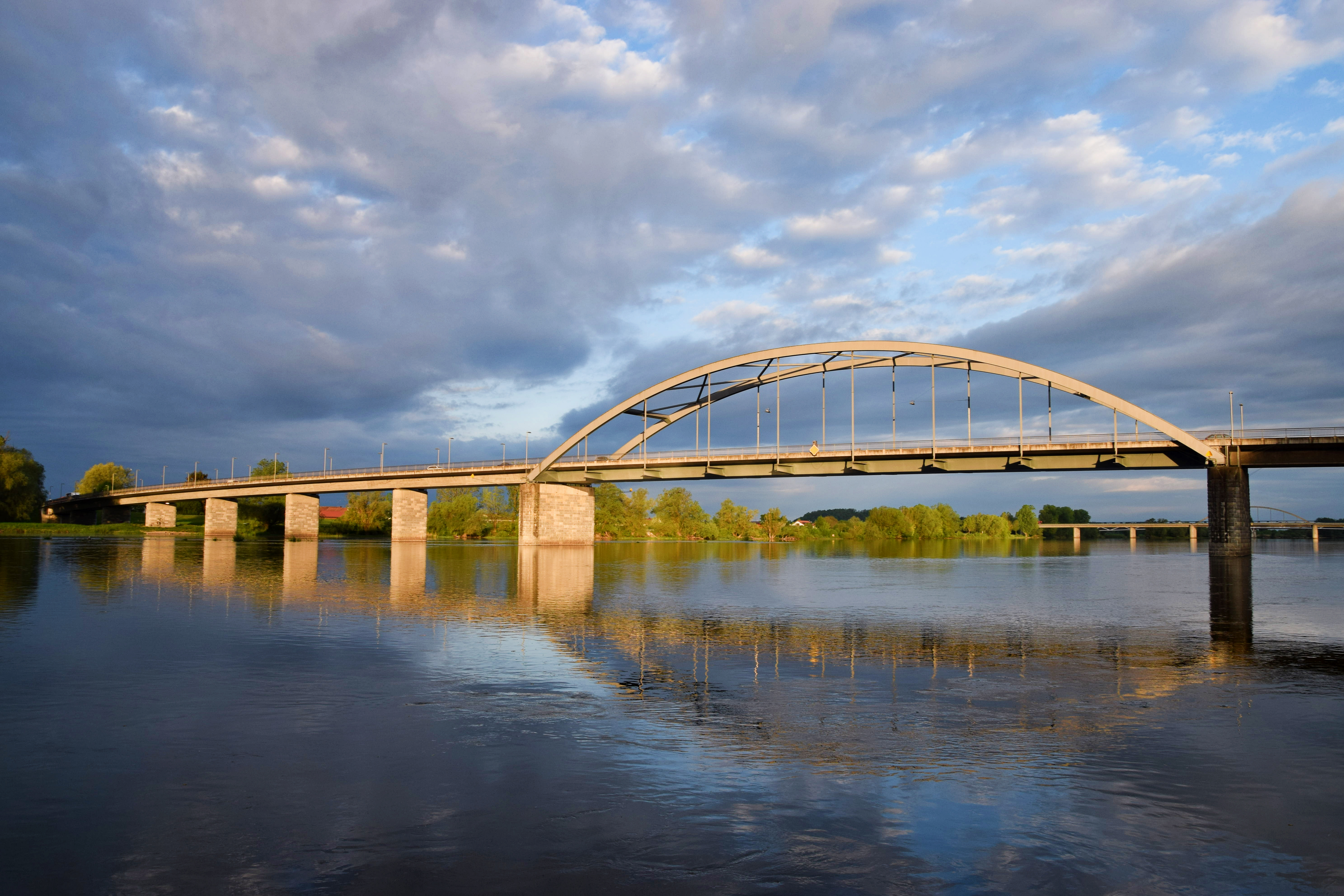
Maximiliansbrücke – sie verbindet den Stadtteil Fischerdorf mit Deggendorf

- Maximiliansbrücke: Flusskilometer 2284,59; Staatsstraße 2074; Baujahr 1999. (2017 wurde auf Grund des ständig wachsenden innerstädtischen Verkehrsaufkommens zwischen beiden Donauseiten in einem offenen Brief der CSU eine weitere Donaubrücke zur Entlastung der Maximiliansbrücke gefordert).[153]
- Autobahnbrücke bei Deggenau: Flusskilometer 2282,52; A3; Baujahr 1975. (Im Zuge des sechsspurigen Ausbaus der A3 vom Autobahnkreuz Deggendorf nach Hengersberg bis 2030, wird die alte Donaubrücke im Stadtteil Deggenau abgerissen und durch eine neue größere Zugseilbrücke mit zwei rund 100 Meter hohen Pylonen ersetzt).[132]

## Kultur und Sehenswürdigkeiten

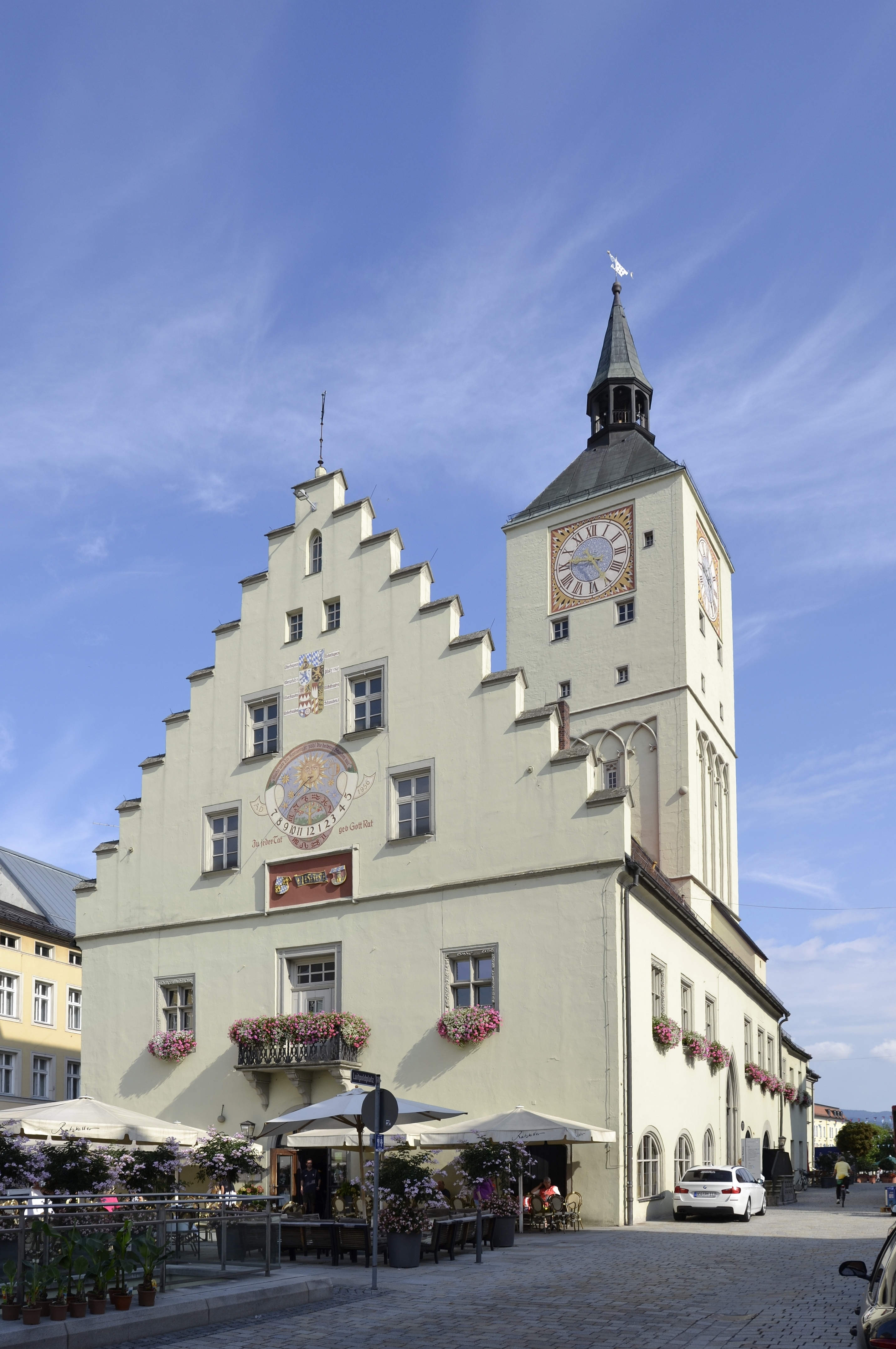
Altes Rathaus

### Touristische Lage und Tourismus

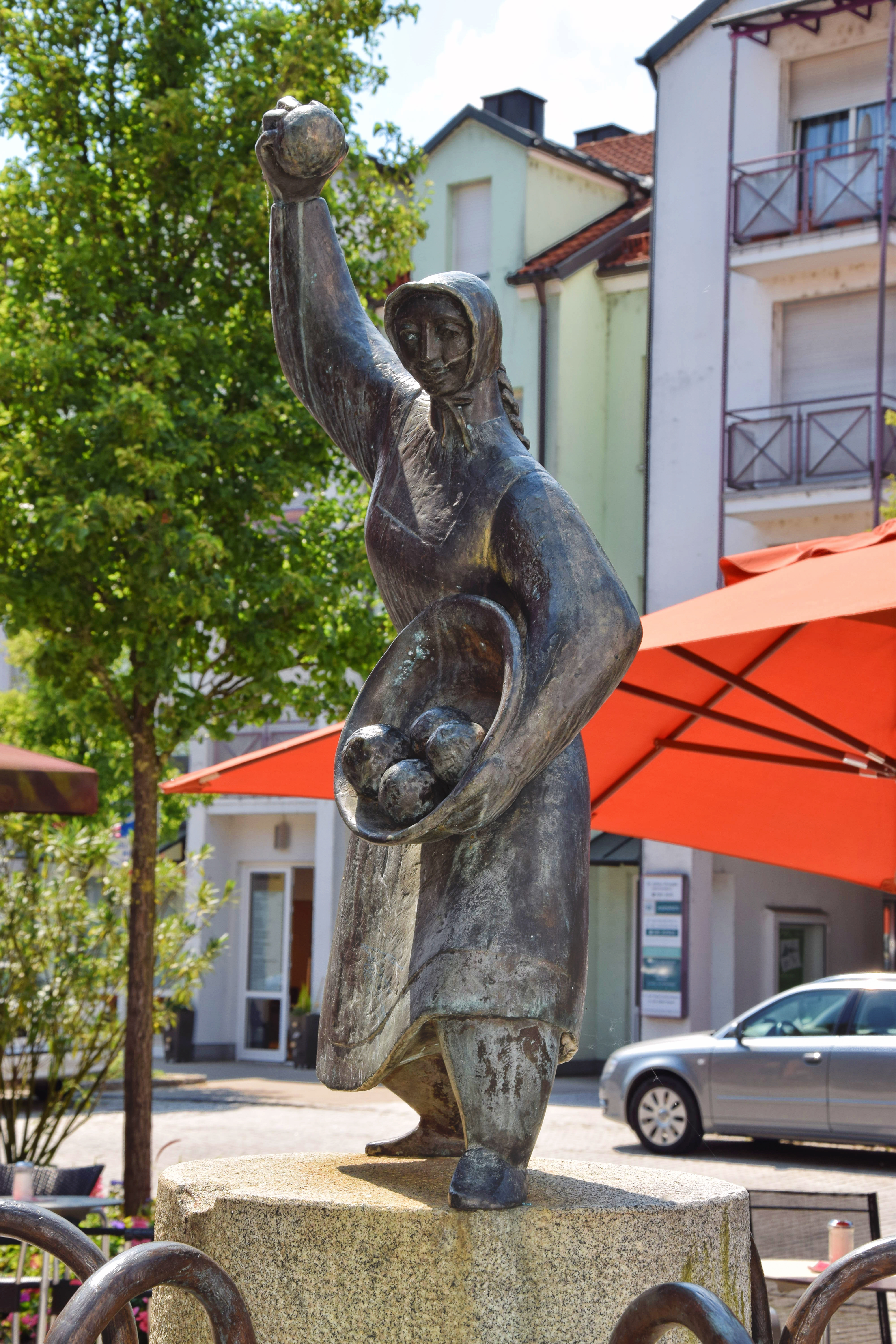
Bronzene Brunnenskulptur der „Knödelwerferin“ von Erika Einhellinger

Aus touristischer Sicht liegt Deggendorf an der Schnittstelle der beiden ostbayerischen Tourismusregionen „Bayerisches Golf- und Thermenland“ westlich, welches sich über weite Teile des Gäubodens erstreckt und „Bayerischer Wald“ östlich, welche durch die Donau als grobe Grenze getrennt sind. Die Stadt selbst wird auf Grund ihrer Lage am vorderen Bayerischen Wald zu diesem gerechnet und gilt durch sein Autobahnkreuz und mehrere Hauptzufahrtsstraßen sprichwörtlich als Tor zum Bayerischen Wald. Als direkte Anlaufstelle gibt es eine „Tourist Information“ im Alten Rathaus.
Auf Grund seiner verschiedenen Knödelvarianten ist Deggendorf einer von 100 Genussorten in Bayern und somit Teil der Genussregion in Niederbayern. Durch die Knödelgeschichten der Stadt, wurde im westlichen Stadtgraben der Innenstadt ein „Brunnen zur Knödelwerferin“ errichtet und erinnert an die Bedeutung dieser Speise in der Stadtgeschichte.
2017 hatte die Stadt selbst laut Kommunalstatistik rund 87.000 Übernachtungsgäste in Beherbergungsbetrieben mit zehn oder mehr Gästebetten.

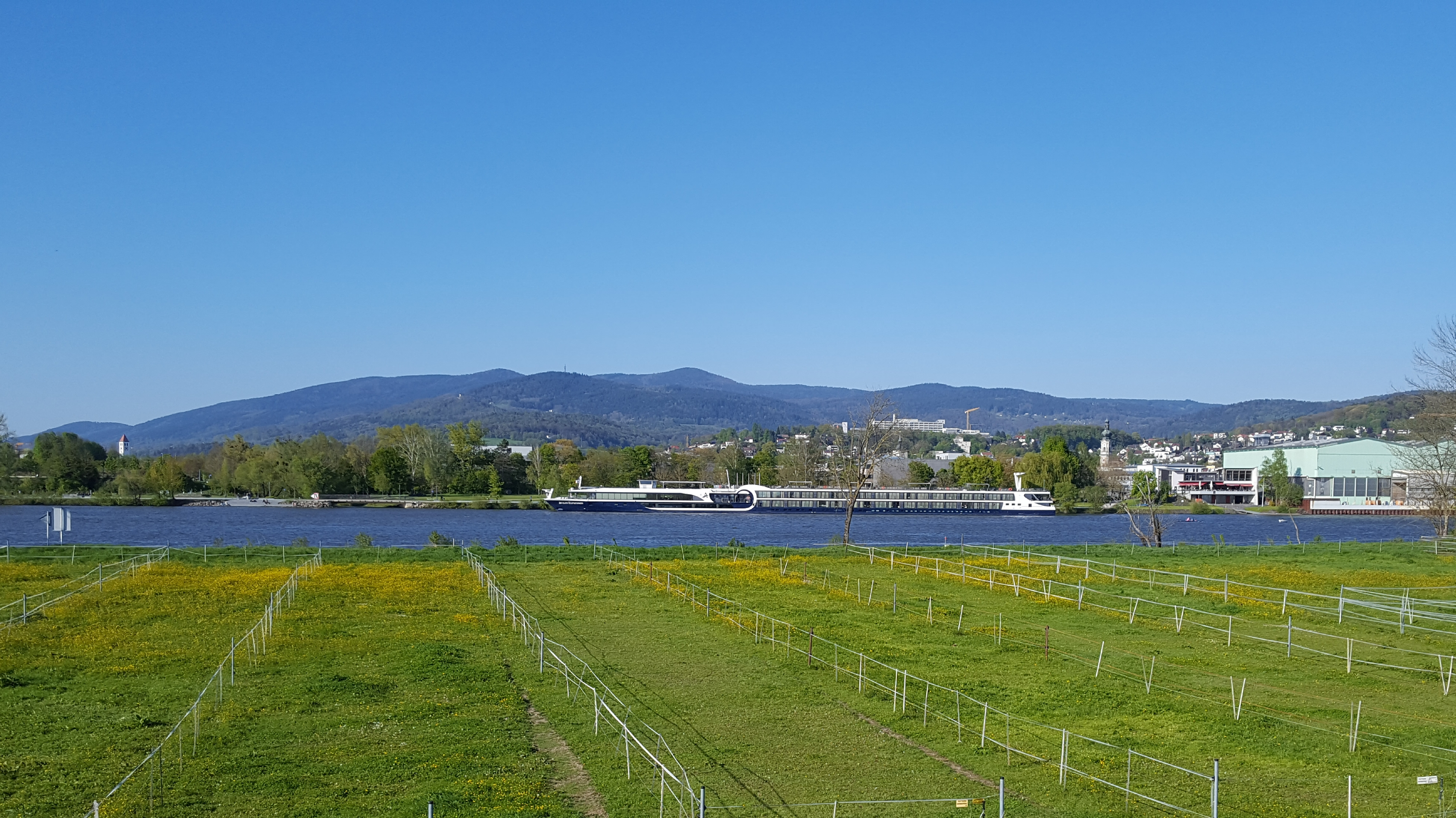
Lage am Bayerischen Wald

Neben zahlreichen Veranstaltungen und der Ausflugsschifffahrt, sowie Rad- und Wanderwegen, haben an warmen Sommertagen vor allem die Wassersportmöglichkeiten eine Anziehungskraft auf Touristen und Tagesgäste. Zu den Badeseen und dem Ganzjahresbad, kommen weitere Badestellen an der Donau und der Isar. Insbesondere bei großen Fließgewässern wie Donau und Isar sollte die vorherrschende Strömung nicht unterschätzt und unnötige Risiken vermieden werden. Wegen des großen barrierefreien Donauabschnitts ohne Schleusen und mit noch relativ vielen rechtlichen Freiheiten im Vergleich zu anderen Wasserstraßen, steigt auch zunehmend die Zahl von Besuchern mit eigenen Jetskis oder Booten aller Art. Auch das Paddeln und andere unmotorisierte Wassersportarten auf der Isar werden immer beliebter. Im Winter bietet die Stadt neben einem Skilift im Ortsteil Greising, auch Einstiegsmöglichkeiten in das sich über 10 Loipen und 90 km erstreckende Langlaufgebiet (Deggendorf – Rusel – Bischofsmais) ab der Rusel und Greising.
Neben den Möglichkeiten der Kategorien Freizeit und Kulturleben, einem werktäglichen Wochenmarkt, einem wöchentlichen Bauernmarkt (samstags) und im Sommer mind. zwei großen Flohmärkten pro Woche, hält Deggendorf traditionell jedes Jahr auch vier große Warenmärkte (Fastenmarkt, Maimarkt, Septembermarkt, Herbstmarkt) in der Innenstadt ab. Mit Ausnahme des Maimarkt handelt es sich um Sonntagsmärkte, die mit einem verkaufsoffenen Sonntag einhergehen. Der Afrikanische Markt findet jährlich zur Zeit des Afrikafestes statt.
Am 1. August 2019 war Deggendorf Etappenort der Jubiläums-Radltour des Bayerischen Rundfunks für die 30. BR-Radltour mit abendlichem Open-Air-Konzert.

### Altstadt

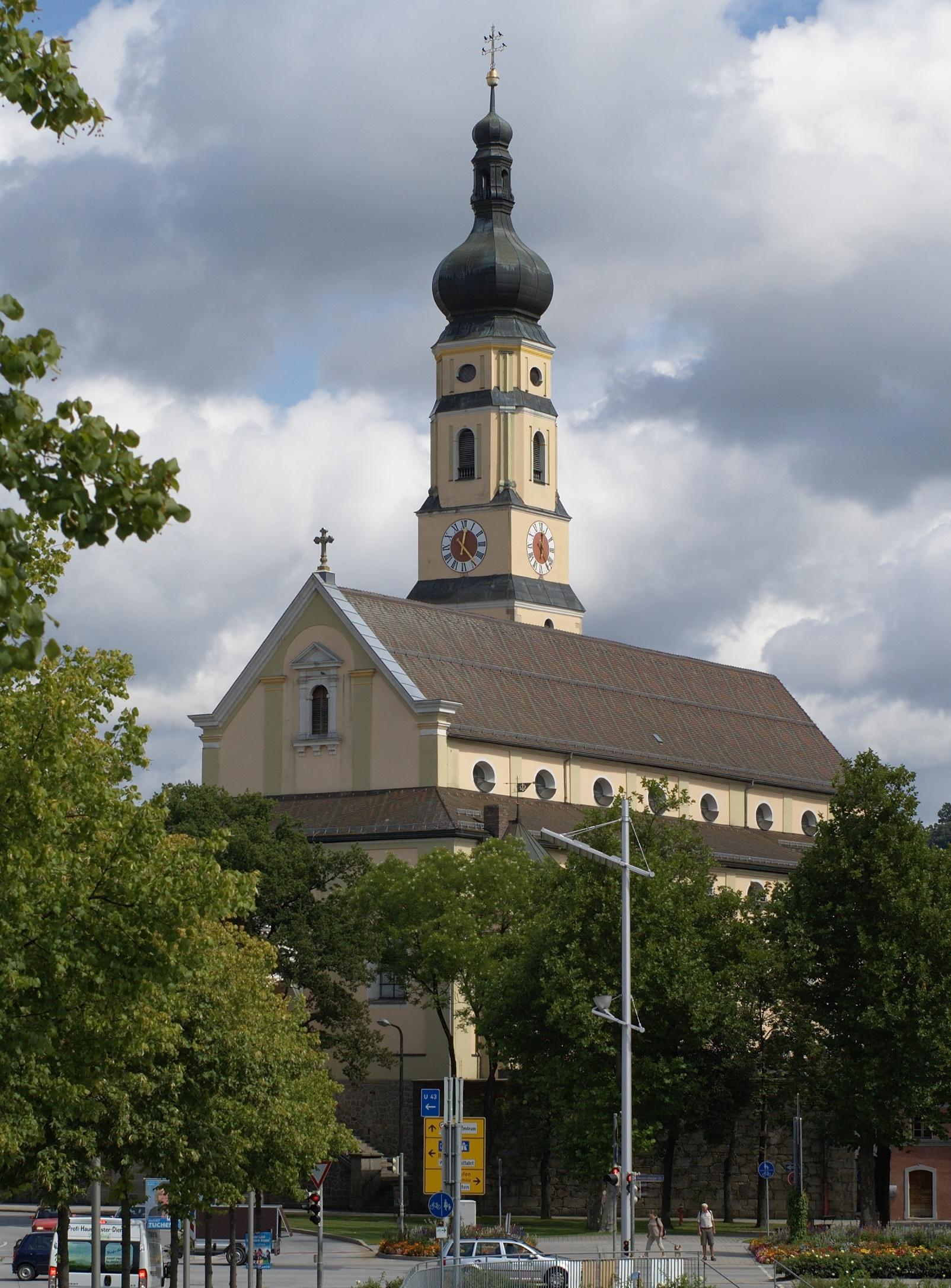
Stadtpfarrkirche Mariä Himmelfahrt

Die Deggendorfer Altstadt ist eine hochmittelalterliche Planstadt, 1242 von den Wittelsbachern angelegt.

#### Stadtplatz
Wie viele bayrische Stadtgründungen jener Zeit wird sie in ganzer Länge von einem großzügig angelegten Stadtplatz durchzogen, einem angerartig breiten Straßenmarkt. Hier erstreckt er sich in Nordsüdrichtung und damit in einem Winkel von etwa 60° zur 400 m entfernt südlich vorbeifließenden Donau.
Das nördlich der wichtigsten Querstraße mitten auf dem Platz errichtete Rathaus und die von Osten hineinragende Grabkirche St. Peter und Paul gliedern den Platz in drei unterschiedlich große Teile, den Oberen Stadtplatz im Norden, den fast doppelt so langen Luitpoldplatz in der Mitte und den deutlich kleineren Michael-Fischer-Platz im Süden.
Benannt ist der kleine Platz nach dem Baumeister Johann Michael Fischer, der mehrere Kirchen im Rokokostil errichtet hat, unter anderem im Gebiet des heutigen Landkreises Deggendorf.

#### Altes Rathaus
Das Alte Rathaus besteht aus drei Teilen. Der Südtrakt mit dem Treppengiebel wurde 1535 als Rathaus errichtet, der markante 54 Meter hohe Turm in der Mitte schon um 1450. Der schmalere Nordtrakt ist die ehemalige Martinskirche und wurde erst 1888 zum Amtsgebäude umgebaut. Erst 1907 erhielt der historische Festsaal im Südtrakt seine heutige Ausstattung.

#### Stadtpfarrkirche
Die Stadtpfarrkirche Mariä Himmelfahrt steht südlich außerhalb der Altstadt. Die erste Kirche an dieser Stelle wurde im frühen Mittelalter gegründet, lange vor der Stadt. Nach romanischen und gotischen Vorgängerbauten entstand das heutige Gotteshaus in mehreren Phasen von 1656/57 bis ins 19. Jahrhundert.

#### Pferdemarkt und Katharinenspital
Die halbe Strecke vom Rand der Planstadt bis zur Pfarrkirche nimmt der südlich durch den Torbogen beim Katharinenspital begrenzte langgezogen dreieckige Pferdemarkt ein. Er wurde 1337 hier eingerichtet, nachdem die vorher in diesem Bereich wohnenden Juden aus Deggendorf vertrieben worden waren. Das besagte ehemaligen Spital hat eine barocke Kapelle.

### Kulturviertel
Das Deggendorfer Kulturviertel beiderseits der Straße Östlicher Stadtgraben besteht aus dem Stadtmuseum, dem Handwerksmuseum, dem Kapuzinerstadl (1802 entwidmete Kirche) und der Stadtbibliothek.

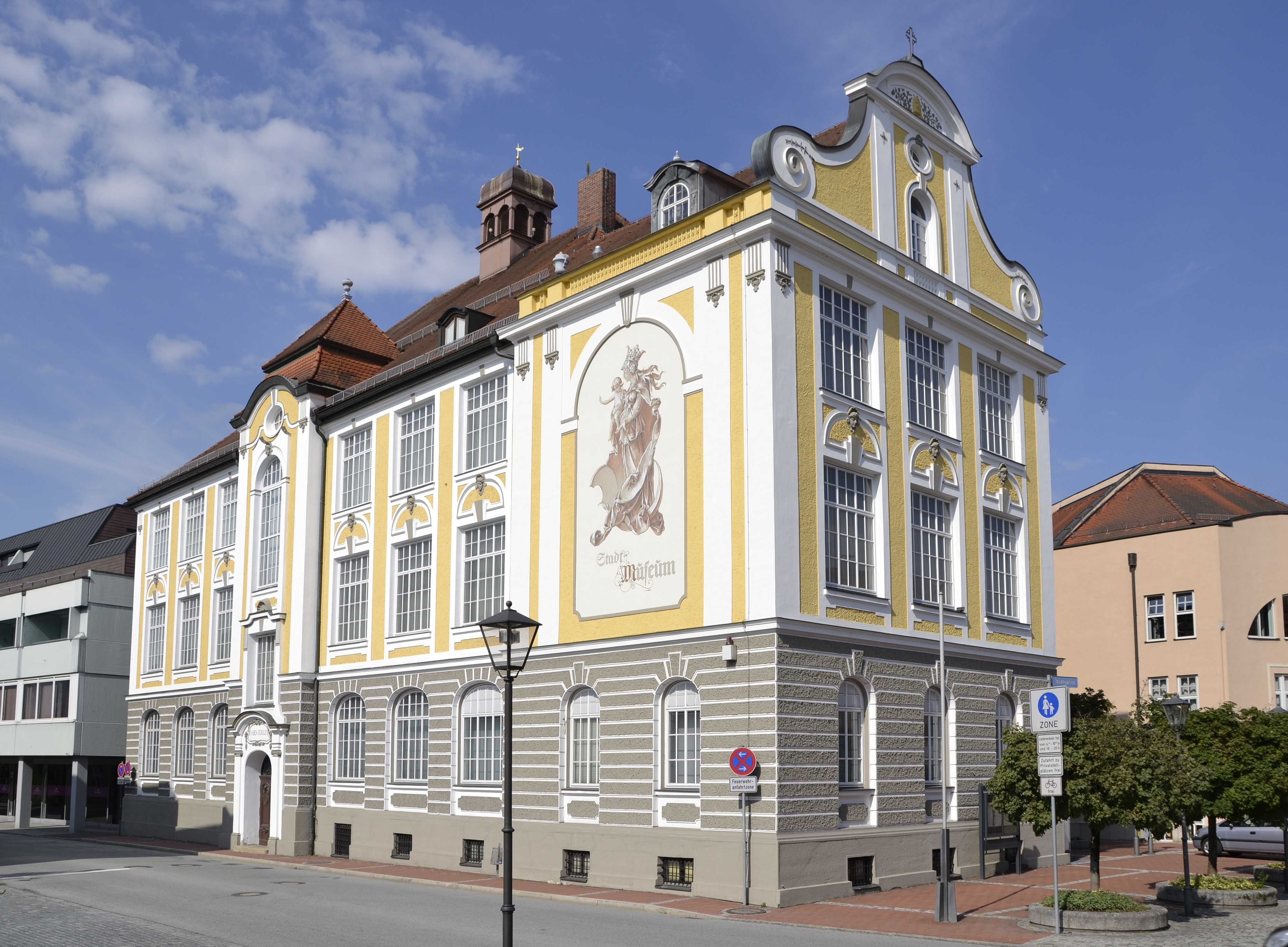
Deggendorfer Stadtmuseum

- Das Deggendorfer Stadtmuseum präsentiert über 10.000 Exponate zur kulturellen, wirtschaftlichen und sozialen Entwicklung der Stadt und ihrer Region. Die frühe Besiedlung des Donauraumes belegen archäologische Funde aus dem Landkreis von der Steinzeit bis zum frühen Mittelalter. Eine Abteilung Stadtgeschichte vermittelt das mittelalterliche Stadtleben. Der Verkaufsraum einer Biedermeierapotheke mit Laborzubehör und ein Tante-Emma-Laden sind weitere Zeugnisse der Vergangenheit. Ein eigener Bereich ist der sakralen Kunst, der Wallfahrt „Deggendorfer Gnad“ und der Volksfrömmigkeit gewidmet.

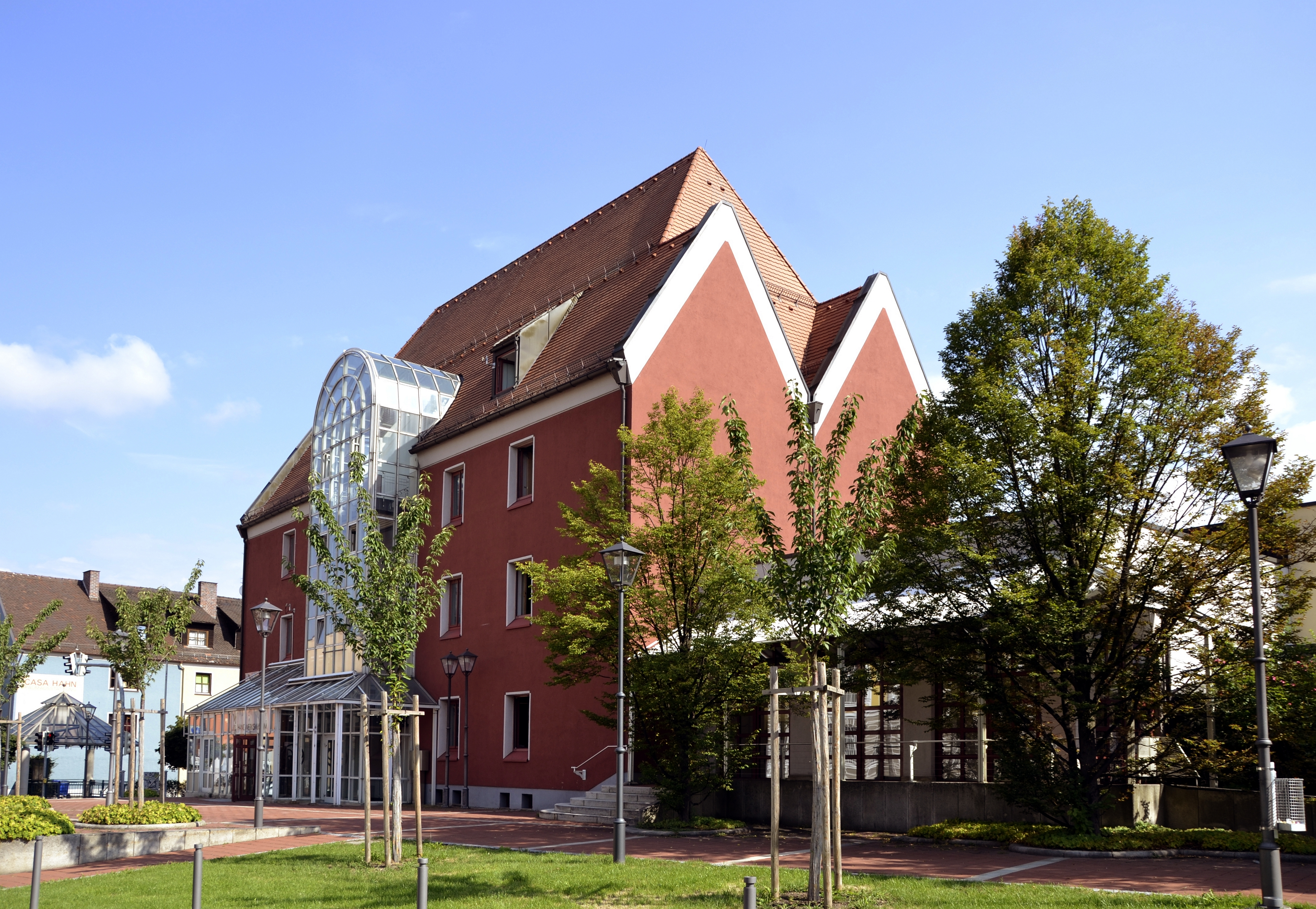
Handwerksmuseum

- Das benachbarte Handwerksmuseum widmet sich dem regionalen und überregionalen Handwerk. Sechs Abteilungen geben einen Überblick über die reiche niederbayerische Handwerkskultur: Die Geschichte der handwerklichen Ausbildung ist dabei ebenso ein Thema wie z. B. das Handwerk am Wasser, die Rolle der Frau im Handwerk, das Holzhandwerk im Bayerischen Wald oder die Entwicklung des Handwerks im Industriezeitalter.

Ein Museumskino und wechselnde Sonderausstellungen in den Museen komplettieren das Angebot. Beide Museen und die Museumswerkstätten bieten ein Begleitprogramm für Familien, Kinder und Schulklassen.
- Die 1990 erbaute Deggendorfer Stadtbibliothek im Kulturviertel verfügt auf einer Fläche von 2000 m² über mehr als 80.000 Medien.[162]
- Der Kapuzinerstadl, eine 1802 profanierte Kapuzinerkirche, ist Veranstaltungs- und Kongressgebäude, sowie Kleinkunstbühne und Konzertsaal für verschiedenste kulturelle Ereignisse. Kunstausstellungen finden hier ebenso statt wie Konzerte und Tagungen.[163]

### Stadthallen

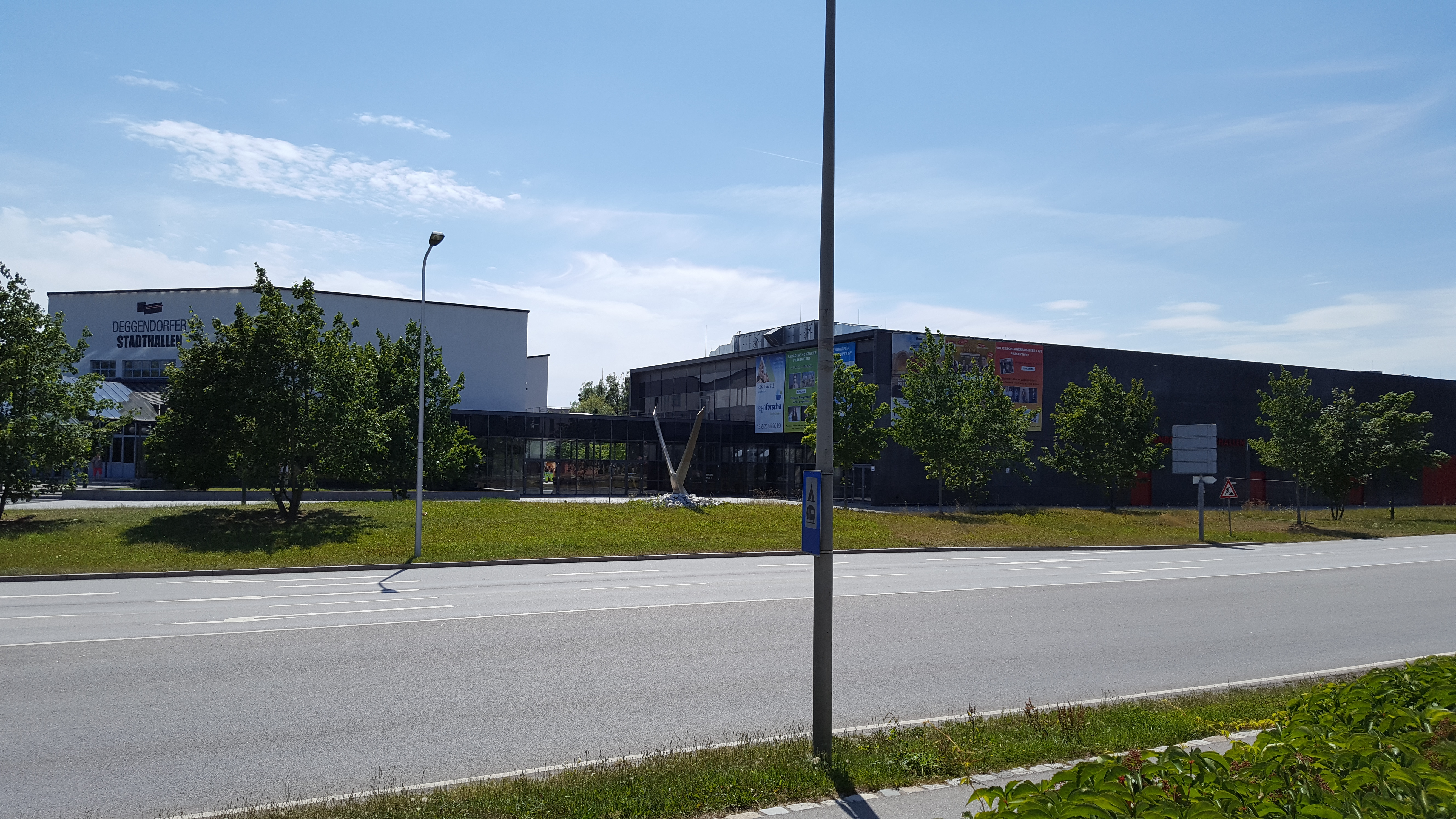
Stadthallen Deggendorf

Deggendorf hat zwei miteinander verbundene Stadthallen. Sie liegen südwestlich der Altstadt zwischen der Einkaufsmeile und der Technischen Hochschule. Konzerte, Messen, Ausstellungen und Tagungen finden hier ebenso statt wie Tanzveranstaltungen oder Feste. Neben Hochschulveranstaltungen findet auch regelmäßig die First Contact (Hochschulkontaktmesse) in den Stadthallen statt, im Winter wird monatlich ein Bayerisch-Böhmischer Hallenflohmarkt abgehalten. Ende 2008 wurde die zweite Stadthalle (Halle 2) fertiggestellt, die sich direkt an die alte Stadthalle anschließt. Die neue Halle 2 bietet rund 3700 Zuschauern stehend, oder 2240 Zuschauern sitzend Platz. Die ältere Halle 1 bietet 2040 Zuschauern stehend, oder 935 Zuschauern sitzend Platz.

### Palais im Stadtpark

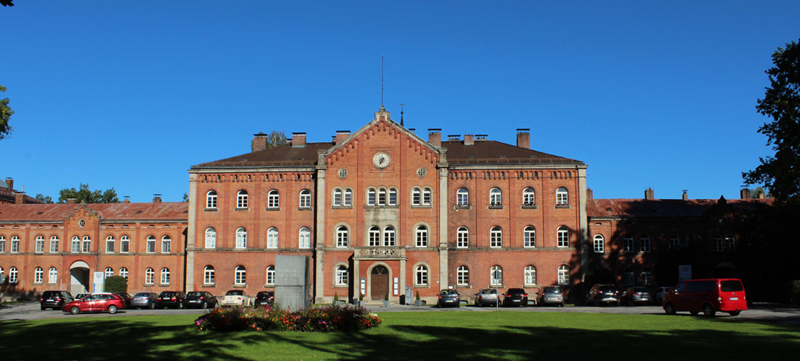
Palais am Stadtpark

Das Palais im Stadtpark wurde von 1863 bis 1868 als „Kreisirrenanstalt“ errichtet. Es diente ab 1933 als Wehrmachtskaserne und ab 1941 zusätzlich als Unteroffiziers-Vorschule. 1945 war es kurzzeitig Unterkunft für Flüchtlinge, bis 1949 wurde das Palais zum „DP-Camp 7“ Deggendorf für heimatlose Menschen, jüdische KZ-Überlebende und polnische Juden. Danach diente es als Wohnanlage für deutsche Flüchtlinge. Heute wird das Palais u. a. als Arzt-, Selbsthilfe-, Therapie- und Kommunikationszentrum genutzt.

### Burgruine Natternberg

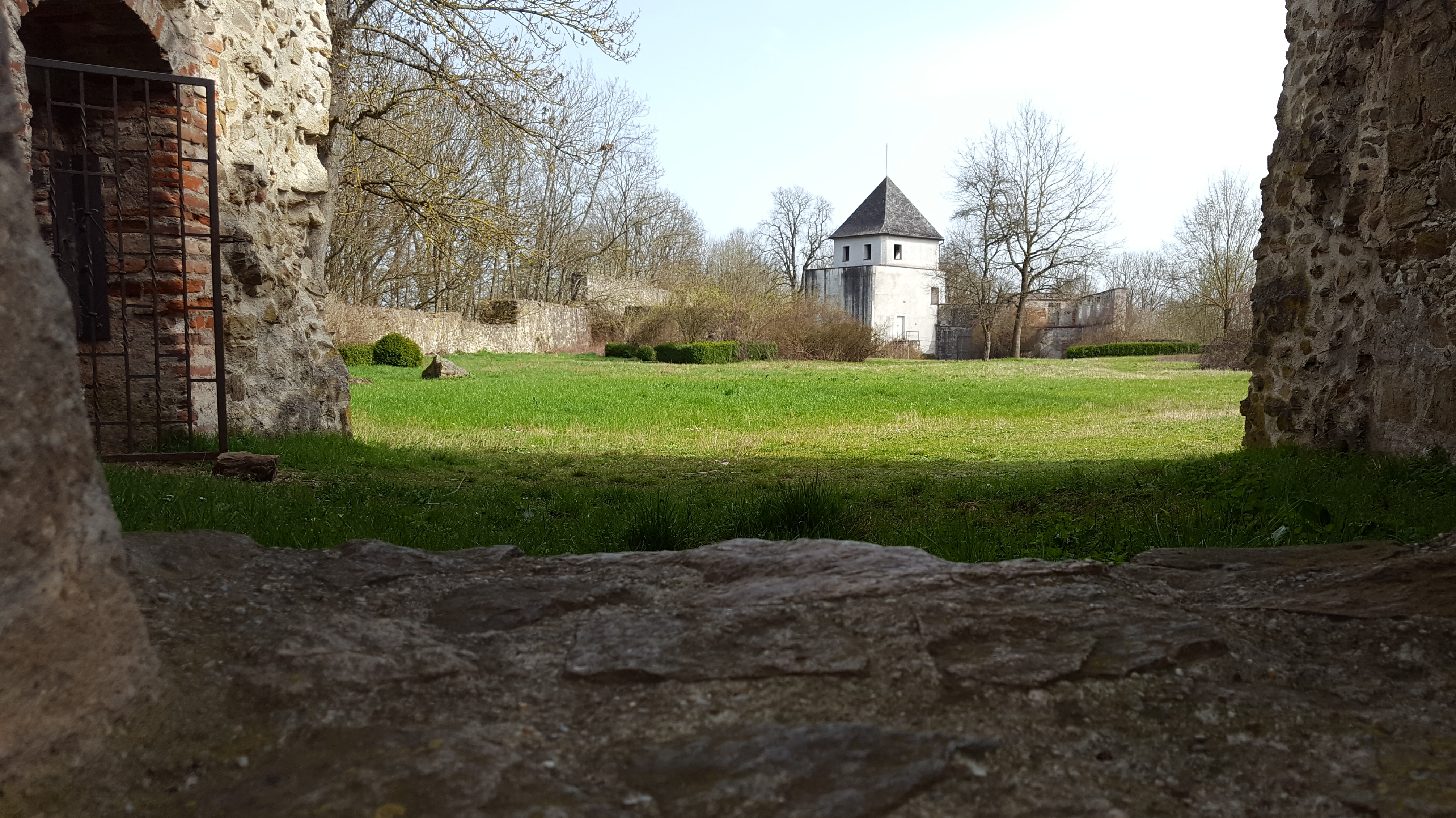
Burgruine Natternberg (Deggendorf)

Die ehemalige Residenz des Herzogtums Niederbayern-Deggendorf und heutige Ruine wurde erstmals 1145 erwähnt und wurde am 19. Mai 1743 im österreichischen Erbfolgekrieg zerstört.

### Wallfahrtskirchen
Deggendorf hat drei Wallfahrtskirchen, die etwa gleichzeitig errichtet wurden:
- Auf dem Geiersberg die Wallfahrtskirche zur Schmerzhaften Mutter Gottes in der Rose
- Wallfahrtskirche in Greising
- Wallfahrtskirche in der Halbmeile

### Kirchen und Gebetshäuser im Stadtgebiet
Deggendorf verfügt neben der im Jahr 1360 fertiggestellten Grabkirche, der Stadtpfarrkirche Mariä Himmelfahrt und den 3 Wallfahrtskirchen über 20 weitere öffentliche Kirchen oder betretbare Gebetshäuser im Stadtgebiet.

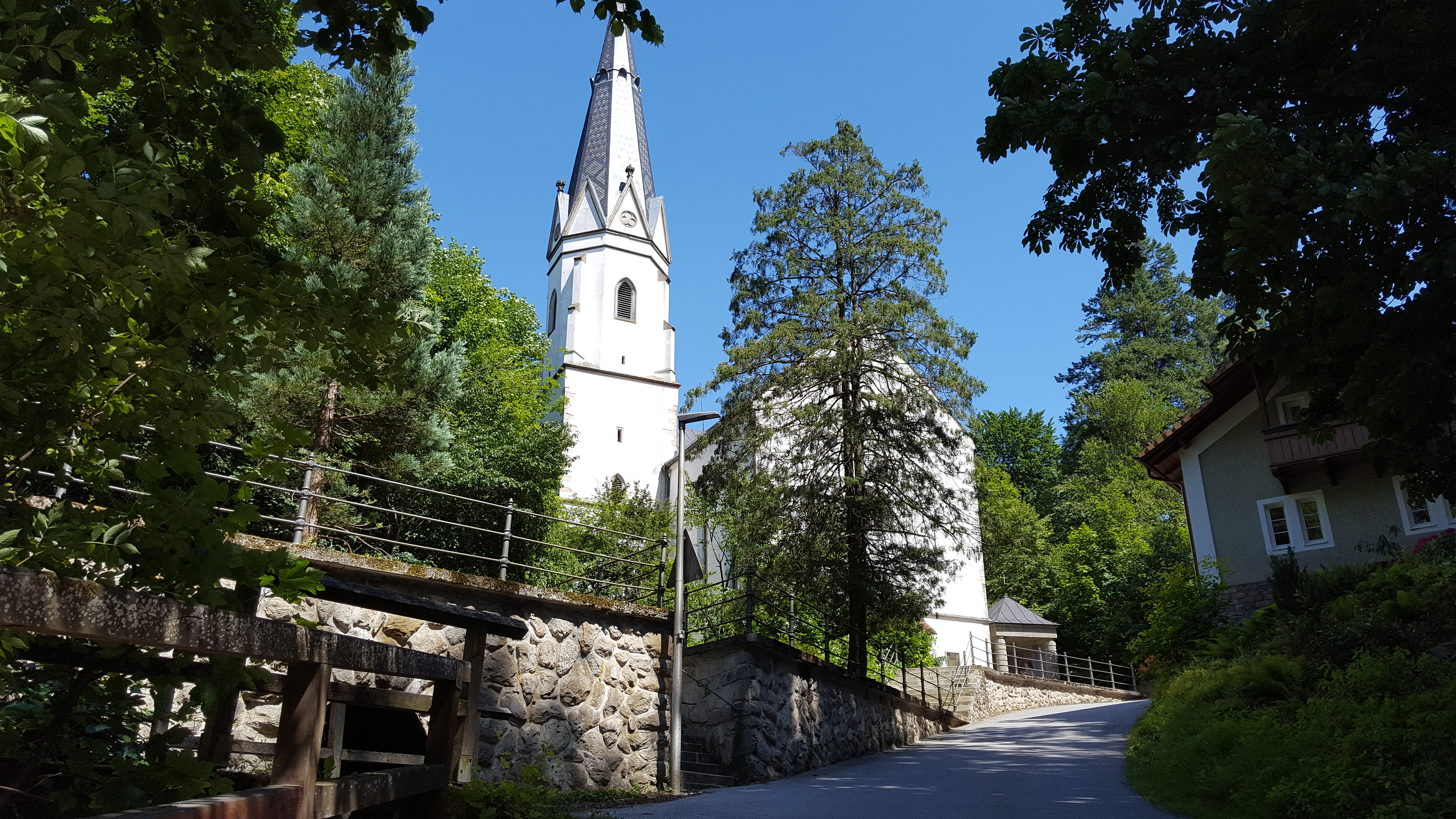
Wallfahrtskirche zur Schmerzhaften Mutter Gottes in der Rose in Deggendorf

- St. Erasmus Kirche im Stadtteil Deggenau
- Pfarrkirche St. Martin im Stadtteil Schaching (Kerzenwallfahrtsort)
- Pfarrkirche Seebach im Stadtteil Seebach
- Heilig Grab Kapelle
- Spitalkirche St. Katharina
- Evangelisch-Lutherische Pfarrkirche
- Pfarrkirche Mietraching im Stadtteil Mietraching
- Friedenskirche im Palais des Stadtpark
- Schachinger Kirche im Stadtteil Schaching
- Neuapostolische Kirche Deggendorf
- Pfarrkirche Mariä Heimsuchung im Stadtteil Rettenbach
- Oswald-Kapelle (Kriegergedächtnisstätte)
- Fischerdorfer Kapelle im Stadtteil Fischerdorf
- Christliche Brüdergemeinde Deggendorf
- Freie Christliche Gemeinde Deggendorf
- Christuszentrum Ostbayern
- Adventgemeinde Deggendorf
- Königreichssaal der Jehovas Zeugen
- 2 Moscheen, (davon ein großer 2016 eröffneter Neubau im Stadtteil Fischerdorf)

Deggendorf befindet sich hinsichtlich der Verwaltungsbezirke an der Schnittstelle der beiden Bistümer Regensburg und Passau, wodurch je nach Stadtteil beide im Stadtgebiet vertreten sind. Der Stadtteil Seebach mit der Wallfahrtskirche Mater Dolorosa in Halbmeile und der Pfarrkirche Seebach gehört zum Verwaltungsgebiet des Bistums Passau, während alle anderen katholischen Kirchen im Stadtgebiet dem Verwaltungsgebiet des Bistums Regensburg angehören.
Deggendorf ist Teil der jährlich an Pfingsten stattfindenden Holzkirchener Kerzenwallfahrt. Die gesamte Wallfahrtsstrecke von Holzkirchen nach Bogenberg beträgt ca. 75 km (Fußwege) über zwei Tage entlang der Donau. Am Pfingstsamstag pilgern die Wallfahrer erst von Holzkirchen bis nach Deggendorf, wo die Kerze die Nacht in der Pfarrkirche St. Martin verbringt, am Pfingstsonntag geht es weiter von Deggendorf bis nach Bogen und auf den Bogenberg.

### Gemeinde- und Kulturleben
Der Kulturverein und zahlreiche weitere Vereine engagieren sich auf den Gebieten der Musik, Malerei und Kunst und beleben damit das Kulturleben der Stadt. Regelmäßig werden neben kulturellen auch zahlreiche kirchliche Veranstaltungen zu den jeweiligen Anlässen in der Gemeinde abgehalten.
- Jedes Jahr findet eine Lange Kultur und Einkaufsnacht mit freiem Eintritt in Museen, verschiedenen Veranstaltungen und Einkaufsmöglichkeiten bis Mitternacht im Stadtzentrum statt.[171]
- In Deggendorf wurde von Karl Eckert der Bärwurzschnaps erfunden und 1919 entstand in der Stadt die erste Bärwurzdestille der Welt.[172] Heute erinnert ein kleines Bärwurz-Museum am Firmensitz in Deggendorf an diese Zeit.
- Während der im dreijährigen Rhythmus stattfindenden bayerisch-böhmischen Woche, gibt es in dieser Zeit auch ein breites bayerisch-böhmisches Kulturangebot in der Innenstadt.[97]
- Zur Präsentation der multikulturellen Donaustadt bei verschiedenen Anlässen, wird seit 2017 während jedem Donaufest in einem Rhythmus von 2 Jahren traditionell eine Donaukönigin gewählt.[97] Die letzte Wahl der aktuellen Donaukönigin war während des Donaufestes 2019.
- Die Stadt veranstaltet seit 1970 in regelmäßigen Abständen zum Erhalt der bairischen Sprache einen Bairischen Mundarttag, bei dem es zum Treffen zahlreicher anerkannter und bekannter Mundartautoren aus dem bairischen, österreichischen und dem ungarischen Sprachraum in der Stadt kommt.[97]
- Seit 2016 besitzt die Stadt durch den Kunstverein Deggendorf e. V. in der Pfleggasse einen eigenen öffentlichen Bücherbaum zum privaten kostenlosen Büchertausch.[173]
- Das Stadtmarketing veranstaltet jedes Jahr eine geführte Bürgerreise an der i. d. R. auch der Oberbürgermeister teilnimmt. Nach einer Flusskreuzfahrt 2018 bis nach Budapest führte 2019 eine Busreise über Pilsen nach Prag.
- Die Lebenshilfe Deggendorf veranstaltet jährlich einen Bunten Markt, als ein Treffen der Kulturen und gemeinnützigen Vereine.[68]
- Die Stadt Deggendorf veranstaltet seit 2016 in regelmäßigen Abständen die kulturelle Veranstaltung Bürgerfrühstück, wo alle Bürger zu einem gemeinsamen Frühstück am alten Rathaus auf dem Stadtplatz mit Straßenmusikern und traditioneller Musik eingeladen werden.[97]
- Seit 2017 findet in Zusammenarbeit mit zahlreichen Vereinen im Garten des Rathauses ein jährliches Gartenfest unter wechselnden Mottos statt. Während 2017 das Motto 25 Jahre neues Rathaus war, stand 2018 das Motto Synergieeffekt und 2019 das Thema Bewegung im Fokus.[174]
- Jährlich veranstaltet die Stadt zur Verbundenheit mit allen Heimatvertriebenen aus dem Zweiten Weltkrieg einen Tag der Heimat.[97]

### Sport
Die Stadt selbst hat zahlreiche eingetragene Sportvereine, hinzu kommen weitere aus dem Landkreis, welche die Sportstätten in der Stadt nutzen. Es gibt auf der Rusel einen Rundweg mit elf naturnahen Themenstationen, sowie einem Trimm-dich-Pfad im Wald und einen Bewegungsparcour im zentral in der Innenstadt gelegenen kleinen Stadtpark. Im Jahr 2021 neu hinzugekommen ist ein rund 4,5 Kilometer langer, mit 16 Stationen ausgestatteter Trimm-Dich-Pfad im Bereich der Donaupromenade und des Bogenbaches der ganz ohne zusätzliche Geräte nur mit vorhaltendem Stadtmobiliar auskommt.

#### Sportvereine
- Wasser- und Sportbootvereine

1. Motorboot-Club Deggendorf e. V., Bavaria-Motor-Yacht-Club Deggendorf e. V., Donau-Yacht-Club Deggendorf e. V., Motorbootclub Bayerwald e. V., Niederbayerischer Motoryachtclub Landshut e. V. (im Sportboothafen Deggendorf), 1. Wasserskiclub Deggendorf e. V., Segelclub Deggendorf e. V., Die Segler Deggendorf e. V., Deggendorfer Ruderverein von 1876 e. V., Donau Ruderclub Deggendorf 2001 e. V., Deggendorfer Tauchsportclub e. V., Bezirksfischereiverein Deggendorf von 1857 e. V., Fischereiverein Natternberg e. V., Fischereiverein Seebach e. V.
- Ballsport

FC Deggendorf e. V. (Fußball), Sportverein Deggenau e. V. (Fußball), TSV Seebach e. V. (Fußball), Türk Gücü Deggendorf e. V. (Fußball), SpVgg Grün-Weiß Deggendorf 03 e. V. (Fußball – die U17 Mannschaft spielt in der Bayernliga), 1. Deggendorfer Squash Rackets Club e. V., Baseball- und Softballclub Deggendorf Dragons e. V., Handball Club Deggendorf 2015 e. V., Tennisclub Rot-Weiß Deggendorf e. V., Tennisclub Seebach e. V., Eisenbahner-Sportverein Deggendorf e. V. (Tennis und Faustball), ISHC Deggendorf Pflanz e. V. (Inline-Skaterhockey – die erste Mannschaft spielt in der 2. Liga), Deggendorfer Golfclub e. V., Jugger Deggendorf e. V.
- Klettersport

Deutscher Alpenverein e. V. Sektion Deggendorf (Klettern und Bouldern an Outdoor-Felsen und Kletterhalle).
- Eis- und Wintersport

DSC Deggendorfer Schlittschuh-Club e. V. (die erste Mannschaft im Eishockey spielt in der 3. Liga) (Profiliga), Eisstockclub Greising 1995, Ski & Bike Deggendorf e. V., Eisstockverein Fischerdorf.
- Kugelsport

Pool Brothers Deggendorf 90 e. V., Deggendorfer Sonnen-Kegler e. V., Deggendorfer Sportkegler-Verein e. V., Sport-Kegel-Club Altschaching, Sportkegelclub Frisch Auf Deggendorf.
- Reitsport

Fahr- und Reitverein Altholz e. V., RC Reitclub Deggendorf e. V.
- Schützenvereine

Sportschützenclub Deggendorf 1974 e. V., Hauptschützengemeinschaft Deggendorf (HSG), Schützenverein Altbayern Fischerdorf e. V., Schützenverein Fröhliche Bergler Greising e. V., Schützenverein Hubertus Deggenau e. V., Schützenverein Vorbergler Deggendorf e. V., Schützenverein Wildschütz Deggenau e. V., Böllerschützen Donaugau Deggendorf e. V., Bergschützen Seebach e. V.
- Kampfsport

Shotokan-Karate-Dojo Deggendorf e. V., Karate- und Kobudo-Verein Seibukan Deggendorf e. V., Box-Club Deggendorf e. V. Dojo-Deggendorf e. V.
- Gemischte Sportvereine

Sportverein Mietraching e. V. (u. a. Stockschießen, Ringen, Skisport), TSV Natternberg e. V. (u. a. Bogenschießen, Badminton, Fußball, Eisstock, Tennis, Volleyball), TSV von 1861 Deggendorf e. V. (u. a. Athletik, Tischtennis, Turnen, Kampfsport, die erste Volleyball-Mannschaft spielt in der 3. Liga).
- Sonstige Sportvereine

1. Deggendorfer Hundesportverein e. V., Laufverein Deggendorf e. V., Luftsportverein Deggendorf-Plattling e. V. (Sportflugverein), Night-Street-Racer e. V. (Auto-Tuning-Club), 1. DC Deggendorf e. V. (ehem. ostbayerischer Meister), Skateboarding Deggendorf e. V., Danube Waves (Tanzsport), SV Blau-Weiß Semperit e. V., Motorradclub Deggendorf e. V., Schachverein Deggendorf (die erste Mannschaft spielt in der 1. Bundesliga)

#### Regelmäßige Sportveranstaltungen
Ergänzend zu kleineren Turnieren und Vereinsveranstaltungen in Sportstätten oder den Stadthallen, fand am 27. Juli 2019 die dritte Zurich Race-Night als erste Deggendorfer Sommerspiele am Volksfestplatz in Deggendorf statt. Weitere regelmäßige Sportveranstaltungen sind u. a. die Niederbayerisch-Oberpfälzische Bodybuilding Meisterschaft, das Deggendorfer Stadtradeln, der Deggendorfer Zwei-Brücken-Lauf, der Deggendorfer Halbmarathon und ein Reitturnier des Reitclub Deggendorf.

### Freizeit

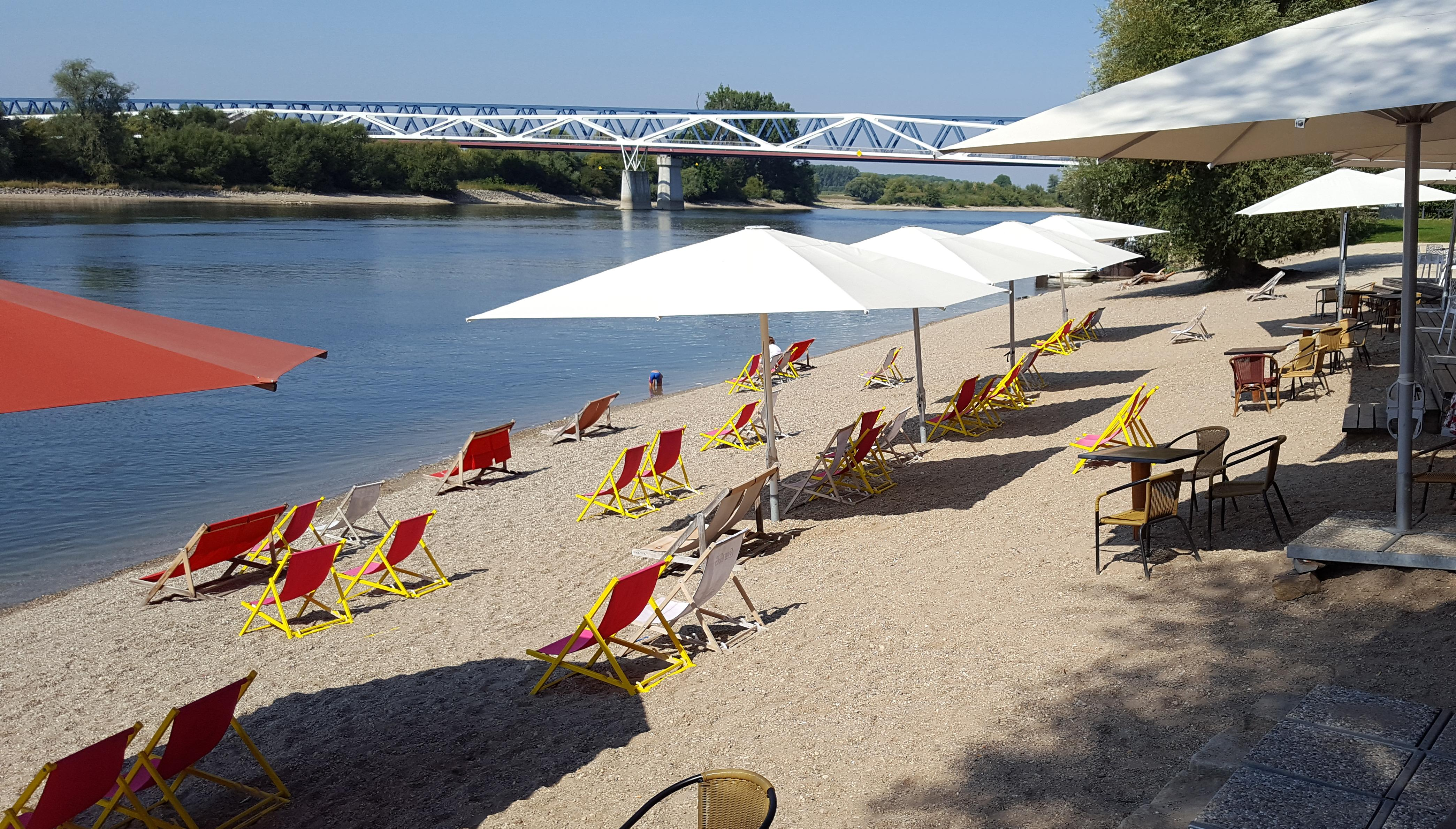
Deggendorfer Stadtstrandabschnitt an der Donau

Die Lage der Stadt zwischen der Ebene des Gäubodens und dem Bayerischen Wald eröffnet viele Möglichkeiten der Freizeitgestaltung. Fernwanderwege (via nova), sowie Rund- und Streckenwanderwege führen durch Deggendorf oder haben hier ihren Ausgang. Viele Wanderungen können in den nahen umliegenden Bergen gemacht werden. Fahrradfahren an der Isar oder der Donau, bis zum Mountainbiken im Bayerischen Wald (z. B. Rusel) ist ebenso möglich, wie Wassersport auf Baggerseen, der Isar und der Donau. Im Winter wird auf den umliegenden Bergen des nahen Bayerischen Waldes Skilanglauf und Abfahrt betrieben, im Ortsteil Greising liegt das Skigebiet Deggendorf-Greising mit Langlaufloipen und einem Skilift. Neben alltäglichen Freizeitmöglichkeiten können bei einigen Veranstaltern auch Kanu- und Kajaktouren, sowie Stand-up-Puddling – Touren oder Floßfahrten auf der Isar und der Donau gebucht werden, auch die Buchung einer Heißluftballonfahrt über die Stadt und Region ist möglich. Darüber hinaus bestehen z. B. das Ganzjahresbad „Elypso“, der höchstgelegene Golfplatz Südbayerns auf der Rusel und ein 3D Bogenschützen-Parcours. 2019 wurde ein umfangreicher Sanierungsplan für das Elypso im Jahr 2021 beschlossen, dabei ergab sich nach einer Umfrage der Bürgerwunsch nach einem zusätzlichen Warmwasser-Wellnessbecken mit Massagedüsen. Im Januar 2018 wurde die größte Kletterhalle Niederbayerns mit Innen- und Außenkletterwänden sowie einem Boulderbereich auf Initiative der Alpenvereinssektion Deggendorf eröffnet. Die gesamte Kletterfläche umfasst Ende 2019 nach dem letzten Außenanbau 2566 Quadratmeter. Auch eine Kletterfelswand (Martins-Wand) für reale Kletterbedingungen steht im Stadtteil Deggenau zur Verfügung, diese ist allerdings seit September 2017 aufgrund von Felsstürzen gesperrt.

#### Fernwanderwege

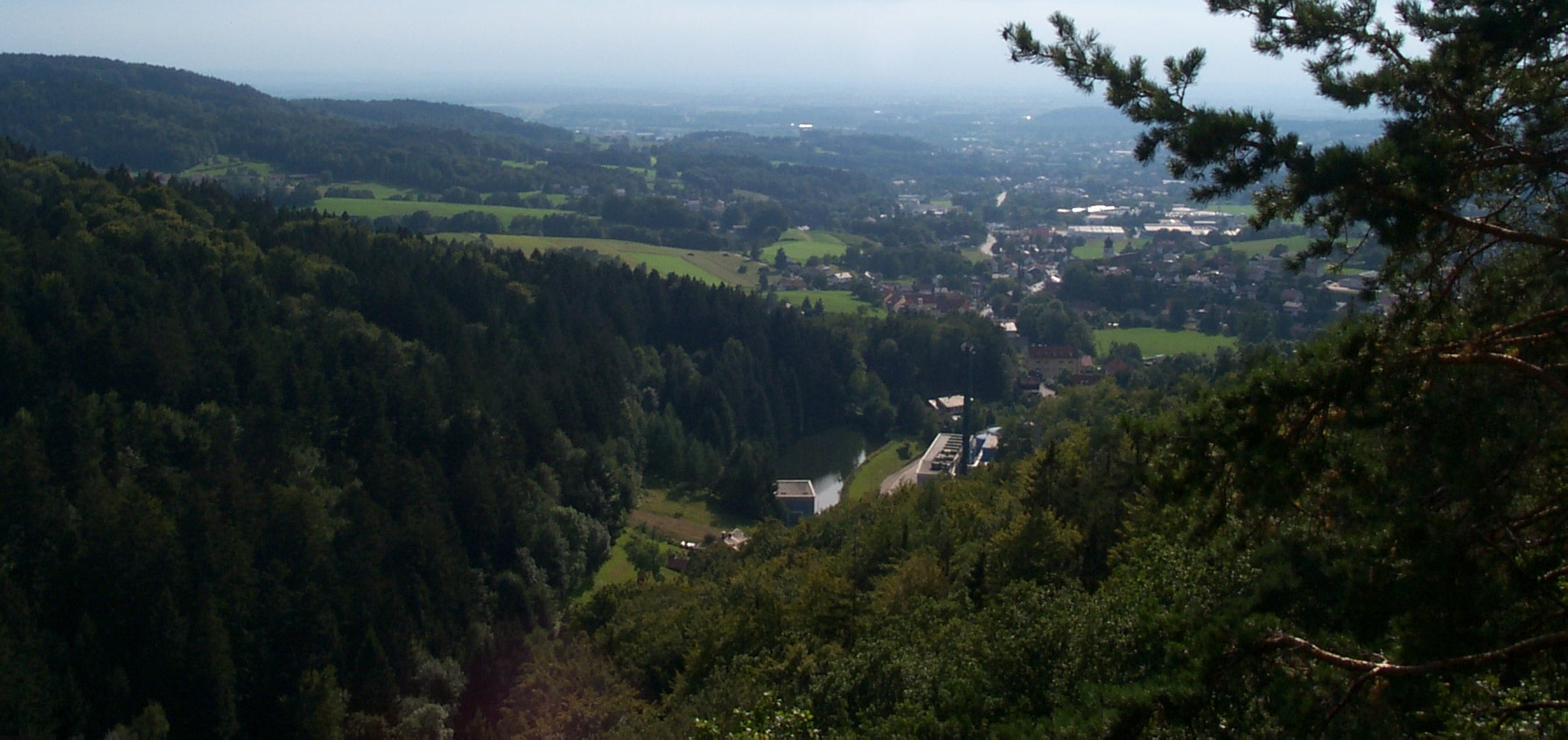
Blick vom Maxfelsen bei Mietraching nach Deggendorf

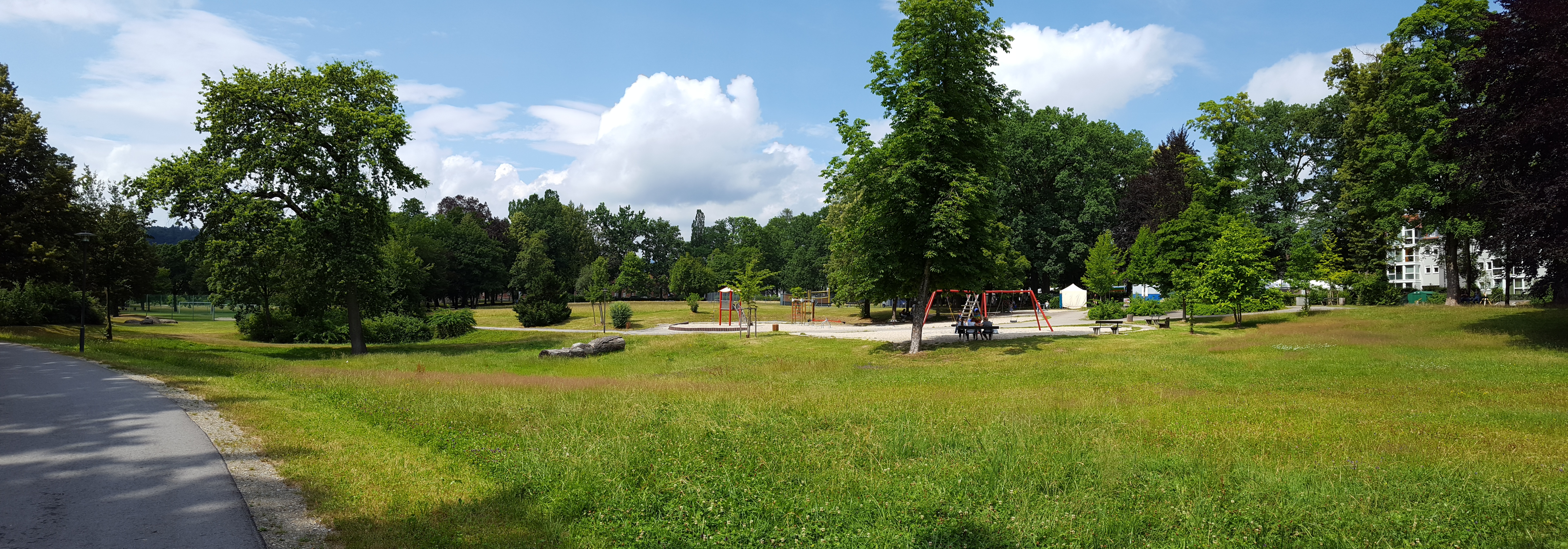
Stadtpark Deggendorf

Deggendorf liegt u. a. an 5 bedeutenden Fernwanderwegen. An dem Internationalen Pilgerweg „Via Nova“, welcher Deutschland, Tschechien und Österreich verbindet, an dem 220 km langen Donau-Panoramaweg von Neustadt an der Donau bis Passau entlang der Donau und an dem 52 km langen Böhmweg-Wanderweg entlang der alten Handelsroute von Deggendorf durch den Bayerischen Wald nach Böhmen. Am nordöstlichen Gemeinderand durchqueren auf ca. 4 km Waldstrecke zwischen Ruselabsatz und Breitenauriegel die ca. 395 km lange südliche Goldsteigroute von Marktredwitz nach Passau und der Fernwanderweg E8 das Ortsgebiet. Ab dem Ruselabsatz (Parkplatz) besteht eine Einstiegsmöglichkeit in den rund 7500 km langen Europäischen Fernwanderweg E8 von Istanbul (Türkei) nach Dursey (Irland) durch 11 Länder und in die südliche Goldsteigroute, welche auf dem Gemeindegebiet deckungsgleich verlaufen. Hinzu kommt die Möglichkeit jedes Jahr am Pilgermarsch von Deggendorf nach Altötting teilzunehmen, oder die jährliche Pilgerstrecke selbst zu erkunden. Zusätzlich besteht die Kombinationsmöglichkeit, etwas unterhalb der Stadtgrenze in Niederalteich ab der Donau auf den Gunthersteig durch den Bayerischen Wald nach Tschechien zu wechseln.

#### Stadtpark
Der Stadtpark beinhaltet verschiedene Kinderspielplätze, Sportanlagen (Fußball, Tennis und Beach-Volleyball), Minigolf und Tischtennis mit Kiosk, einen Skatepark, einen zugänglichen Bachlauf, sowie ein öffentliches Kneippbecken und gilt als eine grüne Lunge der Stadt.

#### Gut Aiderbichl
Seit Dezember 2006 ist eines von 3 besuchbaren Gütern des Gnadenhofs Gut Aiderbichl auch im Deggendorfer Stadtteil Seebach (Eichberg) mit (Stand 2022) etwa 20 Tierarten und mehreren hundert Tieren zu finden. In der Adventszeit wird ein eigener Weihnachtsmarkt abgehalten.

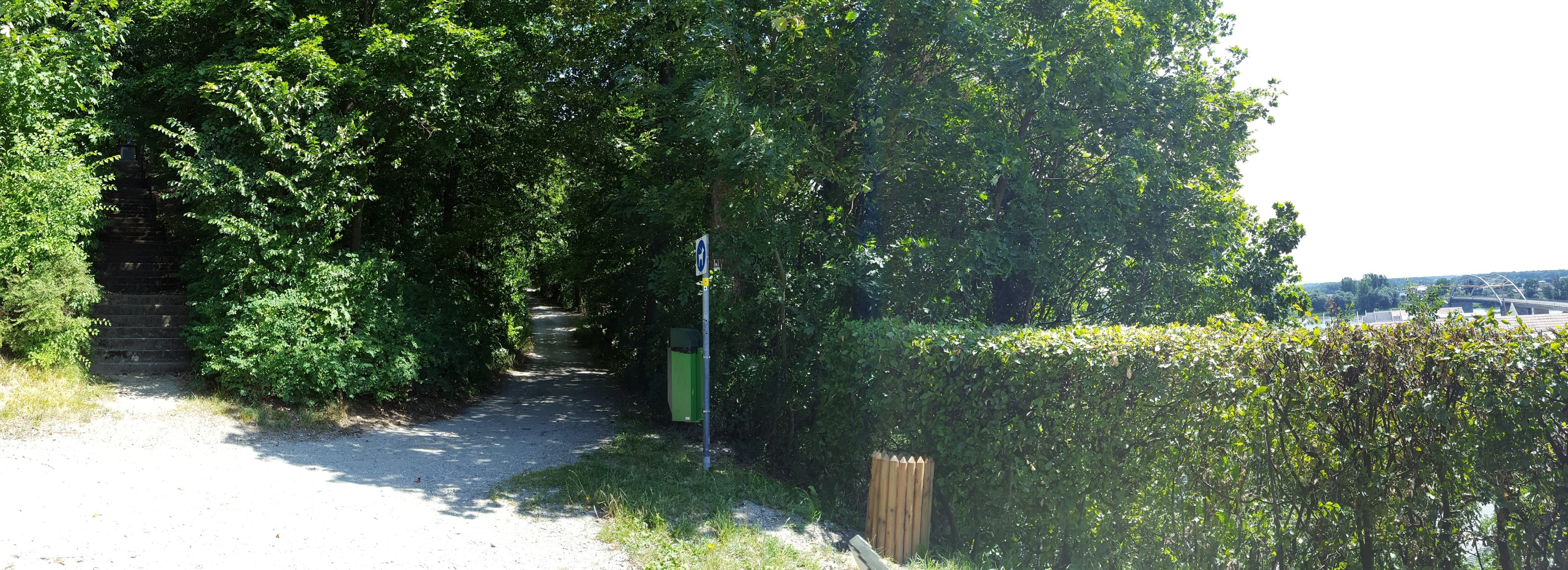
Stadtwald Deggendorf

#### Stadtwald

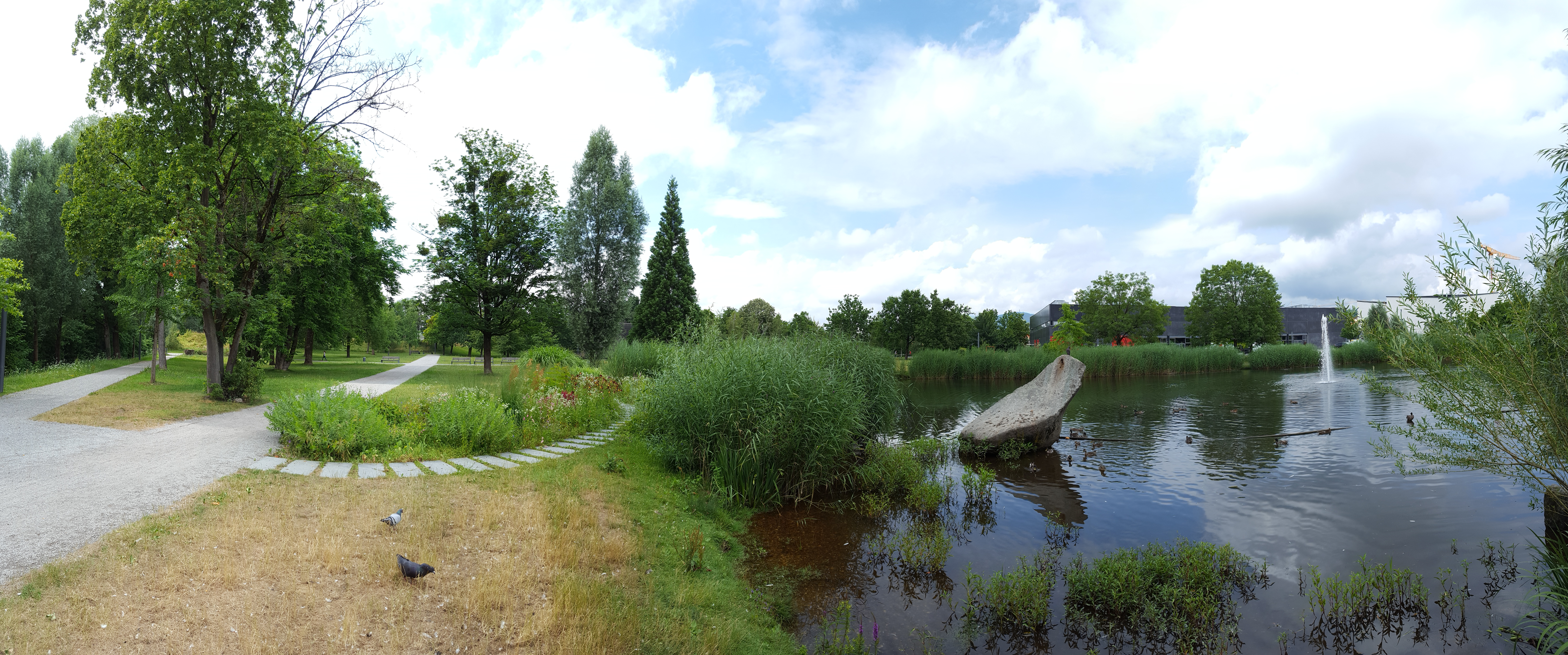
Stadthallenpark Deggendorf

Der Deggendorfer Stadtwald erstreckt sich über einen alten und heute bewaldeten Weinberg mit zahlreichen Sitz- und Ausblickmöglichkeiten auf Teile der Stadt und die Donau. Der ca. 3 km lange Rundweg bietet individuelle Abkürzungen und beinhaltet einen Wald-Lehrpfad und führt an der Wallfahrtskirche Geiersberg mit Brunnen, Teich, Bachlauf und Kneippbecken vorbei. Unweit der Kirche befindet sich auch die 1929 angelegte Gedenkstätte Heldenhain (heute Gefallenenhain), für gefallene oder vermisste Soldaten aus beiden Weltkriegen. Zur Erinnerung an die Deggendorfer Weinanbaugebiete des Baierwein wurde ein kleiner Weinberg mit Geschichtstafel als Denkmal in den Rundweg integriert.

#### Stadthallenpark
Direkt an die Stadthallen und die THD, grenzt der Stadthallenpark mit Grünanlagen, großem Teich, Tischtennis, anlagenunabhängigen Sportmöglichkeiten und einem Hotel.

#### Donaupark (Donaupromenade)

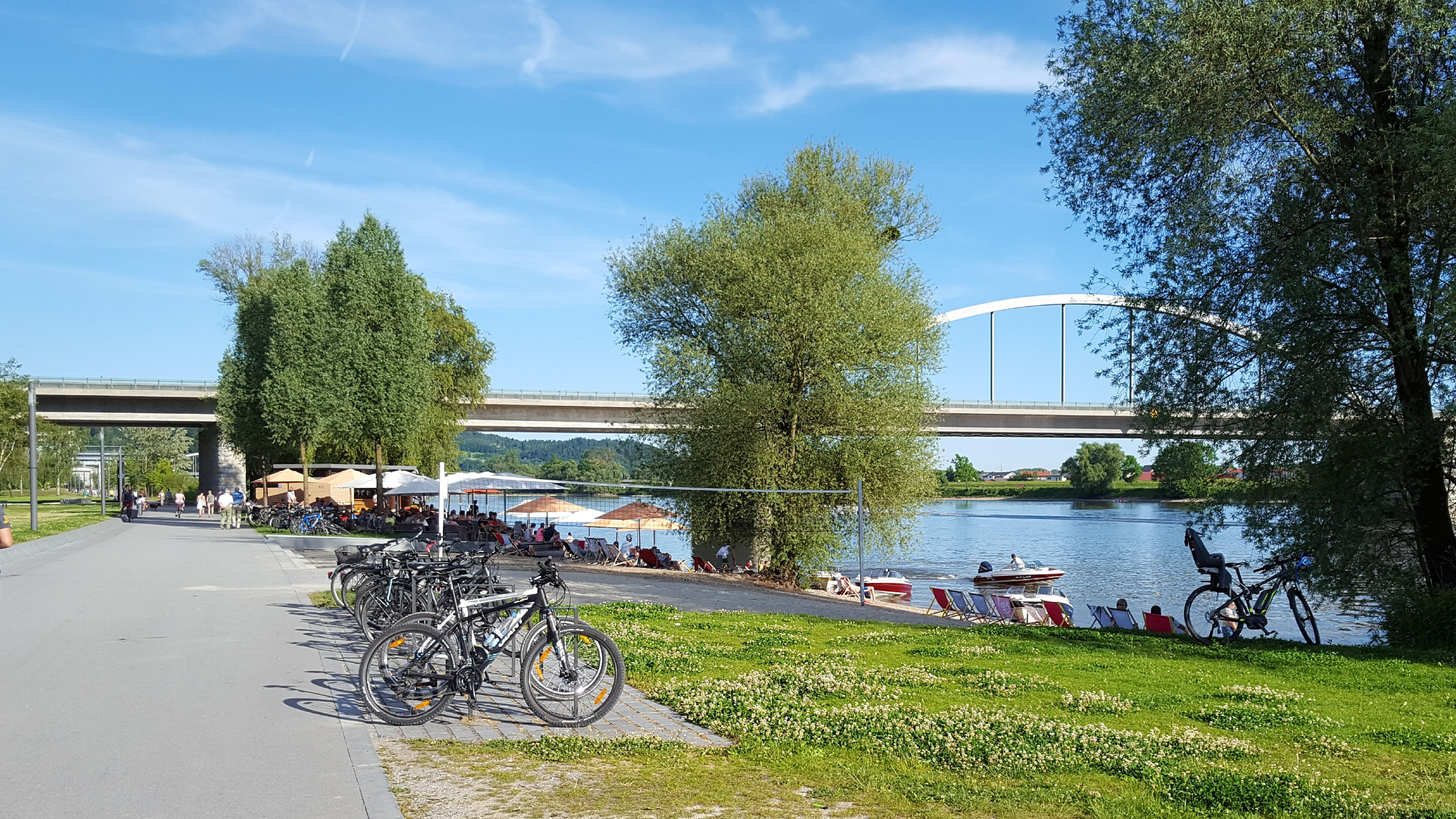
Donaupromenade Deggendorf flussabwärts

An der Donau laden die für die Landesgartenschau Deggendorf 2014 angelegten Freizeit- und Erholungsflächen im Donaupark, mit Donaustränden, Promenade mit barrierefreien Zugängen, unterschiedlicher Gastronomie, Ausflugsschifffahrt, Wasser- und Kletterspielplätzen, einer Strandhaus-Lounge, Sportanlagen, einer Fußgängerbrücke über die Donau und einer Strandbar direkt am Wasser zum Verweilen ein. Die Donaupromenade ist bis zu einem Wasserstand von etwas mehr als 5 Metern begehbar; bei seltenen höheren Wasserständen kann auf den Spazierweg auf dem höher gelegenen Donaudamm ausgewichen werden. Am angrenzenden Campingplatz besteht gegen Gebühr eine gut zugängliche Boot-Slipanlage mit optionaler technischer Unterstützung, das Anlanden mit Booten an den Stadtstränden ist erlaubt.

#### Regelmäßige Veranstaltungen
Jährlich bietet die Stadt neben zahlreichen kleineren Veranstaltungen unter anderem in den Stadthallen auch ein elftägiges VdK-Frühlingsfest für rund 100.000 Besucher und ein im wechselnden Turnus stattfindendes Bürgerfest, eine Bayerisch-Böhmische Woche und eine Sommertraumparty an der Donaupromenade. Als Ersatz für das Volksfest finden seit 2015 im jährlich wechselnden Turnus das Deggendorfer Donaufest und die Deggendorfer Donauroas (Enten- und Drachenbootrennen) statt. Bereits in der zweiten Auflage 2017 erreichten die Besucherzahlen des fünftägigen Donaufestes die Marke von annähernd 100.000 Besuchern. 2021 soll das nächste Donaufest stattfinden.
Neben den vier großen Stadtplatz-Warenmärkten sind folgende größere regelmäßige Veranstaltungen ergänzend zu erwähnen: Afrikafest, Bayern 3 Partyschiff, Sea and Sound Clubboat, Flugtage am Sportflugplatz, Coronator Starkbierfest, Campus Open Air der THD, ein Hinterhof Musikfestival, ein Internationales Gitarrenfestival, ein ElectriCity Musikfestival, sowie zweimal pro Jahr eine der größten Ü30 Partys Bayerns. In der Adventszeit wird der tägliche Christkindlmarkt auf dem oberen Stadtplatz abgehalten, an zwei Adventswochenenden wird dieser durch einen zusätzlichen Kinderweihnachtsmarkt im Altstadtviertel erweitert.

## Gewässer

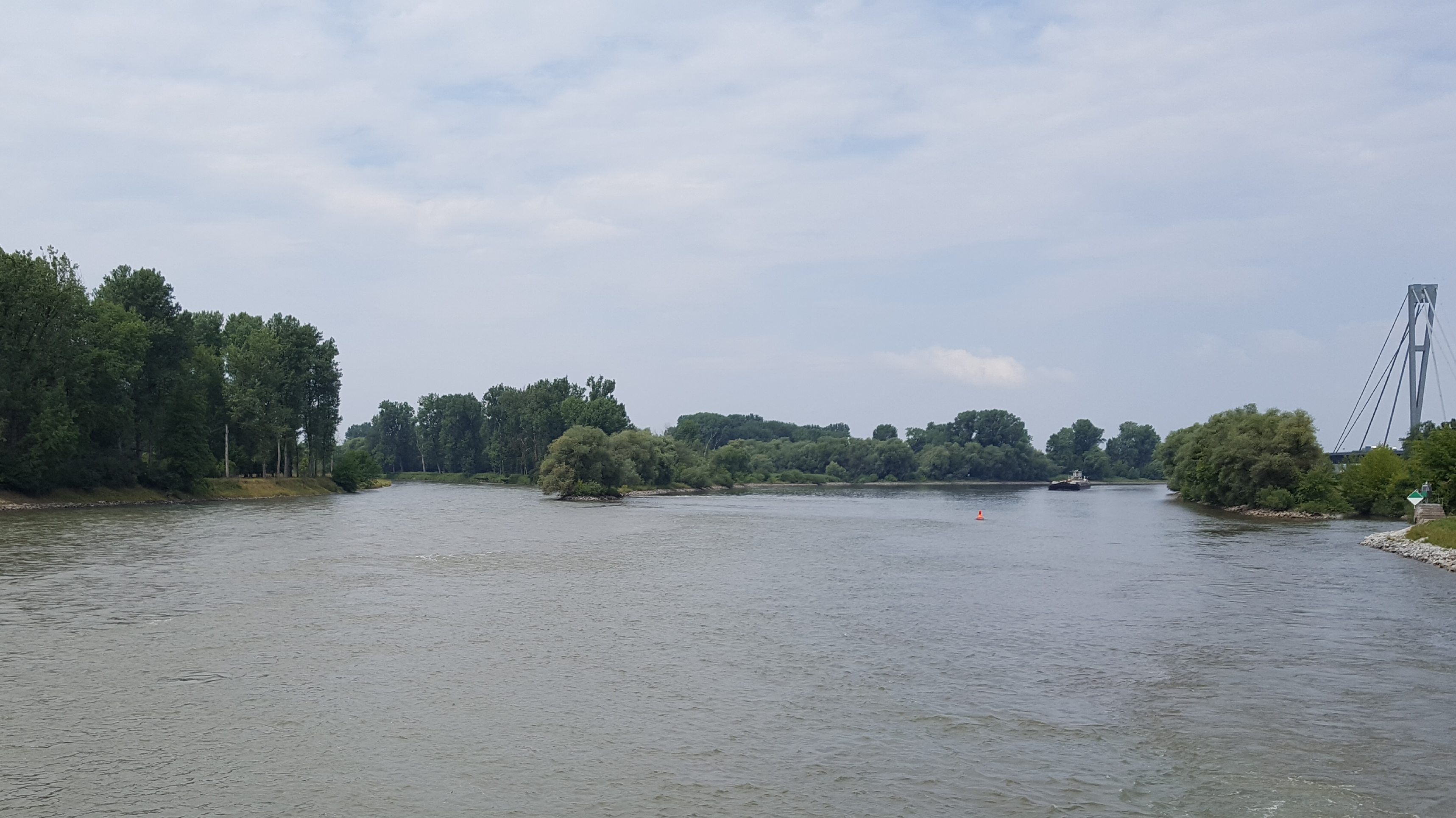
Isarmündung (links) in die Donau (rechts)

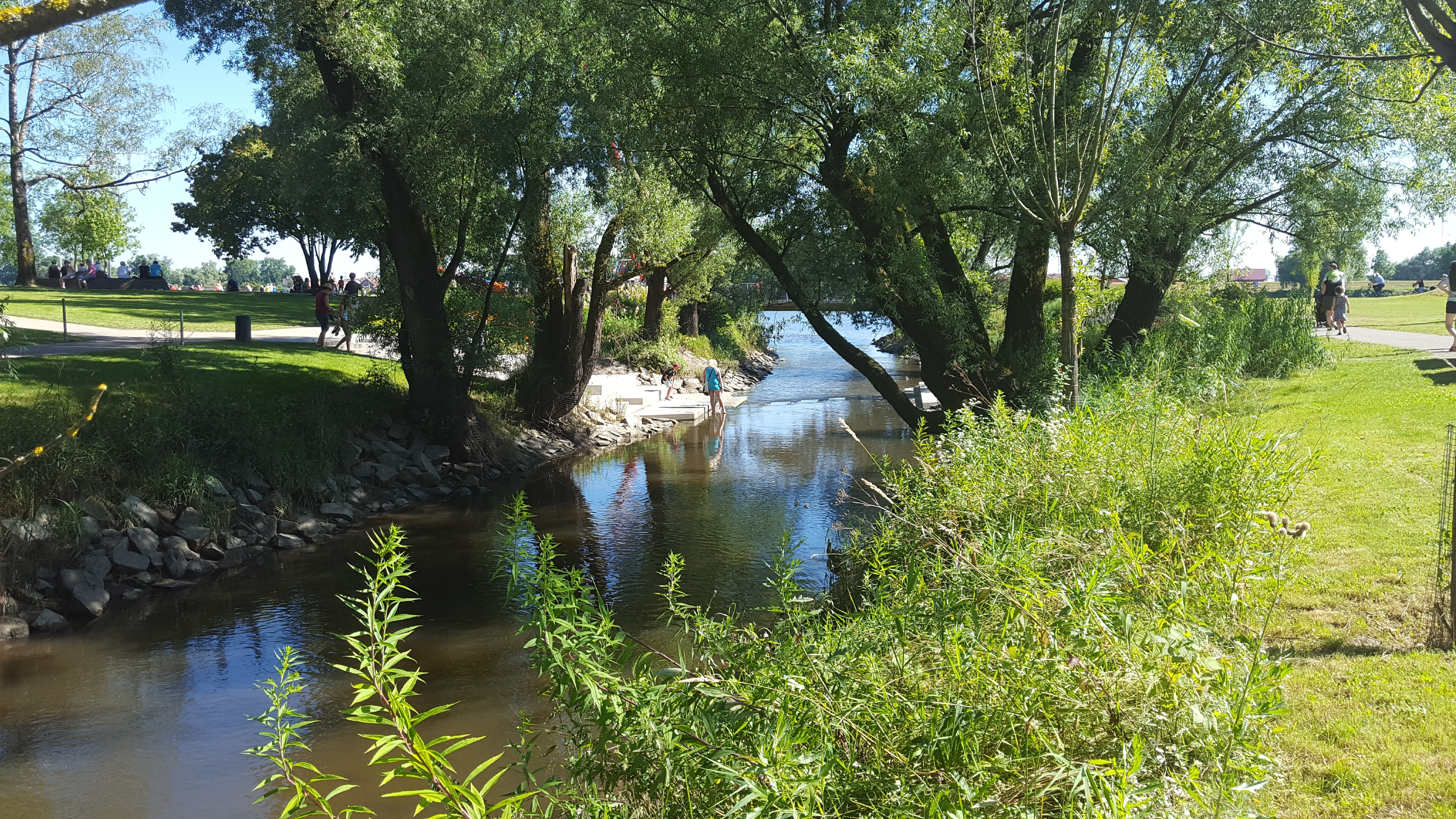
Bogenbachmündung in die Donau

Die Stadt wird auf einer Länge von rund 6 km in südöstlicher Richtung von der Donau durchflossen, im oberen und unteren Verlauf grenzt die Stadt einseitig auf weiteren insgesamt 5 km an die Donau. Die letzten 1,63 km der Isar liegen bis zu ihrer Einmündung in die Donau vollständig im Stadtteil Fischerdorf auf dem Stadtgebiet Deggendorf. Die Auenlandschaften der Isarmündung beherbergen hunderte teils geschützter Arten von Fischen, Amphibien, Pflanzen und Vögeln. Die bekanntesten von verschiedenen Auengewässern sind die Alte Isar und die Schwaig-Isar, welche sich im unmittelbaren Mündungsgebiet befinden.
Die Stadt wird auch von zahlreichen Bächen durchquert, die bekanntesten sind der Kollbach, welcher auch den Stadtpark durchfließt und nach dem Stadtpark als Bogenbach an der Donaupromenade in die Donau mündet, der Hammermühlbach, welcher unmittelbar vor dem Stadtpark in den Kollbach mündet, der Höllbach entlang der Staatsstraße von der Rusel, der Ufersbach, der Breitenbach, der Mietrachinger Bach, der Tattenbergbach, der Saulochbach, der Irlmoosbach, der Greisinger Bach, der Saubach in Fischerdorf, der Hängebach, der Seebacher Bach und der Natternberger Mühlbach. Neben mehreren kleinen Fischweihern sind die bekanntesten Bagger- und Badeseen im Stadtgebiet der Burgsee, der Hackerweiher und der Singerhofweiher, sowie der an der Stadtgrenze befindliche Luberweiher auf dem Gemeindegebiet von Niederalteich. Entlang des Höllbachs und Hammermühlbachs liegen im Stadtteil Mietraching mehrere kleine Stauweiher, im Stadthallenpark wurde im Rahmen der Neugestaltung für die Landesgartenschau 2014 ein neuer Weiher mit Springbrunnen angelegt. Alle regulären Gewässer im Stadtgebiet zusammen hatten (Stand) 2013 eine Gesamtwasserfläche von rund 325 ha (3,25 Quadratkilometer).
- Ab 2020 beginnt der langjährig diskutierte Donauausbau zwischen Straubing und Deggendorf als erster von zwei Abschnitten im Rahmen des Hochwasserschutzes durch die RMD Wasserstraßen GmbH an der bayerischen Donau. Diesbezüglich soll neben weiteren Maßnahmen in den folgenden Jahren, auch die Fahrrinne in diesem Bereich durchschnittlich um 20 cm vertieft werden, um der gewerblichen Flussschifffahrt mehr Sicherheit in Niedrigwasserphasen zu geben.[215]

## Schutzgebiete
Innerhalb der Stadtgrenze befinden sich sieben Schutzgebiete und sieben geschützte Geotope sowie rund 50 Bodendenkmäler. Auch die drei Inseln in der Donau sind Teil eines Naturschutzgebietes.
- 2 Naturschutzgebiete: Isarmündung[216] und Himmelreich[217]
- 2 Landschaftsschutzgebiete: Naturpark Bayerischer Wald[218] und Isarauen[219]
- 3 FFH-Gebiete: Donauauen,[220] östliche Extensivwiesen[221] und Isarmündung[222]
- 2 Vogelschutzgebiete: Isarauen und zwischen Stauffendorfer Weiher und Donau[223]
- 7 Geotope: Martinswand (Deggenau), Gneisaufschluss (Halbmeile),[224] Maxfelsen (Hackermühle),[225] Straßenaufschlüsse Ruselstraße,[226] Sauloch-Schlucht (Tattenberg),[227] Natternberg,[228] Geiersberg.[229]
- Rund 50 Bodendenkmäler[230]

Die Kreisgruppe Deggendorf des Bund Naturschutz bietet vorwiegend Kinder- und Jugendgruppen aus u. a. Schulen und Kindergärten sowie in einem Ferienprogramm umweltpädagogische Ausflüge mit dem eigenen Ausflugsboot TAKATUKA an. Je nach Altersgruppe lautet das Motto der Ausflüge „Donaupiraten-Ausbildung“, „Abenteuerliche Forschungsreise“, oder „Exkursion für Erwachsene“ und führt auch per Schiff ab dem Donaupark zu einer der geschützten Inseln in der Donau. Pro Überfahrt darf die Takatuka bis zu 12 Personen befördern. Das umweltpädagogische Projekt soll Kindern und Erwachsenen die Natur und den Lebensraum Donau näher bringen, aufklären, zeigen was es zu entdecken gibt und wieso Schutzgebiete und Naturschutz wichtig sind.